# مراد الأول
الملكُ العادل والسُلطانُ الغازي أبو الفتح غيَّاثُ الدُنيا والدين خُداوندگار مُراد خان بن أورخان بن عُثمان القايوي التُركماني (بالتُركيَّة العُثمانيَّة: الملكُ العادل أبو الفتح غازى سُلطان مُراد خان بن اورخان بن عُثمان)، ويُعرف اختصارًا باسم مُراد الأوَّل أو مُراد خُداوندگار (بالتُركيَّة العُثمانيَّة: مُراد خُداوندگار)؛ و«خُداوندگار» كلمة فارسيَّة يُقصد بها الإشارة إلى حاملها بِأنَّهُ حاكمٌ بِأمر الله أو بِفضل الله، لِذا اشتهر هذا السُلطان بِأنَّهُ «مُرادُ الله». هو ثالث سلاطين آل عُثمان وأوَّل من تلقَّب بِلقب سُلطانٍ بينهم، بعد أن كان والده أورخان وجدّه عُثمان يحملان لقب «أمير» أو «بك» فقط. والدته هي نيلوفر خاتون ابنة صاحب يني حصار الرومي، فهو بهذا أوَّلُ سُلطانٍ عُثمانيٍّ صاحب جُذورٍ تُركمانيَّة - روميَّة.
تولَّى الحُكم بعد وفاة أبيه السُلطان أورخان سنة 1360م، وكان عُمره 36 عامًا وقتها، واستمرَّ حُكمه 31 سنة تمكَّن خلالها من توسيع نطاق إمارته حتَّى أصبحت قوَّة إقليميَّة كبيرة. كانت باكورة أعماله فتح مدينة أدرنة في تراقية ونقل مركز العاصمة إليها من بورصة، ثُمَّ تابع فُتوحاته وتوسُعاته في جنوب شرق أوروپَّا، فضمَّ الكثير من البلاد إلى مُمتلكاته وإلى ديار الإسلام، وأجبر أُمراء الصرب والبلغار وحتَّى إمبراطور الروم يُوحنَّا الخامس پاليولوگ على الخُضوع له ودفع جزية سنويَّة لِلدولة العُثمانيَّة. ولمَّا بلغت الأخيرة مبلغًا كبيرًا من القُوَّة والازدهار خضعت لها الإمارات التُركمانيَّة في الأناضول بعد أن تبيَّن لها عدم جدوى مُقاومتها وصحَّة مُحالفتها، إلَّا إمارة القرمان التي حاول أميرُها علاءُ الدين بن علي الداماد إثارة حمية الأُمراء المُسلمين المُستقلين وتحريضهم على قتال العُثمانيين لِيُقوِّضوا أركان مُلكهم الآخذ في الامتداد يومًا فيومًا، فكانت عاقبة دسائسه أن هاجمه العُثمانيَّون واستولوا على مدينة أنقرة عاصمة إمارته، فاضطرَّ إلى مُهادنتهم بِدوره.
وسَّع مُراد الأوَّل غزواته وفُتوحاته في شبه جزيرة البلقان التي كانت في ذلك الحين مسرحًا لِتناحُرٍ دائمٍ بين مجموعةٍ من الأُمراء المسيحيين الثانويين. فاستولى سنة 1383م على مدينة صوفية في بلغاريا، ثُمَّ سالونيك في مقدونية، وشنَّ عدَّة غارات على عديدٍ من القلاع والحُصُون في شمال بلاد اليونان، فاضطَّرب لِذلك المُلوك المسيحيُّون المُجاورون وطلبوا من البابا أوربان الخامس أن يتوسَّط لدى مُلوك أوروپَّا الغربيين لِيُساعدوهم على مُحاربة المُسلمين وإخراجهم من أوروپَّا خوفًا من امتداد فُتُوحاتهم إلى ما وراء جبال البلقان، فلبَّى البابا نداءهم ودعا إلى حملةٍ صليبيَّةٍ لِلدفاع عن القارَّة الأوروپيَّة ضدَّ المُسلمين. وفي 19 جُمادى الآخرة 791هـ المُوافق فيه 12 حُزيران (يونيو) 1389م، التقت الجُيُوش العُثمانيَّة بِالقوى الصربيَّة - تُساندُها قوىٍ من المجر والبلغار والأرناؤوط - في سهل قوصوه (كوسوڤو)، فدارت بين الفريقين معركةٌ عنيفة قُتل فيها السُلطان مُراد غدرًا على يد جُندي صربي تظاهر بِالموت، ولكنَّ العُثمانيين لم يلبثوا أن نظَّموا صُفوفهم تحت قيادة بايزيد بن مُراد، فهزموا القُوَّات الصليبيَّة هزيمة شنعاء.
كان مُراد الأوَّل أوَّل سُلطانٍ عُثمانيٍّ يموت في أرض المعركة، والوحيد من سلاطين بني عُثمان الذي قُتل في الحرب، وأُضيف إلى ألقابه بعد وفاته لقب «السُلطان الشهيد». تكمن أهميَّة مُراد الأوَّل بِنجاحه في الارتقاء بِالإمارة العُثمانيَّة إلى طور الدولة، وقد مهَّدت وضعيَّة فُتوحاته السبيل لِتطوير النظام الإنكشاري وإحداث تغييرات هامَّة في نُظم الإمارة، ما ساعد على وضع أُسس الهيكل المركزي فيها. وكما كان حالُ والده وجدِّه من قبل، عاش مُراد حياةً زاهدةً أقرب إلى حياة المُتصوفين، فكان لباسه لِباس الدراويش عكس ما تُصوِّره اللوحات، واشتهر بِقلَّة كلامه وحُبِّه مُجالسة العُلماء والتفقُّه بِالشريعة الإسلاميَّة، وقد وصفه المؤرخ الفرنسي «كرينارد» بِقوله: «كَانَ مُرَاد أَحَد أَكبَر رِجَال آل عُثمَان، وَإِذَ قَوَّمنَا تَقويمًا شَخصيًّا، فَقَد كَان في مُستوى أَعلَى مِن كُلِّ حُكَّامِ أوروپَّا».

## حياته قبل الإمارة
ليس هُناك من معلوماتٍ كثيرة مُتوافرة عن حياة مُراد الأوَّل قبل تولِّيه السلطنة، لكن من المعروف أنَّهُ وُلد سنة 726هـ المُوافقة لِسنة 1326م لِثاني سلاطين آل عُثمان أورخان الغازي والأميرة نيلوفر خاتون بنت حاكم يار حصار (يني شهر) الرومي، وهو ثاني أولاد السُلطان من نيلوفر خاتون بعد شقيقه الأكبر سُليمان، وكان لهُ إخوة غير أشقَّاء هم إبراهيم وخليل وقاسم. ولم يكن على قيد الحياة من هؤلاء وقت تولِّيه العرش سوى إبراهيم وخليل. لا يُعرف مقدار تأثَّر هذا السُلطان بِوالدته روميَّة الأصل، وكذلك يُجهل إن كان مُرادًا عرف وتحدَّث الرُّوميَّة أم لا. أيضًا من غير المعلوم إن كان تلقَّى تعليمًا تُركمانيًّا تقليديًّا كوالده وجدِّه أم تعلَّم من المُدرسين والمُربين القيمين الذي كانوا يُدرِّسُون في مدارس المُدن المفتوحة في إزمير وبورصة وقت طفولته وشبابه. عندما استولى والده أورخان غازي على بورصة في عام 1326م، ووفقًا لبعض المصادر الأُخرى في سنة 1324م، عُيِّن مُراد أمير سنجق المدينة، وذلك وفقًا لِتاريخ عاشق زاده بك. ووفقًا لِبعض المصادر الأُخرى فقد تحوَّلت بورصة مُباشرةً لِمركز الدولة. من المعروف أنَّ مُراد الأوَّل حصل خِلال هذه الفترة على لقب «خُداوندگار»، وأنَّ هذا اللقب استُخدم على الأكثر في سنجق بورصة، وعند الأخذ بِعين الاعتبار أنَّهُ أُطلق أيضًا على مُراد الثاني بعد ذلك، فإنَّهُ من المُحتمل أن يكون لقبًا أُطلق على كُل من تولَّى ولاية سنجق بورصة. شارك مُراد الأوَّل، خِلال الفترة التي أمضاها واليًا على بورصة، في فُتوح بلاد الروم مع أخيه سُليمان باشا. وقد استمرَّ في فُتوحات الروم بعد أن حاز لقب بكلربك (أمير الأُمراء) لِمُدَّة ثلاثة أعوام (1359-1362م).

## تولِّيه الإمارة

### ظُروف تولِّي مُراد السُلطة

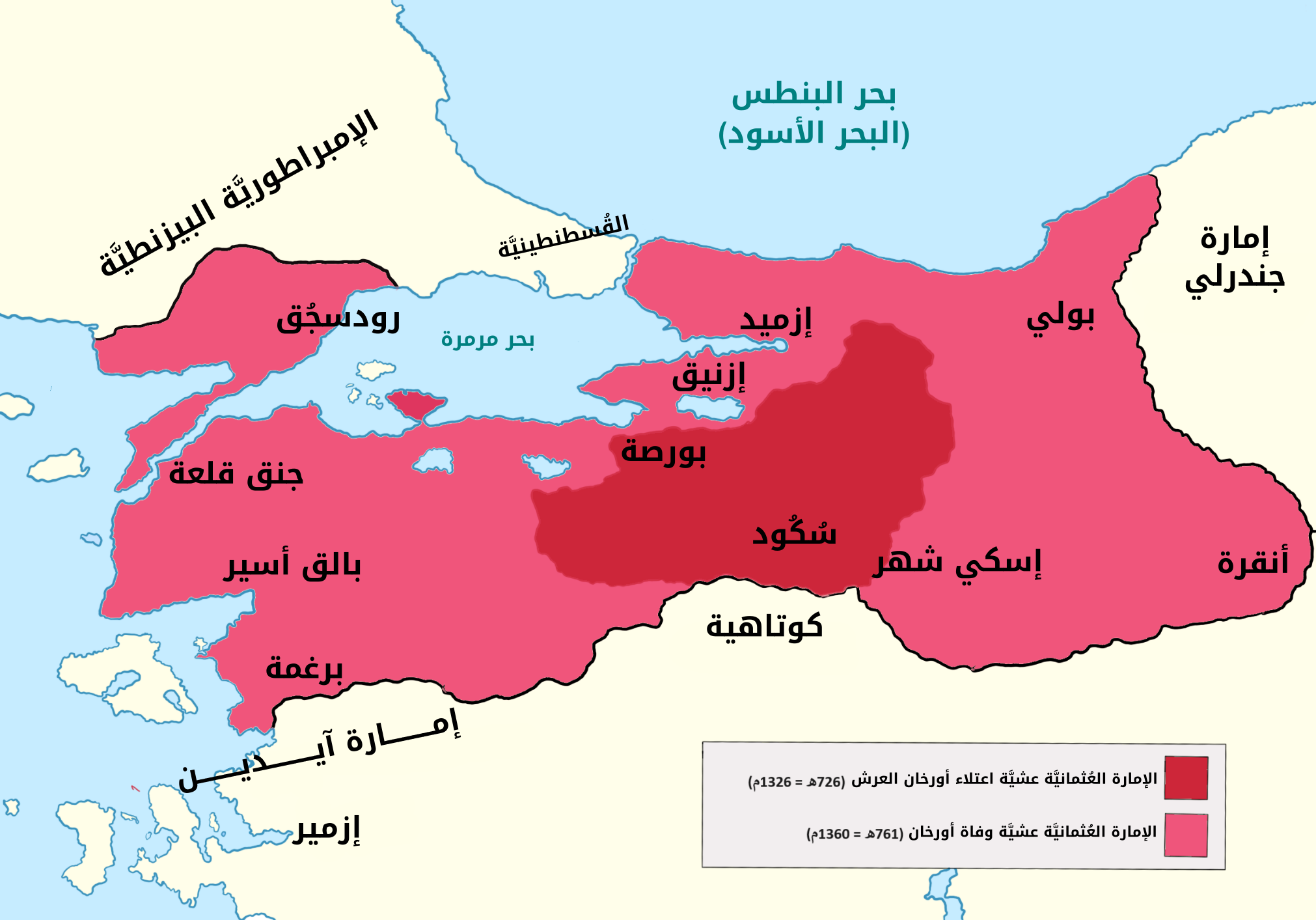
خارطة تُبيَّن حُدود الإمارة العُثمانيَّة في بداية عهد السُلطان مُراد الأوَّل (الأحمر) مُقارنةً بِحجمها عند اعتلاء والده أورخان الغازي سُدَّة الحُكم (الخمري).

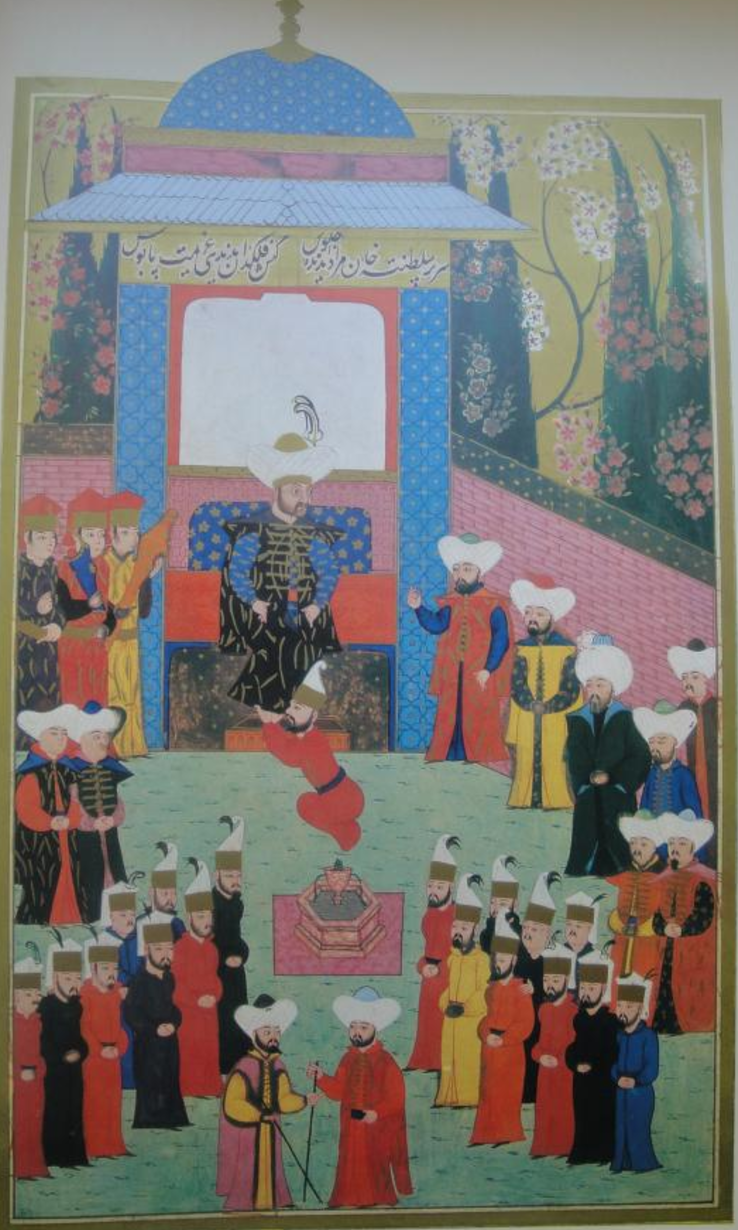
مُنمنمة عُثمانيَّة تُصوِّرُ تربُّع مُراد الأوَّل على تخت الإمارة.

كانت أنظارُ الأعيان وأهلُ الحل والعقد في الإمارة العُثمانيَّة مُتوجهة نحو سُليمان بن أورخان، الأخُ الأكبر لِمُراد، كي يتولَّى عرش الإمارة بعد والده، لا سيَّما أنَّهُ ظهر كقائدٍ فاتحٍ مُنذ شبابه، وخاض حُروبًا بارزة انتصر فيها، من أبرزها فتح قلِّيبُلِي، وكان الأكثر قُدرةً، من بين أبناء أورخان على مُتابعة مسيرة الجهاد والفُتُوح في أوروپَّا. لكن حصل في أوائل سنة 760هـ المُوافق فيه أواخر سنة 1358م، أن تُوفي سُليمان بعد أن زلَّت أرجُل حصانه على بعض الحجارة، فسقط عنهُ واصطدم رأسه عليها، فمات على الفور وعُمره إحدى وأربعون سنة، وقيل أيضًا أنَّ وفاته جاءت نتيجة اصطدامه بِبعض الأشجار وهو على صهوة جواده، الذي ثار ولم يستمع لِتعليمات سيِّده. وحزن أورخان حُزنًا شديدًا على وفاة ابنه، حتَّى قيل أن أجله اقترب أكثر من شدَّة حُزنه.
خلف مُراد أخاهُ سُليمان في قيادة الوحدات العسكريَّة على الساحة الأوروپيَّة بعد وفاته، فخاض جهاد الغُزاة التُركمان، وتمتَّع بِدعم هؤلاء له؛ وعليه فقد شارك فعليًّا في السُلطة، وظهر بِوصفه الخليفة الطبيعي لِوالده. وفي شهر جُمادى الأولى 761هـ المُوافق فيه شهر آذار (مارس) 1360م، توفي السُلطان أورخان وسنُّه إحدى وثمانون سنة ومُدَّة حُكمه خمسٌ وثلاثون سنة، ودُفن في مدينة بورصة في تُربة والده عُثمان، وإلى جانب ابنه سُليمان. وعند وفاته، بُويع مُراد من قِبل أعيان بورصة ومُقاتلي المناطق الحُدوديَّة والعُلماء، بحيثُ أضحى حاكمًا شرعيًّا. هذا ويقول المُؤرِّخ التُركي يلماز أوزتونا أنَّ مُرادًا عُقدت لهُ ولاية العهد قبل أربع سنواتٍ ونصف من وفاة السُلطان أورخان، وذلك بدلًا من شقيقه سُليمان باشا الذي كان يكبره بِعشر سنوات، فكان الرأي أن يتولَّى الأمير اليافع شُؤون الحُكم كونه تمرَّس في الأعمال الإداريَّة، إذ أنَّهُ من المعلوم أنَّ أورخان أوكل جميع الأُمور الإداريَّة في الدولة لابنه مُراد في سنوات حياته الأخيرة، وتُترك شُؤون الحرب لِأخيه الأكبر كونه تمرَّس بها بِدوره.

### وصيَّة والده

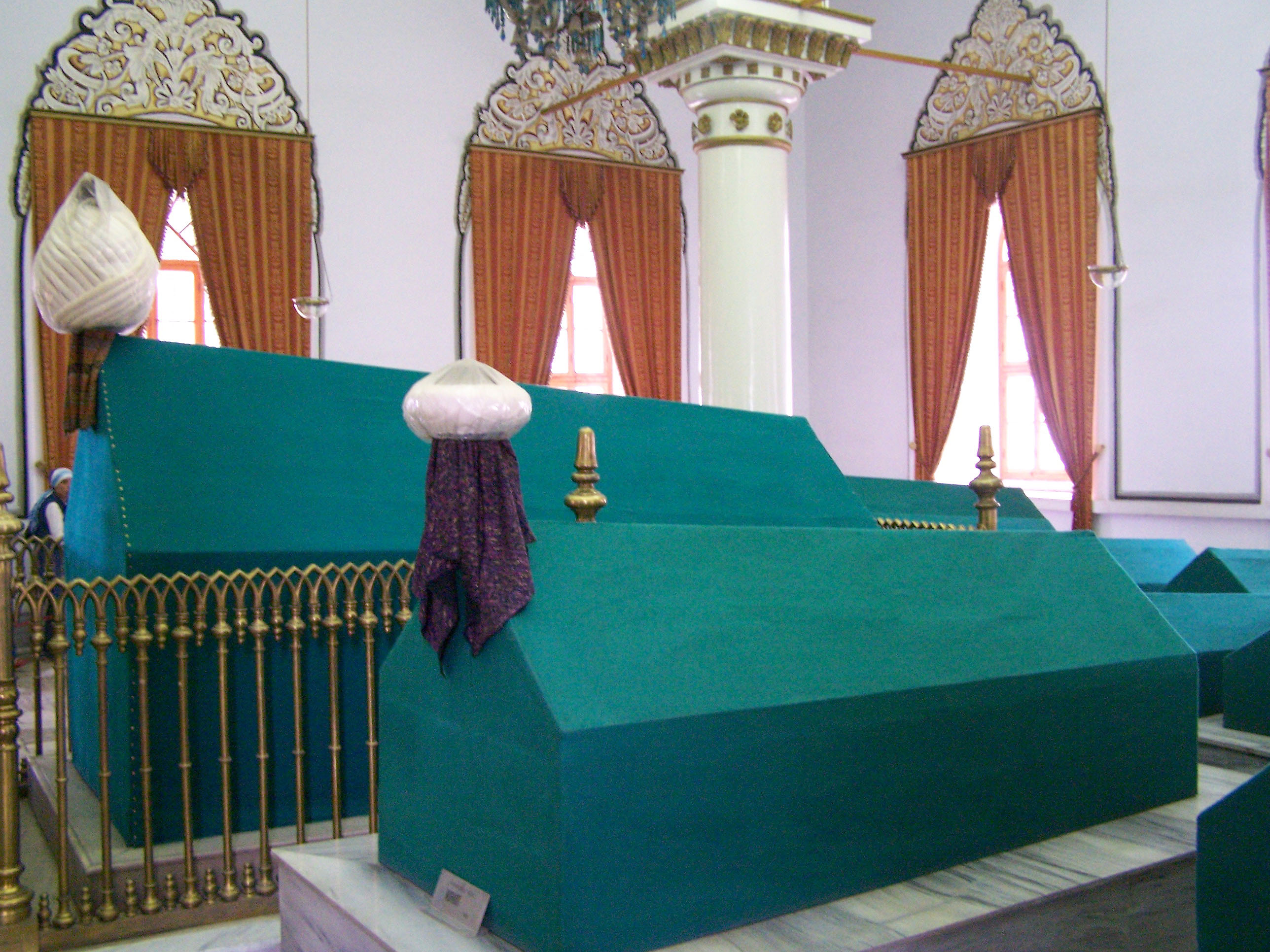
قبر أورخان الغازي في بورصة.

تنص مصادر عُثمانيَّة وتُركيَّة أنَّ أورخان ترك وصيَّةً لابنه مُراد يُوصيه فيها بِإكمال مسيرة الجهاد والفُتُوح في أوروپَّا، وتوسيع حُدود الإمارة التي أنشأها جدُّه عُثمان، ونشر الإسلام في رُبوعها. أمَّا نص الوصيَّة فهو:
يا بُني، أنشأ والدي الغازي عُثمان - أسكنه الله الجنة - إمارةً من حِفنة تُراب، ونحنُ حوَّلناها لِإمارةٍ سُلطانيَّةٍ بإذن الله. أنت أيضًا ستُوسُّعها، ولا يكفي العُثمانيين الحُكم في قارَّتين، لأن عزيمة إعلاء كلمة الله عزيمة كبيرة لن تكفيها قارتين.

ولمَّا كان مُراد مُقرَّبًا من والده، شغوفًا بِالغزوات ويحلم بِالسير على خُطى أبيه وشقيقه سُليمان، وكان بجانبه مجموعة من خيرة القادة والخُبراء العسكريين، شكَّل منهم مجلسًا لِلشورى لِلتباحث في كيفيَّة التوسُع مُستقبلًا في أوروپَّا وآسيا الصُغرى على حدٍ سواء.

### توطيد دعائم حُكمه
بعد أن أصبح مُراد حاكمًا جمع جُندًا كثيرًا من ولايته ومن قره‌سي وفقًا لِعاشق زاده باشا، وبدأ بِاستعدادات العودة نحو الرُّوملِّي. ولكنَّ الدُول المُجاورة والأعداء تحرَّكوا على الفور للاستفادة من تغير الحاكم في الإمارة العُثمانيَّة. فاستعاد الروم مدينتيّ چورلي وبورغاس ومالقره. كما طرد القرمانيُّون الحامية العُثمانيَّة من جماعة الآخية المُتمركزة في أنقرة، والذين كانوا قد انضموا قبل وقتٍ قصيرٍ إلى الدولة العُثمانيَّة. وتمرَّد الشاهزاده إبراهيم باشا بن أورخان، الأخ غير الشقيق لِمُراد، وحاكم مدينة إسكي شهر. وحرَّض الروم الشاهزاده خليل خاطب ابنة الإمبراطور يُوحنَّا الخامس پاليولوگ وحفيد الإمبراطور السابق يُوحنَّا السادس قانتاقوزن من طرف الأم وكانوا سببًا في تمرُّده على أخيه هو أيضًا. كذلك، أخذت إمارة القرمان تُعدُّ جيشًا لِلهُجُوم على الإمارة العُثمانيَّة لِلحيلولة دون تمدُّد نُفوذها إلى بلادها. عقد مُراد في البداية مُباحثاتٍ مع قادته المُتمرِّسين والعُلماء والوُجهاء وغيرهم، في سبيل إيجاد حل لِتلك المشاكل في ذلك العام. وبدأ بِالهُجوم على أنقرة وسيطر على المدينة وقلاعها، ثم صفَّى المُفسدين فيها. ثُمَّ استولى السُلطان على إسكي شهر، وعاد لِبورصة واستعدَّ لِحرب إمارة القرمان، وعلى الفور اتجه نحوها، وقال المُؤرِّخ العُثماني شُكر الله صاحب كتاب «بهجة التواريخ»: «تقدَّم جيشُ القرمان وتقابل الجمعان، وكُسِّرت الرِّماح، وتحطَّمت السُيُوف، وصارت الدُّرُوعُ حِطامًا. إن كُنَّا قد تمكنَّا من جُنُودِ القرمان فقد سقط أيضًا من التتر والتُركمان عددٌ لا يُحصى. وترك رجالُ قرمان بك عتادهم وهربوا». في تلك الأثناء قبض مُراد على أخويه إبراهيم وخليل اللذان أشهرا العصيان في إسكي شهر وبيله جك، وقتلهُما. كانت العادات حتَّى ذلك الوقت تقضي بِتعين أحد أخوة الأمير العُثماني كبكلربك وأمير سنجق، ولكن قتل مُراد لِإخوته غير الأشقَّاء وصغر سن أبناءه جعلهُ مُضطرًا لِتعين أشخاصٍ من خارج السُلالة السلطانية. فمنح مُربيه لاله شاهين باشا لقب بكلربك وعيَّنهُ قائدًا لِلجيش، وكذلك عيَّن قره‌خليل خيرُ الدين باشا الجندرلي قاضيًا للعسكر.

## فتح أدرنة
بعد أن استقر الوضع في الأناضول اتجه مُراد نحو الروملِّي في عام 1361م واستعاد الأراضي التي أخذها الروم. ثُمَّ جمع مجلس حربه وتقرَّر فتح أدرنة وضمِّها إلى الممالك العُثمانيَّة. كان تقدُّم فرق الإغارة في الجيش تحت قيادة الحاج إيلبك وغازي أفرنوس نحو ديموتيقة وإبسالا وكاشان سببًا في منع وُصُول المُساعدات من البلقان لِنجدة المدينة الروميَّة، وأيضًا مُقدمة لِلسيطرة عليها. كما انتصرت الوحدات العُثمانيَّة بقيادة لاله شاهين باشا على الجيش الرومي المُختلط في «صازلي دارة» مما مهَّد الطريق لِفتح أدرنة.
كان العُثمانيُّون قد ضربوا حصارًا على مدينة أدرنة في أواخر أيَّام السُلطان أورخان، وتُوفي الأخير أثناء الحصار، فواصل خلفه مُراد الأوَّل حصار المدينة حتَى سقطت في يده. هُناك خلافٌ بين المُؤرخين، سواء المُسلمين أم الغربيين، حول تاريخ فتح أدرنة، فقال البعض أنَّ ذلك تم ما بين سنتيّ 1361 و1362م، وقال آخرون في سنة 1367م، وقال غيرهم سنة 1371م. على أنَّ الرأي الأرجح هو القائل بِأنَّ فتح المدينة حصل في سنة 1361م كحدٍ أدنى، أو سنة 1363م كحدٍ أقصى، على اعتبار أنَّ المصادر العُثمانيَّة تقول بِأنَّ فتح المدينة تزامن مع حُدوث كُسُوفٍ لِلشمس، وهو ما حصل حوالي سنة 1361م. وبِجميع الأحوال، فإنَّ السُلطان مُراد أرسل مُربيه البكلربك لاله شاهين باشا لِإتمام فتح المدينة واستخلاصها لِلمُسلمين، فشدَّد الأخير الحصار عليها، حتَّى اضطرَّ قائد الحامية الروميَّة فيها «تكفور»، أن يخرج لِقتال العُثمانيين، فاشتبك معهم في قتالٍ قليلٍ جنوب شرق المدينة، فانهزم وعاد إليها هاربًا. ولمَّا رأى أنَّ الاحتفاظ بِالمدينة أمرٌ ميؤوسٌ منه، وافق على تسليمها لِلمُسلمين، وانسحب منها سرًا في إحدى القوارب. أمَّا الأهالي فإنهم فتحوا أبواب مدينتهم لِلعُثمانيين شرط أن يُعاهدهم لاله باشا ويُعطيهم الأمان على أنفُسهم ومُمتلكاتهم ومُقدساتهم وكنائسهم، وأن يظلُّوا مُقيمين في مدينتهم، فأعطاهم ما طلبوا. وِبهذا، دخلت ثالث أهم المُدن الروميَّة آنذاك (بعد القُسطنطينيَّة وسالونيك) ضمن حُدود ديار الإسلام.

## الفُتوحات في أوروپَّا

### ظُروف البلقان قُبيل التوسُّع العُثماني

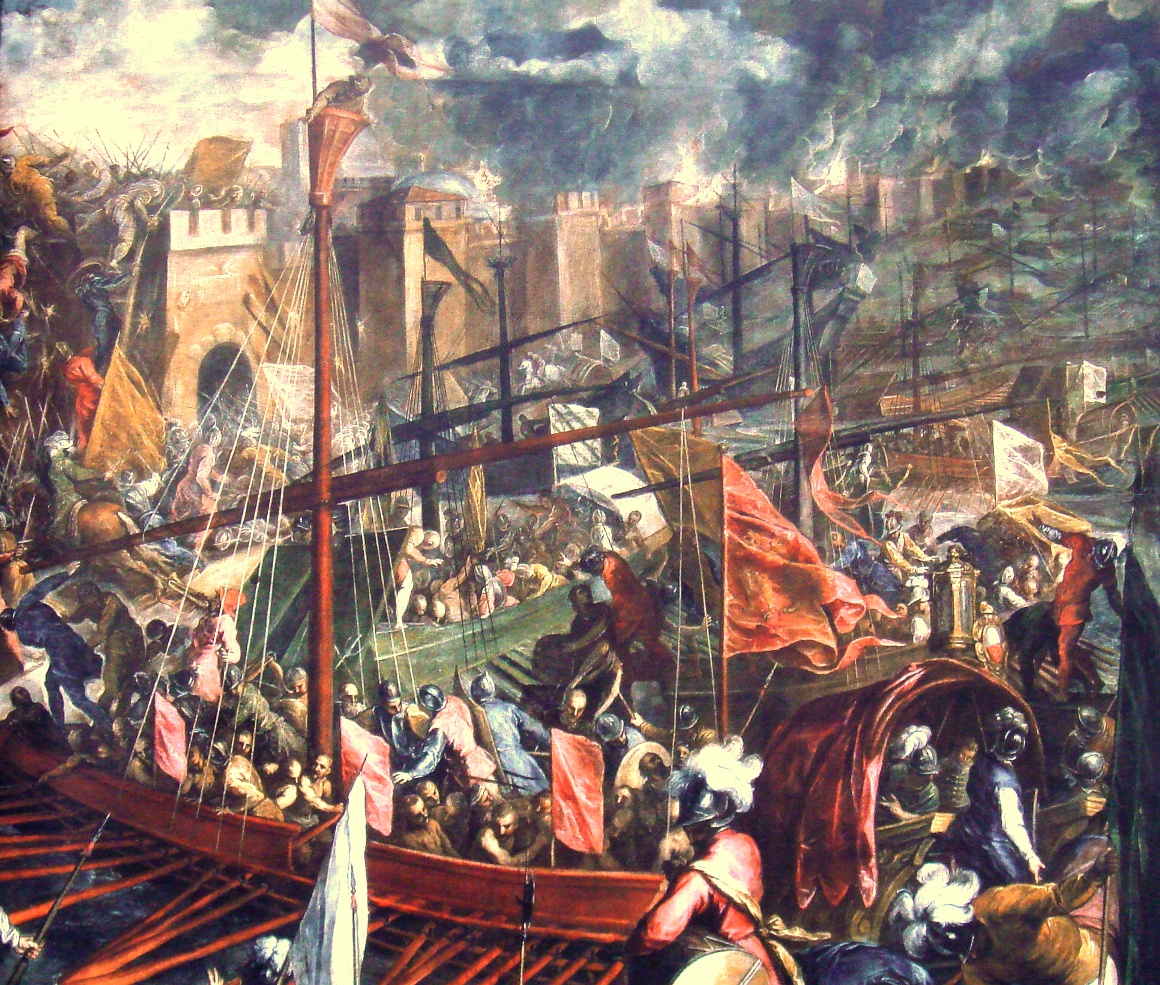
الصليبيُّون يستولون على القُسطنطينيَّة خِلال الحملة الصليبيَّة الرابعة سنة 1204م. أتاح سُقُوط العاصمة الروميَّة القديمة لِلبُلغار والصرب الاستقلال عن الإمبراطوريَّة البيزنطيَّة وإنشاء مملكتين مُستقلتين عن الروم في البلقان.

أتاحت أزمة الإمبراطوريَّة البيزنطيَّة المُتمثلة بِالغزو الصليبي لِعاصمتها خِلال الحملة الصليبيَّة الرابعة، أتاحت لِلبُلغار، مُنذُ أواخر القرن السادس الهجري المُوافق لِلقرن الحادي عشر الميلادي أن يستعيدوا، بِمُساعدة الأفلاق، استقلالهم بِرئاسة قياصرتهم من الأُسرة الأرسانيَّة، كما أتاحت لِجيرانهم الصربيين، الذين ظلُّوا طويلًا تحت تابعيَّتهم، أن يُوسعوا رقعة أراضيهم بحيثُ امتد سُلطانهم من نهر الطونة (الدانوب) شمالًا حتَّى سواحل البحر الأدرياتيكي جنوبًا، فحقَّقوا بِذلك استقلالهم، وساعد الضعف الذي عانت منه الإمبراطوريَّة اللاتينيَّة في القُسطنطينيَّة هاتين الدولتين على ترسيخ سُلطتهما، وتقرَّبت البابويَّة منهُما أملًا بِتحقيق الوحدة الكنسيَّة معهُما. وتعرَّضت بُلغاريا، مُنذُ سنة 659هـ المُوافقة لِسنة 1261م، لِنقمة الروم، وشهدت أوضاعها، حتَّى القرن الثامن الهجري المُوافق لِلقرن الرابع عشر الميلادي، هزَّات كثيرة تراوحت بين الشدَّة واللين. أمَّا مملكة الصرب فقد سارت في تطوُّرها على خُطىً أبطأ وأكثر انتظامًا، فبلغت الذروة في مُنتصف القرن المذكور، في عهد ملكها أسطفان دوشان.
ويُشكِّل العرق الصقلبي (السلاڤي) في كِلا الدولتين غالبيَّة الشعب، مع العلم أنَّ دُخُول التُرك الكومان إلى بُلغاريا - هربًا من الغزو المغولي لِجنوب الروسيا - ووُجود أقوام الأفلاق، من كِلا جانبيّ الطونة (الدانوب) الأسفل، عقَّد التركيب السُكَّاني لِهذه البلاد وجعلهُ كثير التخالط والامتزاج. وعندما ضمَّت الدولتان أراضي جديدة ومُقاطعات مُعظم سُكَّانها من الروم، اتسم تنظيمها بِطابع مُختلط نصفه صقلبي والنصف الثاني رومي. وعلى هذا الشكل كان ظُهُور أُمَّة بُلغاريَّة وأُخرى صربيَّة في القرن الثامن الهجري المُوافق لِلقرن الرابع عشر الميلادي، ولكنَّ الوحدة التي حقَّقتها كُلٌ من هاتين الدولتين بقيت سريعة العطب بِفعل أنها لم تتعدَّ الطور الإقطاعي. فدولة أسطفان دوشان الكبيرة لم تُعمِّر طويلًا بعد موت مُؤسسها، لكنَّها ألهبت خيال القوميَّة الصربيَّة وألهمتها، فالأُمَّة الصربيَّة بقيت واقعًا قائمًا مُتحيزًا حتَّى بعد انهيارها السياسي على يد العُثمانيين في معركة قوصوه في سنة 791هـ المُوافقة لِسنة 1389م، ويُعدُّ هذا التاريخ بدء اليقظة القوميَّة لِلدُول التي قامت على مقرُبةٍ منها. فقد استطاع الأرناؤوط أن يُحافظوا على استقلالهم، وأن يصونوا شخصيَّتهم المُميزة، وقد أصبحوا فيما بعد وتحديدًا خِلال القرن التاسع الهجري المُوافق لِلقرن الخامس عشر الميلادي، أعدى أعداء العُثمانيين وأبطشهم. واستطاع الأفلاق أن يُحافظوا على كيانهم وسط المد والمُحيط الصقلبي، وشغلوا واستثمروا السُهُول المُترامية على جانبيّ نهر الطونة الأسفل، واحتلُّوا إقليميّ البُغدان والفلاخ القليلة السُكَّان، وتوزَّعوا بين المجر على سُفُوح ومُنحدرات جبال الكربات الغربيَّة، ونزلوا أحيانًا بين بُلغاريا وبولونيا وسواحل بحر البنطس (الأسود) الغربيَّة، ولم تنعم هذه الأقطار الأفلاقيَّة، حتَّى ذلك التاريخ، بِالوحدة ولا عرفت تجانُسًا عرقيًّا، وآل أمرُها إلى الضعف والوهن نتيجة الزحف الإسلامي المُتتابع، فقامت فيها، خِلال القرن المذكور، إماراتٍ تمتَّعت بِقدرٍ مُتفاوتٍ من الاستقلال الذاتي، ولعلَّ أهم هذه الإمارات، الإمارة التي قامت في البُغدان والتي غمرتها الموجة العُثمانيَّة. والواقع أنَّ البلقان كان يضم، عشيَّة التمدُّد العُثماني، خليطًا مُفككًا من إماراتٍ صغيرةٍ مُتنافسةٍ ومُوزعةٍ بين زُعماءٍ إقطاعيين.

### فتح تراقية

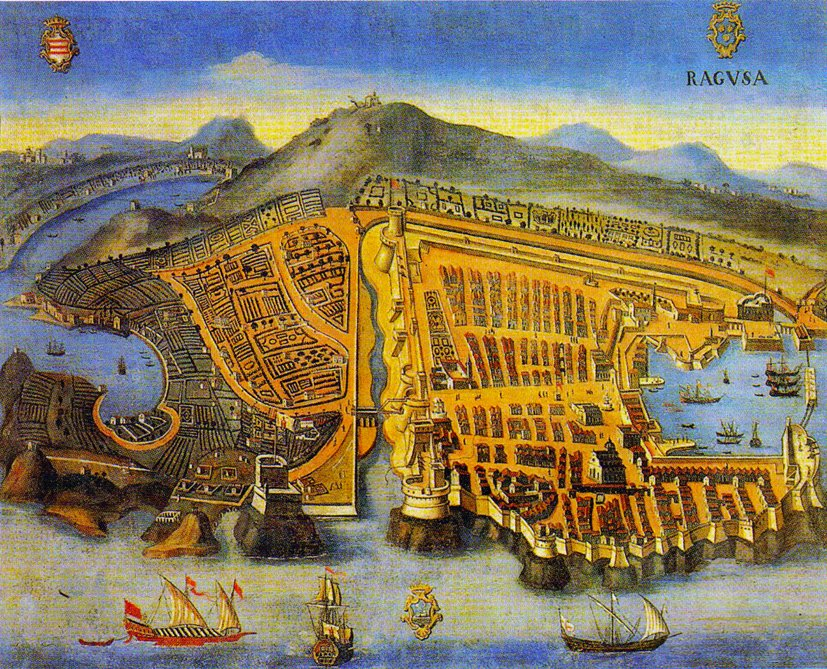
رسمٌ لِجُمهُوريَّة رجوسة، أوَّل دُويلة مسيحيَّة تُبرم مُعاهدة مع الدولة العُثمانيَّة.

أمَّن فتح أدرنة لِلعُثمانيين المركز المُسيطر، إداريًّا وعسكريًّا، على تراقية، فهي القلعة الرئيسيَّة بين القُسطنطينيَّة ونهر الطونة، وتتحكَّم بِطُرق الحملات العسكريَّة عبر جبال البلقان، وتكفل قدرة الاحتفاظ بِالفُتُوحات الإسلاميَّة في أوروپَّا، كما تُؤمِّن وسيلة التوسُّع نحو الشمال. نتيجة تلك الفُتُوح والانتصارات، خشيت بعض القوى الأوروپيَّة، وبِخاصَّةً التجاريَّة، على مصالحها، فهرولت نحو الدولة العُثمانيَّة لِمُهادنتها. من ذلك أرسلت جُمهُوريَّة رجوسة، التي تقع على شاطئ البحر الأدرياتيكي، سفارة تعرض على مُراد الأوَّل عقد مُعاهدة تجاريَّة مُقابل دفع جزية سنويَّة قدرُها خُمسُمائة دوقيَّة ذهب، وهذه أوَّل مُعاهدة تعقدها الدولة العُثمانيَّة مع دولة مسيحيَّة، وذلك في سنة 766هـ المُوافقة لِسنة 1365م. وانطلقت مرَّة أُخرى الدعوة إلى حملةٍ صليبيَّةٍ جديدة، لكن من دون جدوى، في حين تابع العُثمانيُّون توسُّعهم انطلاقًا من أدرنة وقلِّيبُلِي نحو سائر أنحاء تراقية، ففتحوا في السنة التالية لِجُلُوس السُلطان مُراد على العرش، أي في سنة 1363م، مدينة فيلپَّة، عاصمة الروملّي الشرقيَّة الواقعة إلى الجنوب الشرقي من صوفية، كما فتحوا مدينتيّ «وردار» و«كوملجنة»، الواقعة إلى الجنوب الغربي من أدرنة، وسيطروا على وادي مريچ الذي يُزوِّد القُسطنطينيَّة بِالحُبُوب والحنطة، فعزلوا بِهذا بُلغاريا عن المُمتلكات الروميَّة. وبِفتح إقليم تراقية تمَّ فصل القُسطنطينيَّة عن الأقاليم الروميَّة الغربيَّة في أوروپَّا، وأضحت هذه المدينة، بعد الانتشار العُثماني، مُحاطة، من الجانب الأوروپي، بِالأراضي العُثمانيَّة وفُصلت عن الإمارات المسيحيَّة الصغيرة في شبه جزيرة البلقان، وتاخمت المُمتلكات العُثمانيَّة إمارات الصرب والبُلغار والأرناؤوط، وامتد نطاق ديار الإسلام إلى حُدود جبال البلقان، ممَّا أفزع البابويَّة.

### الحملة الصليبيَّة لِرد العُثمانيين
كان لانتصارات السُلطان مُراد أصداء بعيدة في أوروپَّا، وأثار زحف المُسلمين باتجاه البلقان مُختلف القوى الموجودة في المنطقة، فنهضت لِلتصدي له. فسعى الإمبراطور البيزنطي يُوحنَّا الخامس پاليولوگ إلى الانقضاض على الإمارة العُثمانيَّة الناشئة لِطرد العُثمانيين من المواقع التي فتحوها في عهد أورخان، إلَّا أنَّهُ شُغل بِالمُشكلات التي أثارها متَّى قانتاقوزن، ابن الإمبراطور المخلوع يُوحنَّا السادس. ومن جهة أُخرى، خشي البنادقة من التمدُّد العُثماني في البلقان الذي أخذ يُهدد مصالحهم التجاريَّة في المنطقة، فنهضوا لِوقفه، وأنزلوا عشرين ألف جُندي في الروملِّي من أجل هذه الغاية، غير أنَّ هذه القُوَّة مُنيت بِهزيمة على يد العُثمانيين، وبِالتالي فشلت البُندُقيَّة في وقف التمدُّد العُثماني باتجاه البلقان. وأدَّت وفاة أسطفان دوشان، قيصر الصرب، في سنة 756هـ المُوافقة لِسنة 1355م إلى تضعضُع الصربيين وتمزُّقهم، فلم يعد لديهم القُدرة على مُقاومة العُثمانيين. وخشي يُوحنَّا إسكندر، قيصر البُلغار، من الزحف العُثماني، فسعى إلى كسب ود العُثمانيين على الرُغم من اعتراض لويس الأوَّل ملك المجر والإمبراطور البيزنطي يُوحنَّا الخامس. نتيجة إخفاقات القوى البلقانيَّة، التمس الإمبراطور البيزنطي المُساعدة من الغرب الأوروپيّ، ووعد البابا الدُخُول في طاعة الكنيسة اللاتينيَّة مُقابل مُساعدة عسكريَّة، لكن تشدُّد الطرفين: الكاثوليك والأرثوذكس، حال دون تحقيق ذلك.

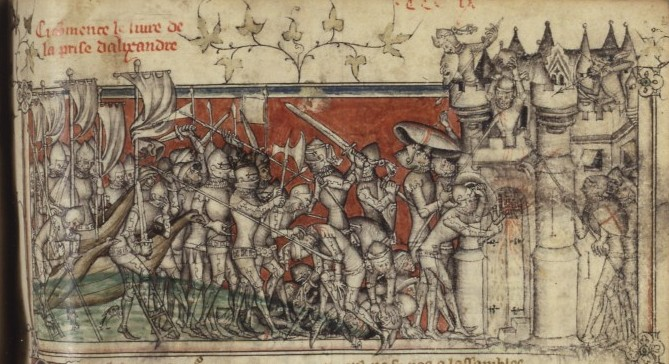
الصليبيُّون يُهاجمون مدينة الإسكندريَّة بِقيادة بُطرس الأوَّل ملك قبرص. كان لِهذه الحملة الصليبيَّة أثرٌ كبير في تقليص أثر الحملة المُوجَّهة ضدَّ العُثمانيين.

في ذات الوقت، كان المُلُوك المسيحيُّون الآخرون المُجاورون لِلدولة العُثمانيَّة قد اضطربوا وتخوَّفوا من امتداد الفُتُوحات الإسلاميَّة إلى ما وراء جبال البلقان، إذ لو اجتازها المُسلمون بدون مُعارضة ومُقاومة في مضايقها لم يقوَ أحد بعد ذلك على إيقاف تيَّار فُتُوحاتهم، ويُخشى بعدها على جميع ممالك أوروپَّا من العُثمانيين. فطلب هؤلاء المُلُوك من البابا أوربان الخامس أن يتوسَّط لدى مُلُوك أوروپَّا الغربيين لِيُساعدوهم على مُحاربة المُسلمين وإخراجهم من القارَّة العجوز. فاستجاب البابا لهم وكتب إلى مُلُوك أوروپَّا يحُثُهم على تجهيز حملة صليبيَّة لِحرب المُسلمين. والواقع أنَّ البابويَّة لم تُعر الفُتُوح العُثمانيَّة في أوروپَّا أيَّة أهميَّة طالما كانت على حساب الروم الهراطقة، في نظرها، ولكن عندما بدأت هذه الفُتُوح تُهدِّد الدُول الأوروپيَّة الكاثوليكيَّة الخاضعة لِسُلطة البابا، سعى أوربان الخامس لِإعداد حملةٍ صليبيَّةٍ ضدَّ العُثمانيين. وفي يوم الجُمُعة العظيمة الذي صادف يوم 15 جُمادى الآخرة 764هـ المُوافق فيه 31 آذار (مارس) 1363م، اجتمع البابا بِملك فرنسا يُوحنَّا الثاني وبِملك قبرص بُطرس الأوَّل في أبينيون حيثُ تعهَّدا بِالمُشاركة في الحملة الصليبيَّة القادمة وبِأن يسيرا إلى الأراضي المُقدسة ويستخلصا بيت المقدس من المُسلمين. وفي 14 ربيع الآخر 765هـ المُوافق فيه 19 كانون الثاني (يناير) 1364م، اجتمع البابا بِبعض الأقطاب الإقليميَّة لِمُناقشة مُشكلة المُرتزقة الجوَّالين الذين كانوا يُعيثون فسادًا في أوروپَّا الغربيَّة، ومن بين هؤلاء الأقطاب كان أماديوس السادس قُمَّس ساڤوي، الذي تعهَّد بِالانضمام لِهذه الحملة أيضًا، مدفوعًا بِقرابته من الإمبراطور البيزنطي. كان موعدُ انطلاق الحملة يُفترض أن يكون في يوم 1 آذار (مارس) 1365م المُوافق فيه 8 جُمادى الآخرة 766هـ، لكنَّ شيئًا لم يحصل، إذ تخاذل ملك فرنسا عن تلبية نداء البابا، وفضَّل ملك قُبرص أن يشُن حملةً على السلطنة المملوكيَّة في مصر، فغزا الإسكندريَّة يوم 23 مُحرَّم 767هـ المُوافق فيه 9 تشرين الأوَّل (أكتوبر) 1365م وارتكب فيها مذبحةً رهيبة راح ضحيَّتها آلاف السَّكندريين من مُسلمين ومسيحيين ويهود، ونهب الصليبيُّون البُيُوت والمتاجر والكنائس والجوامع، ولم تسلم منهم حتَّى متاجر التُجَّار الأوروپيين، وهرب الكثير من الأهالي ناجين بِحياتهم. وبعد مضيّ 4 أيَّام انسحب الصليبيُّون عائدين إلى قبرص. كان لِغزوة الإسكندريَّة أثرٌ سيّئ على إعدادات الحملة الصليبيَّة المُوجهة ضد العُثمانيين، إذ قاطع المُسلمون جميع الدُويلات التجاريَّة الأوروپيَّة، فتأثر اقتصادها القائم على الملاحة البحريَّة، لِذا انسحبت جُمهُوريَّة البُندُقيَّة من هذا الحِلف المُقدَّس، ولم تنجح مُحاولات البابا بِإقناعهم عن العُدول عن رأيهم، فاضطرَّ أماديوس السادس أن يُرسل إليهم سفارة ليُحاول إقناعهم بِنفسه، لكنَّهُ لم يستحصل منهم إلَّا على قادستين لِنقل الجُنُود في البحر. كما رفضت جُمهُوريَّتا جنوة ومرسيلية المُشاركة كي لا تتأثر علاقاتهما التجاريَّة مع المُسلمين سلبًا، فاضطرَّ أماديوس السادس إلى قيادة الحملة الصليبيَّة بِنفسه.

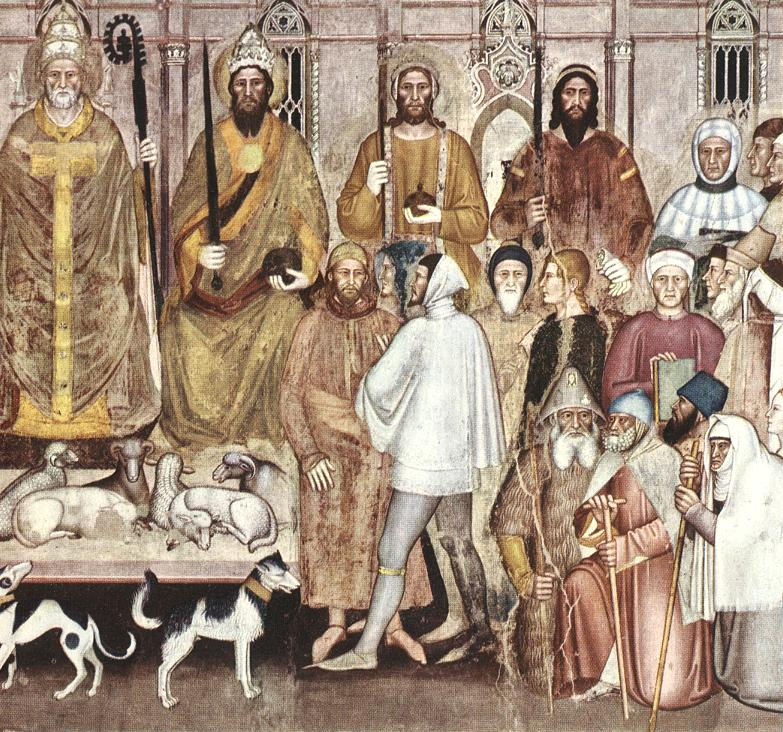
لوحة جصيَّة وفق النمط الفلورنسي معروضة في كنيسة القديسة مريم الجديدة في مدينة فلورنسة بِإيطاليا. يظهر فيها أماديوس السَّادس (الرجل الرابع من اليسار في الصف الخلفي) بِصفته فارسًا صليبيًّا.

انطلق أماديوس السادس من البُندُقيَّة على رأس أُسطولٍ بحريٍّ في شهر شوَّال سنة 767هـ المُوافق فيه شهر حُزيران (يونيو) سنة 1366م، وأبحر حتَّى وصل مضيق الدردنيل، حيثُ انضمَّ إليه أُسطولٌ صغير بِقيادة فرانشيسكو گاتيلوسيو أمير جزيرة لسبوس وفيلقٌ روميّ بِقيادة بطريق القُسطنطينيَّة. هاجمت القُوَّات المُشتركة مدينة قلِّيبُلِي التي فتحها المُسلمون زمن السُلطان أورخان، وضيَّقت عليها الحصار حتَّى اضطرَّت حاميتها العسكريَّة العُثمانيَّة إلى الانسحاب منها ليلًا، وفتح الأهالي أبواب مدينتهم إلى الصليبيين في اليوم التالي لقاء الأمان على أنفُسهم، وأرسل أماديوس السادس إلى البابا يُبشِّره بِالنصر. خِلال تلك الفترة كان الإمبراطور البيزنطي يُوحنَّا الخامس قد سافر إلى بودا عاصمة المجر لِلتفاهم مع الملك لويس الأوَّل لِلتنسيق معه على حرب العُثمانيين ولِيُقسم يمين الولاء والطاعة لِلبابا، عن نفسه وعن أولاده، وكي يتعهَّد بِترك الأرثوذكسيَّة واعتناق المذهب الكاثوليكي، وفي أثناء طريق عودته إلى بيزنطة عبر بلاد بُلغاريا، اعترضهُ جُنودٌ بُلغار بِأمرٍ من القيصر يُوحنَّا شيشمان، الذي منعه من المُرور عبر بُلغاريا، وحاصرهُ في مدينة ڤيدين على أطراف المملكة. ويبدو أنَّ الإمبراطور البيزنطي راسل أماديوس السادس طالبًا النجدة، ولمَّا كان الأخير غير مُفوَّض من البابا لِقتال النصارى الأرثوذكس فإنَّهُ لم يُحرِّك ساكنًا إلى أن تلقَّى مبلغًا من المال من الإمبراطورة هيلانة قانتاقوزن، فأبحر على طول الساحل البُلغاري واستولى على عدَّة مُدن وارتكب فيها فظائع دمويَّة، حتَّى أذعن القيصر البُلغاري وأطلق سراح الإمبراطور البيزنطي، فعاد مع أماديوس السادس إلى القُسطنطنيَّة. عاود أماديوس السادس حربه ضدَّ المُسلمين بِمُجرَّد عودة الإمبراطور يُوحنَّا الخامس إلى عرشه، على الرُغم من تراجُع عدد قُوَّاته بِفعل الخسائر التي مُني بها خِلال حصار قلِّيبُلِي وخِلال مُغامرته العسكريَّة في بُلغاريا، فانتزع قلعة «إينياقوسية» الواقعة على الشاطئ الشمالي من بحر مرمرة من العُثمانيين، وأحرق لهم حصنًا آخر، وردَّ غارةً شنَّها العُثمانيُّون على مدينة سوزوپول البُلغاريَّة الساحليَّة، وتوَّج انتصاراته بِأن استولى على مدينة أدرنة وأعادها إلى الحظيرة الروميَّة. ولمَّا تمَّ لهُ ذلك شعر أماديوس السادس أنَّهُ أوفى نُذوره، فأمضى ما تبقَّى من حملته يتباحث مع الإمبراطور البيزنطي في تحقيق الوحدة الكنسيَّة بين رومة والقُسطنطينيَّة، ثُم عاد إلى البُندُقيَّة بعد أن سلَّم جميع ما استولى عليه إلى الإمبراطور.

### استرجاع أدرنة واتخاذها عاصمةً لِلعُثمانيين

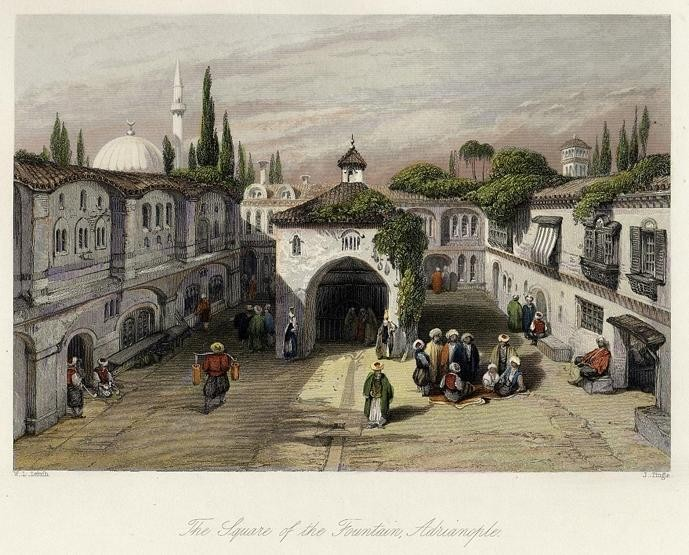
رسمٌ لِأدرنة في العصر العُثماني بعد أن انطبعت بِالطابع الإسلامي المشرقي.

بعد انسحاب الصليبيين، هاجم السُلطان مُراد أدرنة بجيشٍ عظيم فلم تصمد أمامه، واستردَّها في سنة 767هـ المُوافقة لِسنة 1366م. ولِأهميَّة موقعها الجُغرافي ووُجودها على مُلتقى ثلاثة أنهُر، نقل إليها السُلطان تخت المملكة العُثمانيَّة، فجعلها عاصمةً لِدولته، واستمرَّت هكذا إلى أن فُتحت مدينة القُسطنطينيَّة سنة 857هـ المُوافقة لِسنة 1453م، وكان لِسُقُوط المدينة في يد المُسلمين مُجددًا، وتحويلها لِعاصمة أبرز دولة إسلاميَّة تُقارع الغرب صدىً سيئا في الدوائر الحاكمة في أوروپَّا، وبِخاصَّةً البابا. والحقيقة أنَّ العُثمانيين كانوا بِحاجةٍ إلى نقل عاصمتهم من مدينة بورصة التي أضحت في مركزٍ لا يصح معهُ أن تكون عاصمة لهم، بعد هذا التمدُّد في أوروپَّا، نظرًا لِبُعدها عن مركز الفُتُوح. وبعد تداول مُراد الأوَّل مع وُزرائه وقع اختيارهم على مدينة أدرنة. والواقع أنَّ فتح أدرنة واتخاذها عاصمةً لِلدولة أمَّن المركز المُسيطر، إداريًّا وعسكريًّا، على تراقية، فهي القلعة الرئيسة بين القُسطنطينيَّة ونهر الطونة، وتتحكَّم بِطُرق الحملات العسكريَّة عبر جبال البلقان، وتكفل قُدرة الاحتفاظ بِالفُتُوح العُثمانيَّة في أوروپَّا، كما تُؤمِّن وسيلة التوسُّع نحو الشمال، أضف إلى ذلك أنها كانت مدينة ذات استحكامات حربيَّة منيعة. جمع مُراد في عاصمته الجديدة كُل مُقوِّمات النُهُوض بِالدولة وأُصُول الحُكم، فتكوَّنت فيها فئات المُوظفين وفرق الجيش وطوائف رجال القانون وعُلماء الدين، وأُقيمت دُور المحاكم وشُيِّدت المدارس المدنيَّة والمعاهد العسكريَّة لِتدريب الإنكشاريَّة. وبِهذا تحوَّلت أدرنة إلى مدينة ذات طابع إسلامي مشرقي بعد أن كان طابعها رومي.

### فتح مقدونية

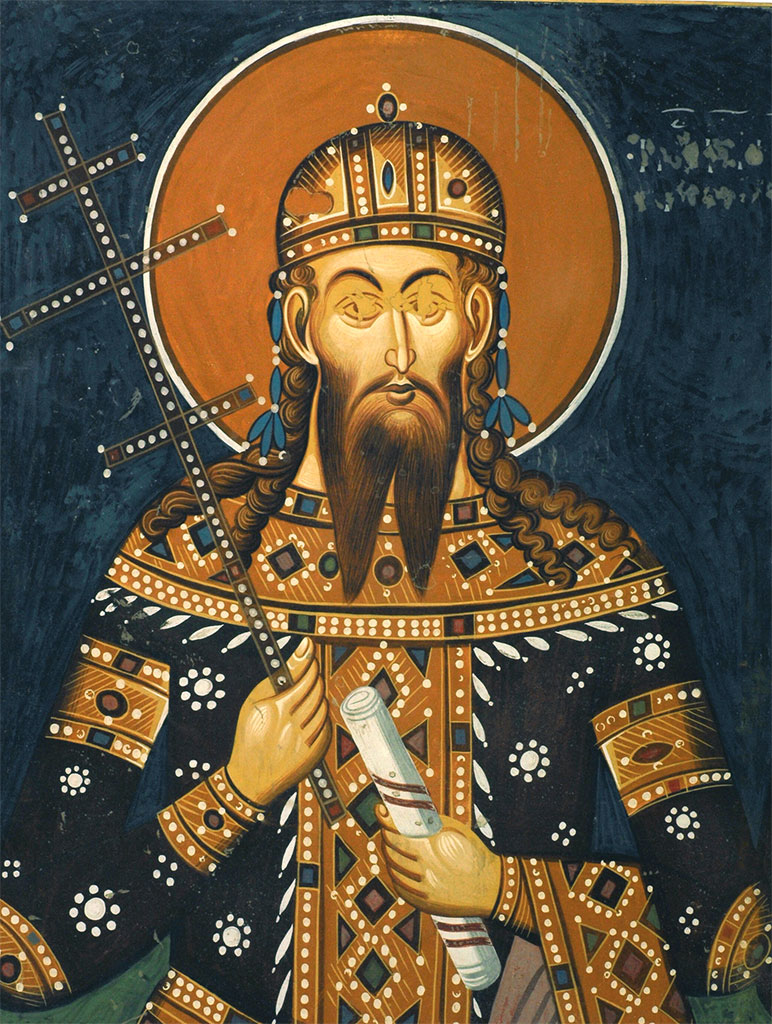
أيقونة لِقيصر الصرب أسطفان أوروك الخامس، صاحب الحملة الصليبيَّة ضد العُثمانيين لِلحيلولة دون سيطرتهم على مقدونية.

مضى السُلطان مُراد في حركة الجهاد والدعوة وفتح الأقاليم في أوروپَّا، وانطلق جيشه بِفتح مقدونية مما أثار الممالك الأوروپيَّة مُجددًا، فتنادى المُلُوك مرَّةً أُخرى إلى إعلان حملةٍ صليبيَّةٍ جديدةٍ ضدَّ العُثمانيين. وفي تلك الفترة كان أسطفان أوروك الخامس قد اعتلى عرش إمارة الصرب خلفًا لِأسطفان دوشان، وكان مُتحمسًا لِقتال المُسلمين وإخراجهم من أوروپَّا، مُقتديًا بِأماديوس السادس. فلم ينتظر وُصُول المدد إليه من أوروپَّا الغربيَّة، بل استعان بِأُمراء البشناق والأفلاق وبِعددٍ عظيمٍ من فُرسان المجر والبُلغار إلى جانب عساكره الصربيين، فاستطاع أن يحشد جيشًا عرمرميًّا بلغ تعداده حوالي سبعين ألف جُندي، وسار بهم باتجاه مدينة أدرنة عاصمة الممالك العُثمانيَّة، مُستغلًا انهماك مُراد الأوَّل بِمُحاصرة مدينة بيجا، الواقعة إلى الجنوب من بحر مرمرة، وهو يُمنِّي النفس بِالنصر، وسار معهُ لويس الأوَّل ملك المجر وتڤرتكو ملك البشناق، والأميرين الأفلاقيين باساراب ولايكو. فلمَّا وصل خبر تقدُّم التحالُف الصليبي إلى آذان العُثمانيين أمر السُلطان مُراد قسمًا من الجيش أن يسير لِمُلاقاتهم، وعيَّن البكلربك لاله شاهين باشا والحاج إفرينوس بك الرومي أميران على رأس الجيش. ولم يرَ إفرينوس بك ضرورةً لانتظار السُلطان مُراد ريثما يعود من حملته في آسيا الصُغرى، فتفاهم مع لاله شاهين باشا وقرَّرا مُجابهة العدو والقضاء عليه قبل عودة السُلطان لا سيَّما وأنَّ الصليبيين أصبحوا على مسافة كيلومترات قليلة من أدرنة.
اقترح أحد القادة العُثمانيين المُخضرمين، وهو الحاج إيلبك البالكسري، أن يُبادر العُثمانيُّون بِالهُجوم ويأخذون الصليبيين على حين غرَّة، فوافقه الأميران على ذلك. فسار إيلبك إلى المُعسكر الصليبي على شاطئ نهر مريݘ، يُرافقه 10,000 جُندي، فباغت الصليبيين ليلًا وأوقعهم في ارتباكٍ كبير حتَّى أنَّهم قاتلوا بعضهم بعضًا في الظلام دون أن يُدركوا ما يحصل، ولم يلبثوا إلَّا قليلًا حتَّى ولُّوا الأدبار، فحلَّت بهم الكارثة، إذ غرق الآلاف منهم في نهر مريݘ بما فيهم الأميران الأفلاقيَّان، ونجا لويس ملك المجر من الموت بِأُعجوبة، وعندما انقشع غُبار المعركة وطلع نُور الصباح انكشف حجم المُصيبة التي حلَّت بِالتحالف، إذ فقدوا كثيرًا من الجُنُود والقادة، فهبطت معنويَّاتهم وتبدَّدت آمال القيصر الصربي والملك المجري بِتحقيق نصرٍ كبير. وعُرفت هذه المعركة الليليَّة في المصادر التُركيَّة بـ«الطريق إلى الصرب» أو «حرب القضاء على الصرب» (بالتُركيَّة العُثمانيَّة: جنگ صرب صنديغى أو صرب صنديغى مُحاربەسى؛ وبالتُركيَّة المُعاصرة: Sırpsındığı Muharebesi)، لِأنها أتاحت لِلعُثمانيين فتح مقدونية وانتزاعها من أيدي الصربيين. لم يلبث لاله شاهين باشا طويلًا إلَّا وسار على رأس جيشٍ يُقدَّر بِثمانمائة جُندي إلى من تبقَّى من الجيش الصليبي على شاطئ نهر مريݘ، فاشتبك معهم في معركةٍ ضارية عند بلدة شيرمن وتغلَّب عليهم، وقُتل منهم العديد وغرق آخرون مُجددًا لمَّا حاولوا عُبُور النهر، ولم يبقَ من الجيش إلَّا فئة قليلة جدًا استطاعت أن تنجوا بنفسها وتعود إلى بلادها، ومن هؤلاء كان ملك المجر لويس الأوَّل، الذي شيَّد كنيسةً لِمرضاة السيِّدة مريم العذراء إظهارًا لِشُكره، بِمُجرَّد عودته إلى بلاده. كانت المعركة بين العُثمانيين والصليبيين ضاريةً لِدرجة أنَّ الثرى كان مُخضبًا بِالدماء بِشكلٍ جليٍّ، كما أنَّ نهر مريݘ جرى أحمرًا لِكثرة ما احتواه من الجُثث.

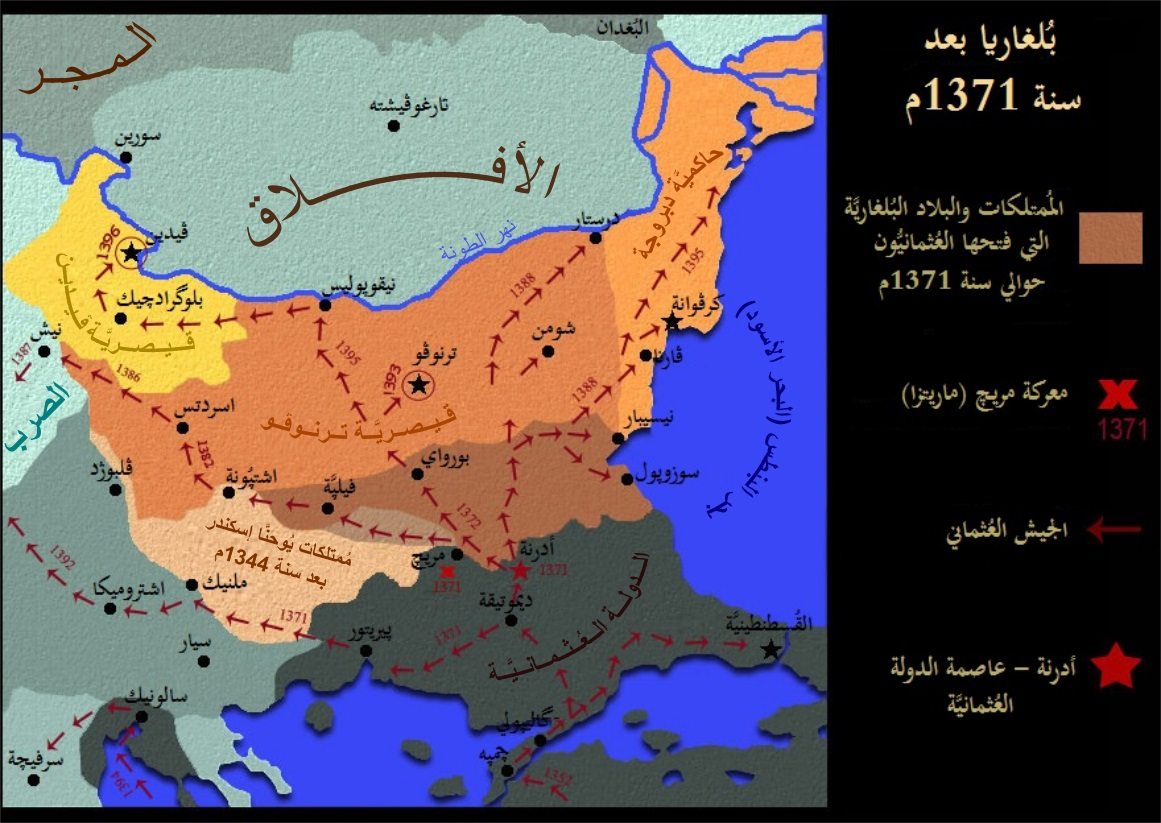
خريطة تُبيِّن موقع معركتيّ صرب صنديغي ومريݘ، ومسار الفُتُوحات العُثمانيَّة بعد ذلك.

بعد ذلك فتح العُثمانيُّون مدائن سوزوپول ودرامة وقولة وسيروز، فتمَّ لهم السيطرة على أطراف إقليم تراقية وفتح إقليم مقدونية، ووصلوا إلى جنوبي بُلغاريا وإلى شرقيّ الصرب، وأصبحت بِالتالي جميع مُدن وأملاك الإمبراطوريَّة البيزنطيَّة والقيصريتين البُلغاريَّة والصربيَّة مُهددة بِالسُقوط في أيدي المُسلمين. وابتهج العالم الإسلامي بالانتصار الذي تحقق في أوروپَّا، فنال مُراد الأوَّل لقب «سُلطان» بِصُورةٍ رسميَّة من الخليفة العبَّاسي المُقيم بِالقاهرة أبو عبد الله مُحمَّد المُتوكِّل على الله، لِيُصبح بِهذا أوَّل حاكمٍ من آل عُثمان ينال هذا اللقب، بعد أن كان والده أورخان وجدِّه عُثمان يحملون لقب «أمير» أو «بك» فقط. كما خلع الخليفة العبَّاسي على السُلطان مُراد ألقابًا تشريفيَّة عديدة أُخرى تقديرًا لِما قدَّمهُ لِلإسلام، وتلك الألقاب هي: «سُلطانُ الغُزاة والمُجاهدين»، و«ملكُ المشايخ»، و«الملكُ العادل»، و«غيَّاثُ الدُنيا والدين»، و«شهابُ الدين غازي خنكار خُداونگار»، و«ليثُ الإسلام»، و«أبو الفتح»، و«غيَّاثُ المُسلمين». كما أدَّى هذا الانتصار إلى تلقيب الجنويين لِمُراد بِـ«الملك أمير التُرك» (باللاتينية: Dominus Armiratorum Turchie). أمَّا قيصر الصرب أسطفان أوروك، الرأس المُدبِّر لِهذه الحملة، فقد اتهمهُ النُبلاء والأعيان بِالضعف وتحاملوا عليه بعد هزيمة مريچ، فانكفأ دوره السياسي، وتُوفي بعد بضعة أشهُرٍ دون أن يترك وريثًا.

### عصيان صاووجي بك
بينما كان السُلطان مُراد غائبًا يُحاربُ الصرب، أشهر ابنه صاووجي چلبي بك - الوكيل على العرش - العصيان، وأعلن تمرُّده على أبيه. وفي الحقيقة فإنَّ تمرُّد ذلك الشاهزاده كان امتدادًا لِلصراع على العرش العُثماني، الذي دار بين المُرشحين لِخلافة السُلطان مُراد، كما كان الأمر في الإمبراطوريَّة البيزنطيَّة في القُسطنطينيَّة. ففي الأخيرة، كان أندرونيقوس بن يُوحنَّا الخامس يتنافس مع أخيه الأصغر عمانوئيل على العرش الرومي، وقد استغل أندرونيقوس ترك والده لِلقُسطنطيَّنة وخُروجه إلى آسيا الصُغرى وقام بِمُؤامرةٍ أعلن نفسه فيها إمبراطورًا. وسُرعان ما انضمَّ إلى عمليَّة العصيان تلك الشاهزاده العُثماني صاووجي بك الذي كان في الرابعة عشر وقتها، وأعلن نفسهُ حاكمًا بدلًا عن والده في الروملِّي وأمر بِإقامة الخطبة باسمه. انتقل السُلطان مُراد بِقُوَّاته نحو الروملِّي لمَّا بلغه عصيان ولده، فوقع اشتباكٌ بين جيشه والوحدات العسكريَّة الخاضعة لِلأمير الرومي أندرونيقوس والشاهزاده صاووجي بك في منطقةٍ تُسمَّى «أبكريدوم» بِالقُرب من القُسطنطينيَّة، وتمكَّن من الانتصار عليهما، وهرب صاووجي بك إلى ديموتيقة، لكن لم يُفده ذلك شيئًا، إذ قُبض عليه هناك وسيق إلى والده. كان السُلطان مُراد شديد التأثُّر بِتمرُّد ولده وانقلابه عليه، فأمر بِأن يُعاقب عقابًا صارمًا، وحكم عليه بِأن تُسمل عينيه، وبقول المُؤرِّخ العُثماني فريدون بك أنَّ السُلطان «حرم ابنهُ من نور البصر». وقد عُوقب ابن الإمبراطور أيضًا بِنفس الطريقة. غير أنَّ بعض المُؤرِّخين يقولون أنَّ السُلطان عاد وخفَّف عقاب ابنه فوضع في عينه خلٌّ حامٍ جعله نصف أعمى. لكن رُغم ذلك يبدو أنَّ السُلطان لم يتقبَّل فكرة طعن ولده لهُ في ظهره، ولم يستكين خاطره من جهته ولم يُعاوده الاطمئنان له، فأعدمه خنقًا في بورصة بعد ذلك، فأضحت تلك واقعة مأساوية تناولتها الروايات والأشعار العُثمانيَّة.

### التقارب الرومي - العُثماني

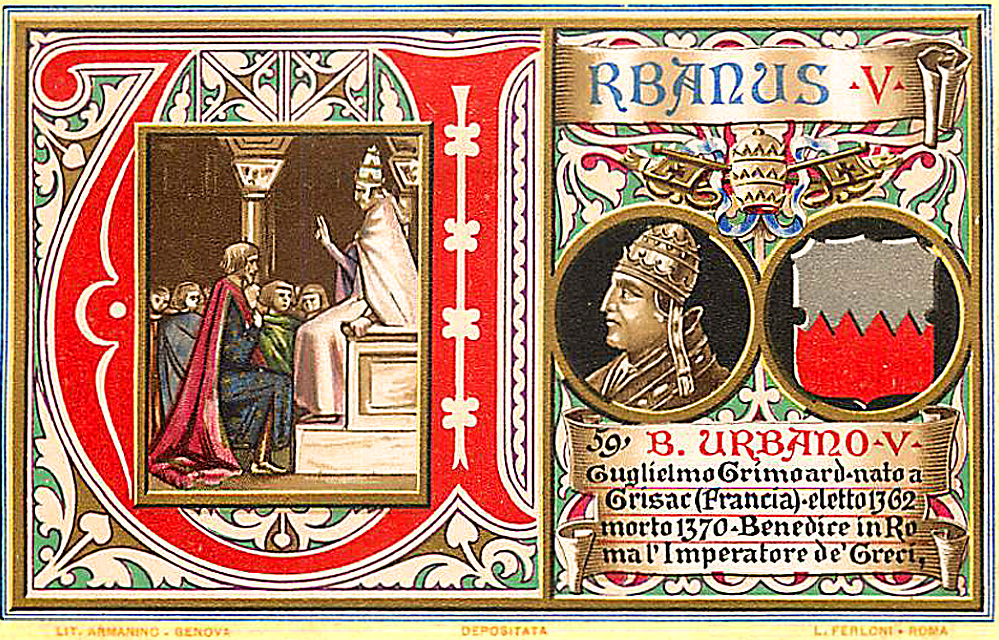
مُنمنمة لاتينيَّة تُصوِّرُ الإمبراطور البيزنطي يُوحنَّا الخامس راكعًا أمام البابا أوربان الخامس مُعلنًا تخليِّه عن مذهبه الأرثوذكسي واعتناقه المذهب الكاثوليكي في سبيل الحُصُول على الدعم العسكري الغربي لِإيقاف الزحف الإسلامي على بلاده.

لم تُحقق حملة أماديوس السادس الصليبيَّة طُمُوح الإمبراطور البيزنطي يُوحنَّا الخامس، لا سيَّما وأنَّ الخطر العُثماني ما يزالُ يُحيط بالقُسطنطينيَّة، ولأنَّ البنادقة بدأوا يميلون إلى التفاهُم مع مُراد الأوَّل حفاظًا على مصالحهم التجاريَّة؛ ما دفعهُ إلى التوجُّه إلى إيطاليا في شهر مُحرَّم من سنة 771هـ المُوافق فيه شهر آب (أغسطس) سنة 1369م، وأناب عنهُ في الحُكم ابنه أندرونيقوس، فاجتمع بِالبابا وقدَّم لهُ فُروض الولاء والطاعة امتثالًا لِأمره، وتمادى حين تخلَّى عن مذهبه الأرثوذكسي وأعلن أنَّهُ كاثوليكيّ المذهب، كما توصَّل إلى اتفاقٍ مُناسبٍ مع البنادقة لِمنع تحالُفهم مع مُراد الأوَّل، فمنحهم جزيرة تينيدوس التي تُهيمن على مدخل الدردنيل. وعلى الرُغم من أنَّ الإقدام على تغيير المذهب كان ذا طابعٍ سياسي، إلَّا أنَّهُ أثَّر تأثيرًا سلبيًّا على الجبهة الداخليَّة بِصفةٍ عامَّة، والأوساط الدينيَّة بِصفةٍ خاصَّة، بِالإضافة إلى أثره على الأحداث التالية، إذ أنَّ النتيجة كانت زيادة الانقسام، والفشل في تلقِّي المُساعدة، بل إنَّ صُعُوباتٍ ماليَّةٍ حالت دون مُغادرة الإمبراطور لِلبُندُقيَّة، واضطرَّ ابنه الثاني عمانوئيل إلى جمع المال اللازم وحمله بِنفسه إلى البُندُقيَّة، وأعاد والده إلى القُسطنطينيَّة في 17 ربيع الآخر 773هـ المُوافق فيه 28 تشرين الأوَّل (أكتوبر) 1371م.

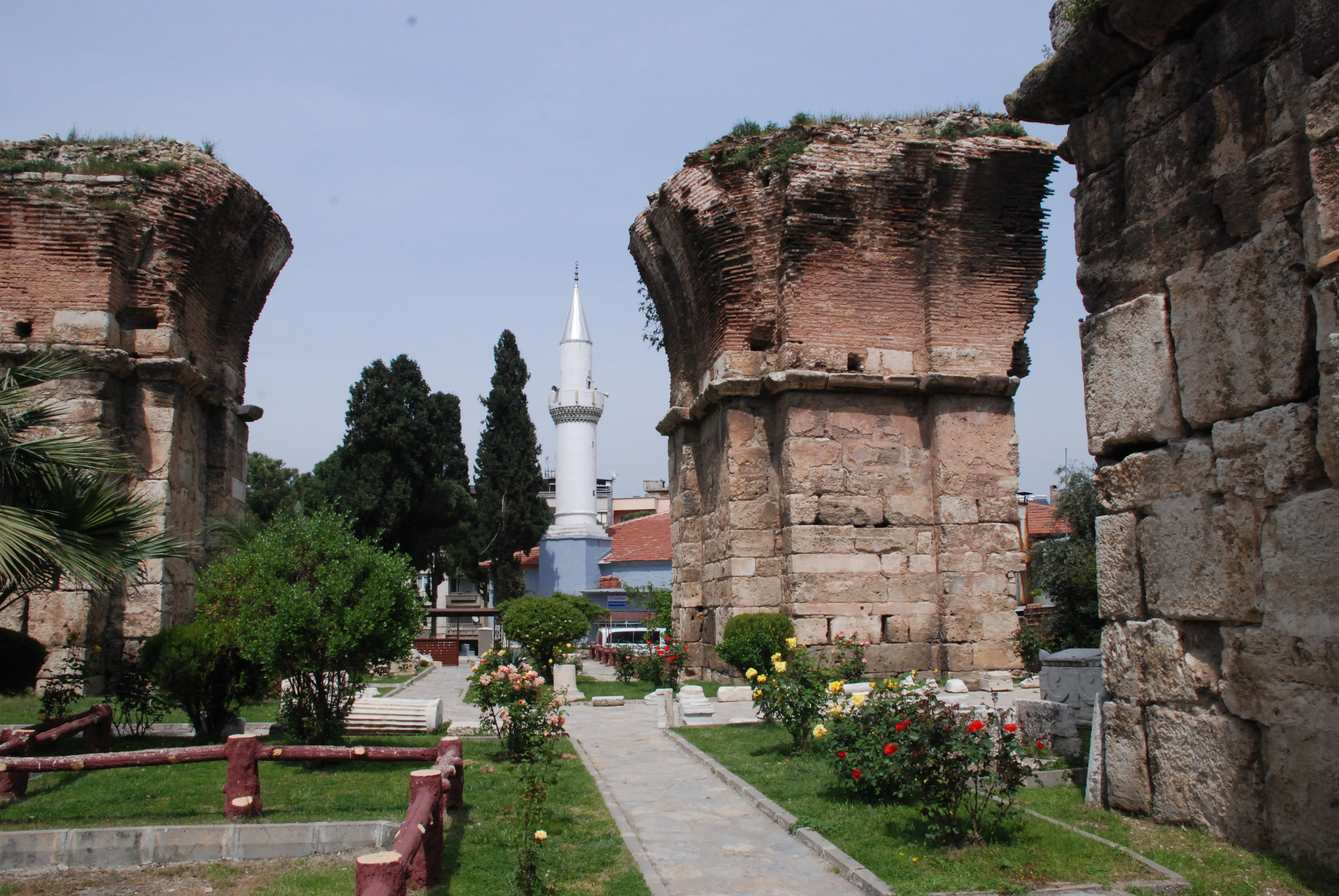
من أطلال مدينة فيلادلفية الروميَّة، آخر أملاك الروم في الأناضول.

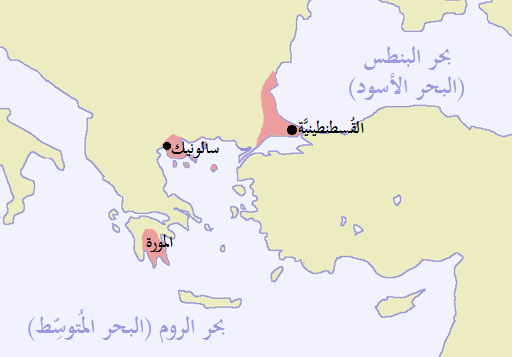
ما تبقَّى من بلادٍ خاضعةٍ لِلإمبراطوريَّة البيزنطيَّة بعد تدخُّل مُراد الأوَّل في الصراع الأُسري الرومي وفرضه على الإمبراطور تقسيم ممالكه بين أولاده.

اضطرَّ الإمبراطور البيزنطي، تجاه الاندفاع العُثماني في تراقية وعدم تلقِّي أيَّة مُساعدة جديَّة من الغرب الأوروپي، إلى التفاهم مع مُراد الأوَّل في سنة 773هـ المُوافقة لِسنة 1372م، فاعترف به سيِّدًا له وقبل بِدفع الجزية وتقديم مُساعدة عسكريَّة عند الحاجة، وتجلَّى هذا التفاهم بين العاهلين بِتعاونهما في قمع تمرُّد ولديهما صاووجي چلبي بن مُراد وأندرونيقوس بن يُوحنَّا الخامس اللذين طمعا في الحُكم، وانتهت هذه الثورة بِقتل صاووجي كما أُسلف، أمَّا أندرونيقوس فقد سُملت عيناه وزُجَّ به في السجن، وأشرك الإمبراطور معهُ ابنه عمانوئيل في الحُكم. ويبدو أنَّ جُهُود الإمبراطور البيزنطي في المُحافظة على تفاهُمه مع مُراد الأوَّل لم تنجح تمامًا، وبِفعل استمرار النزاع الأُسري في القُسطنطينيَّة الذي تطلَّع العاهل العُثماني إلى استغلاله لِصالحه، فقد ظلَّ أندرونيقوس يُشكِّلُ خطرًا بِفعل طُمُوحه المُتمثل بِالإطاحة بِوالده عن العرش، وبِخاصَّةً بعد أن نجح في الهرب من سجنه في سنة 778هـ المُوافق فيه سنة 1376م ولجأ إلى الجنويين في غلطة، واتصل من هُناك بِمُراد الأوَّل طالبًا منهُ المُساعدة في الوُثُوب إلى العرش الرومي مُقابل بعض التنازُلات، فأمدَّهُ مُراد الأوَّل بِقُوَّةٍ عسكريَّةٍ مكَّنتهُ من دُخُول القُسطنطينيَّة في 29 ربيع الأوَّل 778هـ المُوافق فيه 2 آب (أغسطس) 1376م، فألقى القبض على والده وأخويه عمانوئيل وتُيُودور وسجنهم، واعتلى العرش باسم أندرونيقوس الرابع، وردَّ قلِّيبُلِي إلى مُراد الأوَّل، وبِذلك أضحى لِلعُثمانيين موطئ قدمٍ ثابتٍ في أوروپَّا، كما أضحى الإمبراطور البيزنطي تابعًا لِمُراد الأوَّل. وهكذا تمكَّن مُراد الأوَّل بِفضل سياسته السليمة، من التصرُّف مُجددًا، وفق المصلحة الإسلاميَّة في أوروپَّا، وهو لم يكن قد طُرد منها مُطلقًا، لكنَّ توجُّهه أصبح الآن التوسُّع لِكي يُصبح العاهل الوحيد في المنطقة، إذ لم تمضِ ثلاثة أعوامٍ على سجن الإمبراطور يُوحنَّا الخامس وولديه حتَّى نجحوا في الهرب، فعبروا البُسفور إلى مُراد الأوَّل، وعقد معهُ يُوحنَّا الخامس اتفاقيَّة، تعهَّد لهُ فيها بِدفع جزية سنويَّة ضخمة وتقديم مُساعدة عسكريَّة عند الحاجة، وتنازل لهُ عن مدينة فيلادلفية، آخر المُمتلكات الروميَّة في الأناضول، مُقابل مُساعدته في استعادة عرشه. وتمَّ الأمرُ فعلًا على هذا الشكل، واضطرَّ أندرونيقوس الرابع إلى اللُجوء مُجددًا إلى حُلفائه الجنويين في غلطة. وساهم مُراد الأوَّل في تفتيت الإمبراطوريَّة البيزنطيَّة من واقع استغلال الصراع الأُسري، ففرض على تابعه البيزنطي أن يعترف بِأندرونيقوس الرابع وليًّا لِعهده، والتنازُل لهُ عن بعض المُدن، فتجزَّأت بِذلك الإمبراطوريَّة البيزنطيَّة إلى إماراتٍ صغيرةٍ عدَّة، فحكم الإمبراطور يُوحنَّا الخامس القُسطنطينيَّة، وأندرونيقوس الرابع الأراضي الواقعة على ضفاف بحر مرمرة، وعمانوئيل في سالونيك، وتُيُودور في المورة. والواضح أنَّ فشل الإمبراطور يُوحنَّا الخامس في الحُصُول على مُساعدةٍ جديَّةٍ من البابا والغرب الأوروپي؛ دفعهُ إلى الدُخُول في طاعة مُراد الأوَّل، وبِخاصَّةً بعد ازدياد خُطُورة الموقف الناتج عن تجدُّد النزاع الأُسري في القُسطنطينيَّة، بِالإضافة إلى أنَّ دُول أوروپَّا الشرقيَّة، مثل الصرب وبُلغاريا، لم تتمكَّن من وقف التقدُّم العُثماني مُنفردة، بعد إحجام دُول أوروپَّا الغربيَّة، المُنهمكة بِمُشكلاتها، عن تقديم المُساعدة، وعجز البابا عن حشد جُيُوش الغرب في حملةٍ صليبيَّة، ما جعل العُثمانيين أسياد الموقف.

### الفُتُوح في بُلغاريا

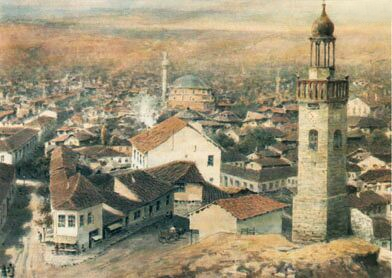
مدينة صوفية بعد أن أصبحت جُزءًا من الدولة العُثمانيَّة واكتست بِالطابع الإسلامي، حيثُ تظهر مئذنة في مُقدمة الصُورة ومسجد في أُفُقها.

في سنة 1379م، اتَّحد قيصر الصرب لازار بلينانُڤيچ، الذي تربَّع على تخت المملكة بعد وفاة أسطفان أوروك، مع يُوحنَّا شيشمان قيصر البُلغار على مُقاتلة العُثمانيين ومُحاربتهم ودفعهم إلى الخلف. وما أن علِم السُلطان مُراد بِهذا الأمر حتَّى قام على رأس جُيُوشه واجتاح بُلغاريا بِهدف فتح ما تيسَّر من حُصُونها وفض التحالف الصُربي البُلغاري. وكانت باكورة فُتُوحات العُثمانيين هي حُصُون جبال رودوپس المنيعة، فسارت فرقة من الجيش بِقيادة داود باشا إلى قلعة راكُڤيتسة، وضربت عليها الحصار فترة، لكنَّها امتنعت عليهم، فشدَّد داود باشا الحصار عليها حتَّى اضطرَّت حاميتها إلى طلب الأمان، فاستجاب لهم، ففتحوا له أبواب القلعة. ثُمَّ سار العُثمانيُّون إلى حصن اتسپينة الاستراتيجي، فحاصره داود باشا طيلة تسعة أشهر أبدى خِلالها المُقاومون بسالةً وشجاعة كبيرتين، ونظرًا لِصُعوبة تضاريس المنطقة والخوف من امتداد الحصار لِأكثر من هذا وحُلُول فصل الشتاء بِثُلُوجه وبرده القارس في تلك المنطقة، مما يُحتمل معهُ هلاك الكثير من الجُنُود وانفصالهم عن الجيش الرئيسي بِسبب انقطاع مسالك الجبل، أقدم داود باشا على سد الينابيع التي تُزوِّد الحصن بِالمياه، فلم يكن أمام حاميته من طريقٍ لِلخلاص سوى الاستسلام، ففتحوا الأبواب لِلمُسلمين، وأمَّنهم داود باشا على أموالهم وأنفُسهم ومُقدَّساتهم. بعد ذلك سقطت قلعة باطكون بِيد العُثمانيين وقُتل قائدها جرجير في الهُجُوم النهائي عليها، ثُمَّ تلتها مدينة استنيماكة. وهكذا تتابع سُقُوط الحُصُون والقلاع البُلغاريَّة بِيد المُسلمين رُغم المُقاومة العنيفة التي أبداها البُلغار، وأصبحت الطريق سالكة أمام العُثمانيين ناحية مدينة صوفية المُهمَّة. أُصيب يُوحنَّا شيشمان بِالهلع لمَّا أدرك أنَّ سُقُوط صوفية أصبح قاب قوسين أو أدنى، وأدرك أنَّ تحالفه مع القيصر الصربي لن يأتي بِالنتائج المرجُوَّة، فمال إلى التفاهم مع مُراد الأوَّل، لكنَّهُ لم يتمكَّن من ذلك بِسبب استغلال أخيه يُوحنَّا سراتسيمير لِلصراع الدائر، حيثُ تحصِّن في صوفية واتخذها لِنفسه، فاضطرَّ يُوحنَّا شيشمان إلى مُقاتلة أخيه واسترجاع المدينة منه، ثُمَّ طلب المعونة من أمير دبروجة المدعو «دبروتيتسا» لِيُعاونه على دفع العُثمانيين بعيدًا عن صوفية، لأنهم لو أخذوها يُخشى بعدها على سُقُوط العاصمة ترنوة بِيدهم، كما أنَّهم بِسيطرتهم عليها يتحكمون بِجميع الطُرق الواصلة ما بين بلاد الصرب ومقدونية. لكنَّ الأمير سالِف الذِكر كان مُنشغلًا بِمُحاربة الجنويين وبِبعض الأُمور السياسيَّة مع إمبراطوريَّة طربزون الروميَّة التي كان يُحاول فرض تعيين صهره على عرشها. أمام هذا الواقع كان على القيصر البُلغاري التصدي لِلعُثمانيين وحده، وما أن دخلت سنة 1381م حتَّى سار السُلطان مُراد على رأس جيشه لِفتح صوفية وما جاورها من بلادٍ في القسم الجنوبي الغربي من قيصريَّة ترنوة، فاشتبك مع الجيش البُلغاري في وادي زلتیتسة وألحق بهم هزيمةً فادحة، ثُمَّ سار البكلربك لاله شاهين باشا على رأس مُقدمة الجيش إلى صوفية وضرب الحصار عليها. بلغ تعداد الحامية البُلغاريَّة في المدينة نحو 15,000 جُندي، يُساعدهم 4,000 جُندي صربي أرسلهم لازار، وكان قائدهم عسكريّ بُلغاري عُرف باسم «البان يانوقا»، أمَّا الجيش العُثماني فبلغ تعداده 10,000 جُندي. دام حصارُ المُسلمين لِصوفية ثلاث سنوات تمكَّنت خلالها حامية المدينة من الصُمُود بِوجه العُثمانيين حتَّى تسرَّب اليأس إلى فؤاد لاله شاهين باشا وقرَّر رفع الحصار والعودة إلى أدرنة، لولا أن قام أحد سُكَّان المدينة الذي اعتنق الإسلام بِالقبض على البان يانوقا عندما خرج من المدينة لِيصطاد، وسار به إلى المُعسكر العُثماني حيثُ سلَّمه لِلاله شاهين باشا، فاصطحبه الأخير معهُ إلى أسوار المدينة لِيراه الجُنُود المُحاصرين، ولمَّا رأى هؤلاء أنَّ قائدهم أُسر استسلموا وفتحوا أبواب المدينة لِلعُثمانيين. نتيجة هذا الانتصار، تحقق قيصرا الصرب والبُلغار أنَّهُما عاجزان عن مُكافحة العساكر الإسلاميَّة، فأبرما الصُلح مع السُلطان على أن يتزوَّج السُلطان شقيقة القيصر البُلغاري وعلى أن يدفع لهُ القيصران خراجًا سنويًّا مُعينًا. وبِهذا ضُمَّت صوفية وقسمًا من بُلغاريا إلى الدولة العُثمانيَّة، وأخذت تكتسي بِالكِسوة الإسلاميَّة شيئًا فشيئًا.

## الفُتوحات في الأناضول

### خُضُوع الإمارات التُركمانيَّة

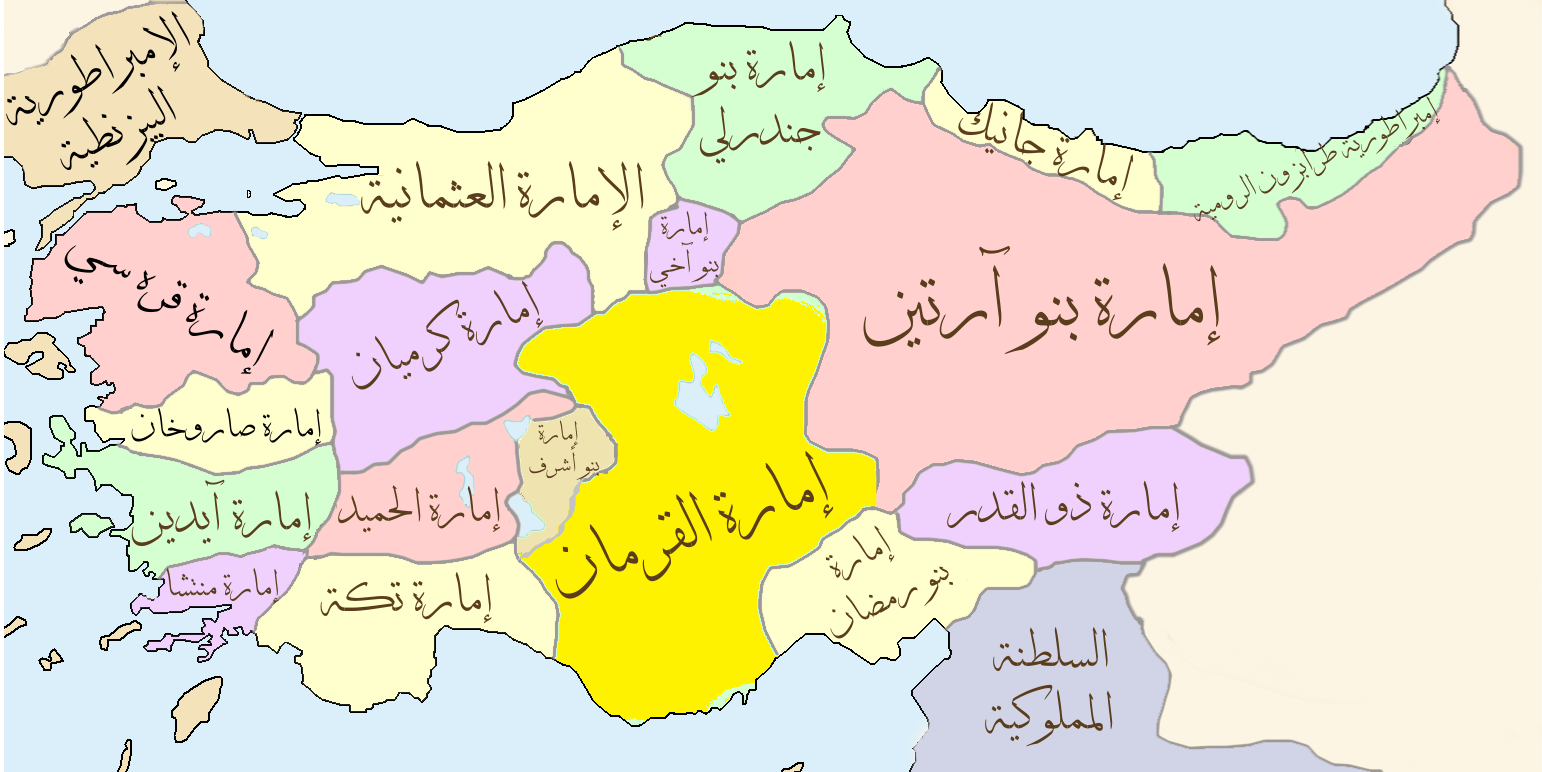
الإمارة العُثمانيَّة وما جاورها من إماراتٍ تُركمانيَّة في الأناضول أقدم السُلطان مُراد الأوَّل على ضمِّها إلى دولته.

كانت الإمارات التُركمانيَّة في الأناضول قد ضُعُفت واضمحلَّت واختفى تأثيرها السياسي تمامًا تقريبًا عندما اتسعت الإمارة العُثمانيَّة وتحوَّلت إلى قُوَّةٍ إقليميَّةٍ كُبرى تُقارع الممالك والإمارات المسيحيَّة في أوروپَّا والإمبراطوريَّة البيزنطيَّة. ومن أسباب انقسام وضعف الإمارات التُركمانيَّة أنَّ النُموّ العُثماني كان قد جرَّدها من طاقاتها البشريَّة الحيَّة باستقطاب المُقاتلين والعُلماء الذين أغرتهم المناصب التي أتاحتها لهم الحاجات الإداريَّة لِلإمارة العُثمانيَّة، ففقدت الإمارات التُركمانيَّة جانب كبير من مُبرر وُجودها، ومالت إلى التحالف مع العُثمانيين. وهكذا، تحالف مُراد الأوَّل مع أمير كرميان سُليمان چلبي الكرمياني الذي زوَّج ابنته لِلشاهزاده بايزيد بن مُراد، وكانت مدينة كوتاهية مهرًا لهُما، كما تنازل لهُ عن بعض المُدن، منها إزمير، وأجبر مُراد الأوَّل أمير الحميد على التنازُل لهُ عن بلاده في منطقة بسيديا لِقاء ثمنٍ رمزيٍّ قدره 80,000 قطعة ذهبيَّة، وضمَّها إلى الأملاك العُثمانيَّة، ومن تلك البلاد: آق شهر، وبك شهري، وسيدي شهري، ويالواج، وشرقيّ قره‌آغاج. وهاجم السُلطان العُثماني إمارة تكَّة وضمَّ قسمًا من أراضيها باعتراف أميرها عُثمان چلبي. وفي السنة التالية اعترفت أيضًا إمارة جندرلي بِالسيادة العُثمانيَّة، وأعقب هؤلاء أمير أماسية في سنة 1385م. وبِذلك يكون مُراد الأوَّل قد ضمَّ بعض مُمتلكات الإمارات التُركمانيَّة، ولم يبقَ أمامه إلَّا إمارة القرمان.

### حرب إمارة القرمان

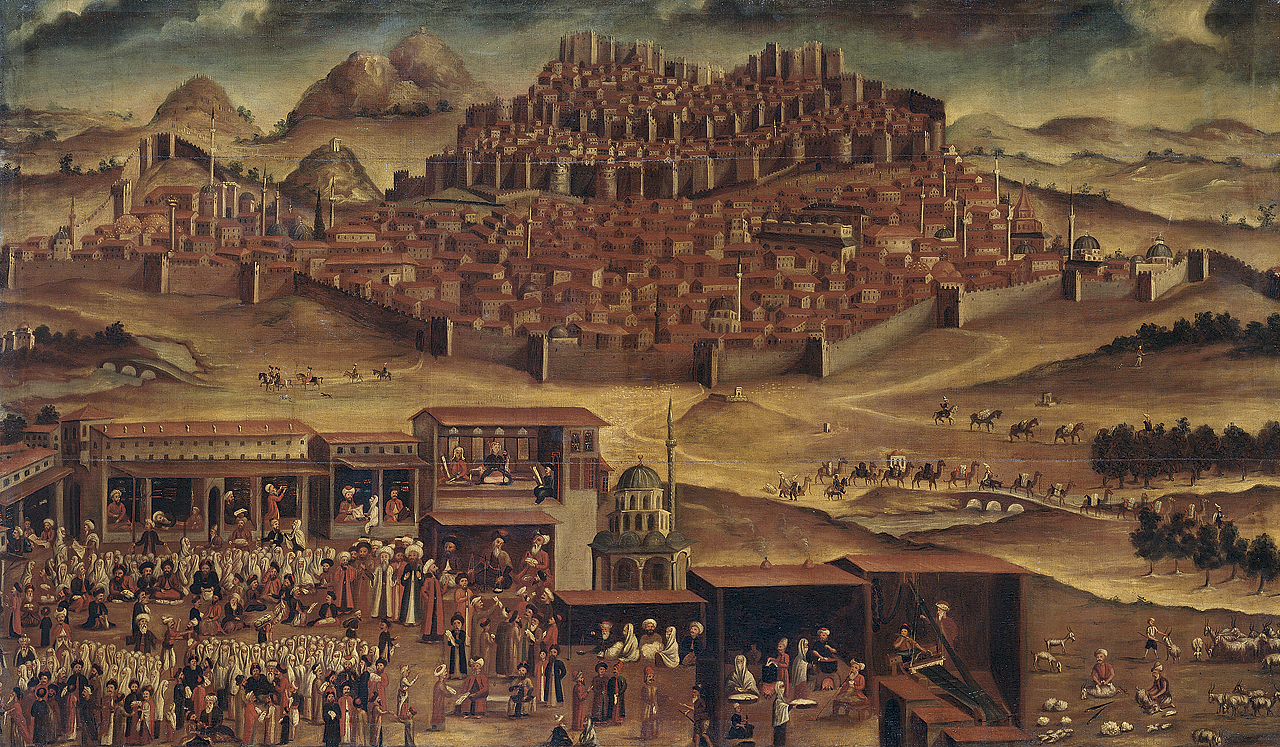
مدينة أنقرة عاصمة الإمارة القرمانيَّة. استولى عليها العُثمانيُّون وضمُّوها إلى إمارتهم بعد أن حاول الأمير القرماني علاءُ الدين بن علي الداماد إثارة الأُمراء المُجاورين ضدَّهم.

خشي أميرُ القرمان علاءُ الدين بن علي الداماد من نُموِّ الإمارة العُثمانيَّة وامتداد أركان مُلكها يومًا فيومًا وخُضُوع جيرانه المُسلمين لها الواحد تلو الآخر، وعلِم أنَّهُ سيفقد استقلالهُ لِصالحها عاجلًا أم آجلًا، لِذلك حاول القرمانيُّون إنشاء حلفٍ مع الإمارات التُركمانيَّة الأُخرى لِلتصدي لِلعُثمانيين، وفي الواقع كان الأمير علاءُ الدين يعمل على إثارة حمية الأُمراء المُستقلين وتحريضهم على قِتال العُثمانيين مُند أن انتقل المُلك من السُلطان أورخان إلى مُراد، إلَّا أنَّهُ فشل في خلق تكتُّلٍ مُناهضٍ له، وذلك بِفعل إقدامه على التوسُّع على حسابهم، ما دفع هؤلاء إلى التماس المُساعدة من الإمارة العُثمانيَّة. ورُغم أنَّ بني جندرلي وبني قرمان صاهروا العُثمانيين وارتبطوا بِروابط قرابة متينة، لكنَّهم كانوا بعيدين عن فكرة المُوافقة على إحداث وحدةٍ أناضوليَّة لِصالح العُثمانيين، ولمَّا خضع الجندرليين لِمُراد وتعنَّت الأمير القرماني وظهرت سوء نيَّته لِلسُلطان العُثماني، لم يعُد هُناك مجالٌ لِتفادي القتال، وفي هذا الجو أُضرمت نار أوَّل حرب عُثمانيَّة - قرمانيَّة ما بين سنتيّ 1386 و1387م. كانت إمارة قرمان تعتمد على مملكة قبرص اللاتينيَّة وعلى السلطنة المملوكيَّة التي ادَّعت (أي إمارة قرمان) أنَّها تحت سيادتها. وعندما عُقدت مُعاهدة صداقة بين السُلطانين العُثماني مُراد الأوَّل والمملوكي الملكُ الظاهر سيفُ الدين برقوق في سنة 1386م، حُرمت الإمارة القرمانيَّة من المُساندة المملوكيَّة، ورُغم ذلك تجاسر الأمير علاءُ الدين على احتلال مدينة بك شهري التي أخذها من إمارة الحميد العُثمانيَّة. أمام هذا التحدي، نهض مُراد الأوَّل لِقتال علاءُ الدين، وسار إلى القرمان على رأس جيشٍ بلغ تعداده 70,000 جُندي، وبِمُناورةٍ عسكريَّةٍ آنيةٍ أجراها وليّ عهده الشاهزاده بايزيد - التي أكسبته لقب «يلدرم» أي «البرق» - انهزم القرمانيين بِسُرعةٍ فائقة وتشتت جيشهم، فولُّوا الأدبار هاربين. نتج عن هذه الهزيمة أن سيطر العُثمانيُّون على مدينة أنقرة عاصمة القرمانيين، بِالإضافة لِبعض القلاع والحُصُون، ما دفع الأمير القرماني إلى طلب الصُلح لِيحفظ ما تبقَّى من إمارته، حتَّى أنَّهُ ذهب بنفسه إلى السُلطان وقبَّل يدهُ اعتذارًا عمَّا بدر منه، فأجابهُ السُلطان مُراد إلى ذلك وزوَّجهُ ابنته نفيسة مَلَك سُلطان خاتون لِتمتين عرى التحالف بينهما. والواقع أنَّ السُلطان مُراد لم يكن يرغب في زج نفسه في قضايا الأناضول الوُسطى، وكان يعلم أنَّ عامَّة المُسلمين في بلاد الأناضول يتطلَّعون إليه كحامٍ لِلإسلام والمُسلمين وأنَّ قُلُوبهم معه وليست مع أُمرائهم، وكان يعلم أنَّ كُلَّ انتصارٍ يُحرزه في البلقان سيكون السبب في انضمام إمارةٍ جديدةٍ في الأناضول إلى العُثمانيين دون قِتال، ولولا فتنة الأمير القرماني ما كان لِينقل ميدان الحرب من أوروپَّا إلى آسيا، فيمَّم وجهه شطر الغرب مُجددًا.

## عودة الفُتوحات إلى أوروپَّا

### معركة پلوشنيك

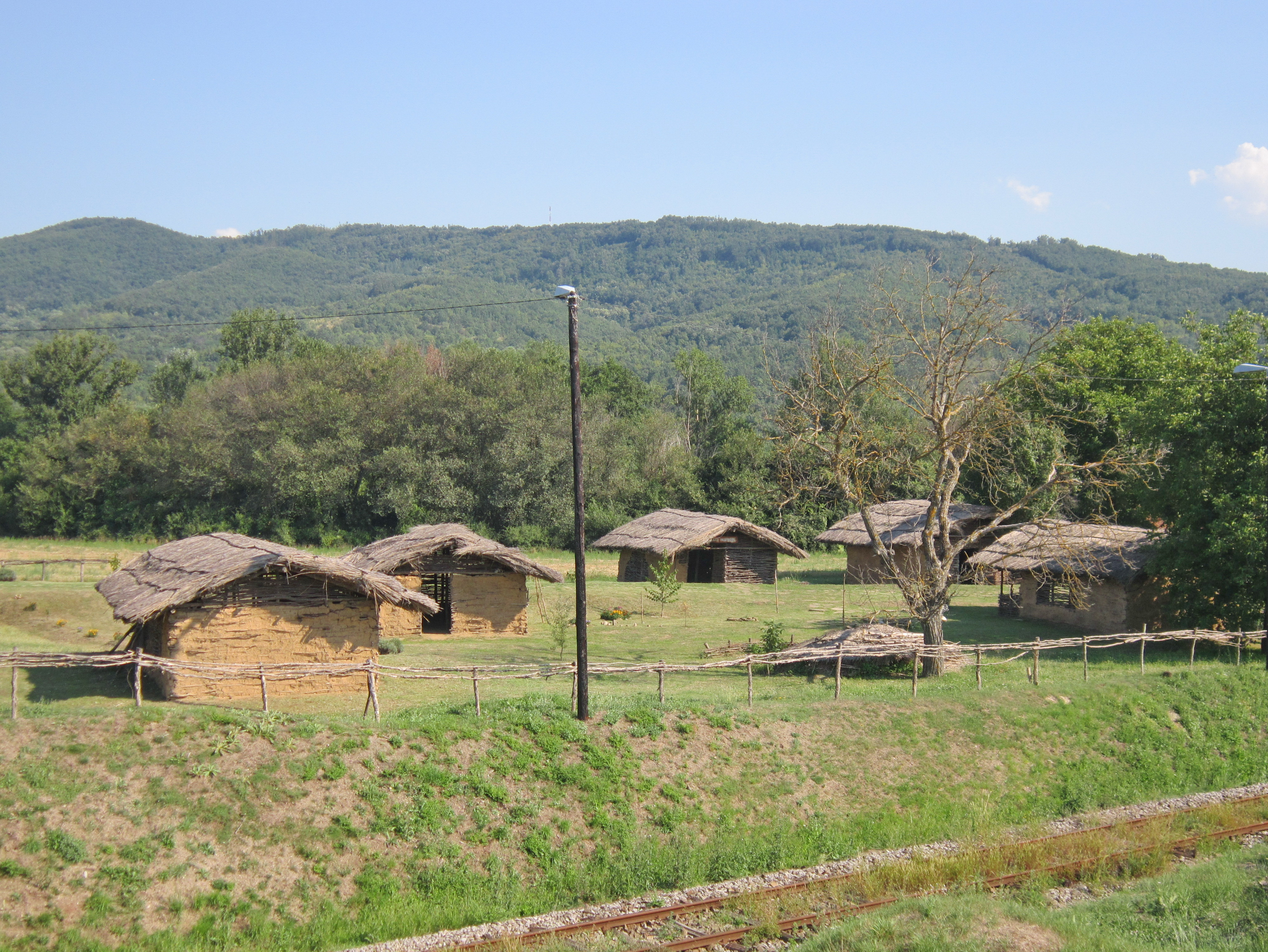
جانب من قرية پلوشنيك المُعاد ترميمها، حيثُ جرت معركةً بين العُثمانيين والصربيين.

تنُصُّ بعض المصادر الغربيَّة على أنَّ الجيش العُثماني عندما هاجم مدينة أنقرة عاصمة القرمانيين، كان يضم بعض الوحدات العسكريَّة الصربيَّة من الإمارات والإقطاعيَّات الصغيرة التي فتحها العُثمانيُّون في مقدونية وأطراف الصرب، فشارك هؤلاء الأُمراء والإقطاعيُّون بِالمعركة مع السُلطان مُراد على أمل الحُصُول على ما تيسَّر من الغنائم. لكنَّ لمَّا تمَّ النصر على القرمانيين، أصدر السُلطان أوامره بِمنع الاعتداء على الناس وعدم التعرُّض لِأحد في نفسه ومُمتلكاته، فلم يستجب الجُنُود الصربيُّون وقادتهم لِهذا الأمر، فانقضوا على المدنيين العُزَّل وصادروا بعض مُمتلكاتهم، وتعرَّضوا لِآخرين بِالإيذاء. ولمَّا علِم السُلطان بما جرى أمر بِالقبض على هؤلاء جميعًا وإعدامهم لِيكونوا عبرةٍ لِلآخرين. كان من نتيجة هذه العُقُوبة التي أنزلها السُلطان مُراد بِالصربيين أن أعلن أغلب أُمرائهم وسادتهم التابعين لِلدولة العُثمانيَّة العصيان، وراسلوا القيصر لازار بلينانُڤيچ مُعلنين دُخولهم في طاعته ووُقوفهم إلى جانبه ضدَّ العُثمانيين، وحثُّوه على قتالهم مُجددًا. ووفقًا لما تنص عليه المصادر، فإنَّ أميرًا صربيًّا وحيدًا من مدينة إشقودرة راسل السُلطان مُراد مُعلنًا دُخوله في طاعته وعدم انجراره وراء أبناء ملَّته، بِشرط أن يُرسل إليه السُلطان جيشًا لِيحميه من أي هُجومٍ مُحتمل من الإمارات المُجاورة التي باتت تنظر إليه كخائن. بناءً على هذا، أمر السُلطان مُراد قائد فرقة الآقنجيَّة قوله شاهين بك أن يُجهِّز عساكره ويسير إلى إشقودرة لِنُصرة الأمير سالِف الذِكر وصد أي هُجومٍ مُحتملٍ على بلاده، هذا وتُشير مصادر أُخرى إلى أنَّ قائد هذه الحملة كان البكلربك لاله شاهين باشا وليس قوله شاهين. سار شاهين بك على رأس جيشٍ وصل عدد أفراده إلى 20,000 جُندي حتَّى وصل إشقودرة، وهُناك وصلتهُ معلوماتٍ تُفيد بأنَّ الصربيين احتشدوا وخرجوا إليه يطلبون القتال، فتقدَّم إلى قرية «پلوشنيك»، المُجاورة لِبلدة «پروکوپلیه» في جنوب الصرب مُنتظرًا وُصولهم. وهُناك شقَّ قسمٌ من الجُنُود عصا الطاعة (وفق المصادر الغربيَّة حوالي 18,000 جُندي) وانشغلوا بِسلب ونهب القُرى، فلم يبقَ مع شاهين بك سوى 2,000 جُندي صامدون في مواقعهم. وعلِم الصربيُّون ما حلَّ بِالمُعسكر العُثماني بِواسطة كشَّافتهم، فسار جيشٌ بلغ تعداده 30,000 جُندي، أغلبهم من الفُرسان المُدرعين بِالدُروع الثقيلة، وهاجموا قلب الجيش العُثماني مُباشرةً، فصمد العُثمانيُّون بِوجههم لِفترة، لكنَّهم لم يتمكنوا من دفعهم إلى الخلف، فاضطرُّوا إلى الانسحاب بِقيادة شاهين بك. ثُمَّ حوَّل الصربيُّون انتباههم إلى الآقنجيَّة المُشتتين في القُرى، فهاجموهم وفتكوا بِأغلبهم. فقد الجيش العُثماني المُشارك في هذه المعركة حوالي 60% من جُنوده، وتقول الروايات الصربيَّة أنَّ البطل القومي «ميلوش كوبلُڤيچ» (قاتل السُلطان مُراد مُستقبلًا) كان من المُشاركين في هذه المعركة، وأنَّهُ أُصيب أثناء القتال بِسهمٍ عُثماني. يقول بعض المُؤرخين، مثل المُؤرِّخ الكرواتي «ڤيكُسلاڤ كاليچ» أنَّ قُوَّاتٍ بشناقيَّة ساندت الجيش الصربي في هذه المعركة، وأنَّهُ لولا مُساندة تلك القُوَّات ما كانت الصرب لِتنتصر على العُثمانيين. بِالمُقابل، يقول المُؤرِّخ العُثماني مُحمَّد نشري أنَّ هذه المعركة لم تقع على الإطلاق وأنَّ ما قيل عنها مُجرَّد كلام ابتدعهُ الغربيُّون ولا صحَّة له، وفي الواقع فإنَّ القيصر الصربي كان يخشى الدُخول في حربٍ مع العُثمانيين لأنَّهم كانوا قد فتحوا مدينة نيش ممَّا اضطرَّهُ إلى استرضاء السُلطان مُراد ومُوافقته على دفع جزية ضخمة له وبأن يدخل في تبعيَّته ويُقدِّم 1,000 جُندي يضعهم تحت تصرُّفه.

### فتح سالونيك وبلاد تسالية

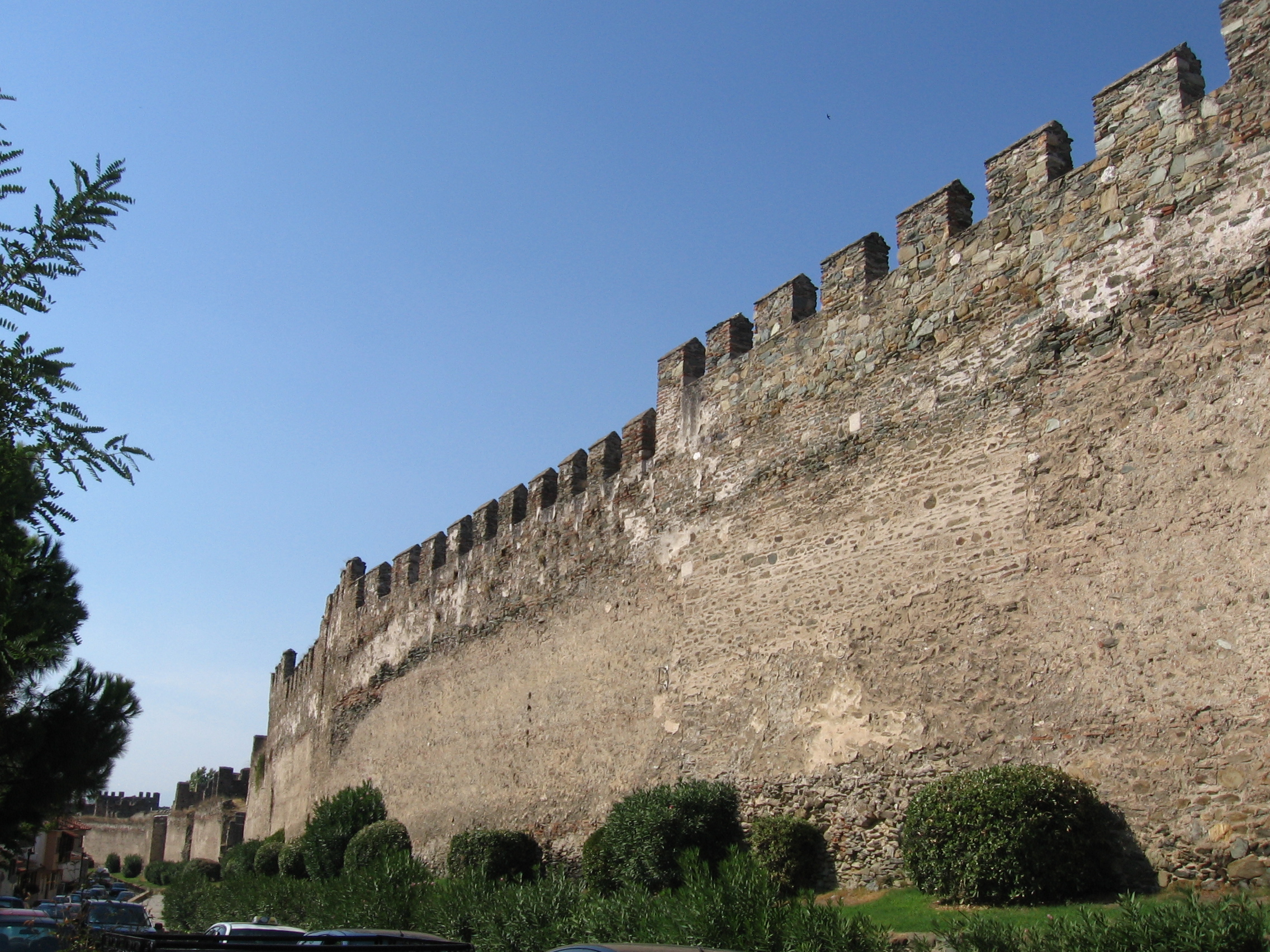
جُزء من أسوار سالونيك.

سعى الأمير الرومي عمانوئيل بن يُوحنَّا صاحب سالونيك إلى نقض علاقة التبعيَّة بِمُرادٍ الأوَّل، ما دفع هذا الأخير إلى مُهاجمة سالونيك في سنة 789هـ المُوافقة لِسنة 1387م، فأضحى عمانوئيل في وضعٍ سيّئٍ، وبِفضل وعي السُكَّان، الذين كانوا يكنُّون الكراهيَّة له، استسلمت المدينة في 19 ربيع الأوَّل المُوافق فيه 9 نيسان (أبريل)، وفرَّ عمانوئيل منها، وحاول اللُجوء إلى أصدقائه، لكنَّ أحدًا لم يستقبله بما في ذلك والده الإمبراطور في القُسطنطينيَّة، الذي عدَّ موقف ابنه المُعادي لِلعُثمانيين يتعارض مع سياسته، وتسبَّب في فُقدان ثاني مُدن الإمبراطوريَّة. هذا وقد فُتحت المدينة على يد الصدر الأعظم قره‌خليل خيرُ الدين باشا الجندرلي، الذي اشتهر بِخبراته وكفائته العسكريَّة العالية. واضطرَّ أُمراء تسالية، بعد فتح سالونيك، إلى الاعتراف بِسُلطة العُثمانيين الذين أضحت مُمتلكاتهم تُجاور أراضي حاكم أثينية اللاتيني الدوق نيربو الأوَّل، والد زوجة تُيُودور وحليفه، ولم يعد أمام هذا الأخير سوى الخُضُوع لِسُلطة مُراد الأوَّل الذي ثبَّتهُ في إمارة المورة.

### معركة بيلكة
استغلَّ مُراد الأوَّل الأوضاع القلقة التي باتت عليها الإمبراطوريَّة البيزنطيَّة ودُول البلقان فتقدَّم باتجاه غربيّ هذه المنطقة، ونجح في فتح عدَّة مُدن وبلدات، أبرزُها: مناسطر وپرلپَّة وأستيپ وكوريجه وأوهري ودبره. وتابع العُثمانيُّون تقدُّمهم في المنطقة، ففتحوا، في سنة 788هـ المُوافقة لِسنة 1386م، مدينة نيش الاستراتيجيَّة. فاستنفر قيصر البُلغار يُوحنَّا شيشمان أزاء هذا التقدُّم في بلاده، وتأهَّب لِلانضمام إلى قيصر الصرب لازار مرَّةً أُخرى، لكنَّ السُلطان مُراد استدرك الأمر قبل أن يحصل، فأرسل جيشًا بِقيادة الصدر الأعظم قره‌خليل باشا الجندرلي فاجأ جُيُوش البُلغار وهزمهم شرَّ هزيمة، ثُمَّ تقدَّم حتَّى فتح مدينة ترنوة عاصمة الممالك البُلغاريَّة، بالإضافة إلى مدينة شوملة الواقعة إلى شمالها. اضطرَّ شيشمان أمام هذه المُستجدَّات أن يترك بلاده ويحتمي في مدينة نيكوبُلي سنة 790هـ المُوافقة لِسنة 1388م، وتابع السُلطان مُراد زحفهُ في غُضون ذلك ففتح مدائن لوفجة، وبلونة، وزشتوڤي، وروسجق، وتتراكان، وسليسترة. وفي غُضُون ذلك كان شيشمان قد جمع شمل ما بقي من جُيُوشه داخل نيكوبُلي، ثُمَّ خرج يُريدُ مُحاربة العُثمانيين ثانيةً، فهاجم الجُيُوش الإسلاميَّة مُهاجمةً يائسة لم تقم لهُ بعدها قائمة، فهزمهُ الصدر الأعظم هزيمةً قاسية وأسره، وسار به إلى السُلطان مُراد الذي عطف عليه وأكرمه احترامًا لِلقرابة التي تجمع بينهُما، إذ كان السُلطان قد صاهره كما أُسلف، واعترف به حاكمًا شبه مُستقل على نصف بلاده ورتَّب لهُ ما يقوم بِمعاشه مُراعيًا في ذلك مقامهُ السابق، وضمَّ النصف الآخر من بُلغاريا إلى الدولة العُثمانيَّة.
نتيجة الانتصارات العُثمانيَّة المُتتالية، امتدَّت الحُدود الإسلاميَّة في البلقان إلى نهر الطونة (الدانوب) شمالًا، وإلى آتيكة جنوبًا، وغربًا إلى حُدود الأرناؤوط، وفي الشمال الغربي إلى البشناق. شكَّل التقدُّم العُثماني الناجح تهديدًا مُباشرًا لِدولة الصرب بِزعامة القيصر لازار، فخشي على نفسه بعد خسارة حليفه شيشمان، وكي لا يُخاطر بِعساكره وبلاده أثار حليفه ملك البشناق تڤرتكو على العُثمانيين، فأمر الأخير بِإرسال جيشٍ بلغ تعداده 7,000 جُندي بِقيادة الدوق «ڤلاتكو ڤوكُڤيچ» لِحربهم. ولمَّا عرف السُلطان مُراد بِمسير هذا الجيش أمر البكلربك لاله شاهين باشا بِالسير لِلقاءه على رأس جيشٍ من 18,000 جُندي. تقابل الجمعان على مقرُبةٍ من قرية بيلكة بِبلاد البشناق، واشتبكا في قتالٍ عنيفٍ يوم 24 شعبان 790هـ المُوافق فيه 27 آب (أغسطس) 1388م، أسفر عن انهزام العُثمانيين وانسحابهم من الميدان، دون أن تتكبَّد القُوَّات البشناقيَّة خسائر تُذكر. كان لِهذه المعركة أثرٌ بارز في ذلك الوقت، إذ أخَّرت سُقُوط البشناق بِيد المُسلمين سنين طويلة، كما ألهبت الشُعور الوطني والديني المسيحي في البلقان بحيث أنها أظهرت إمكانيَّة هزيمة العُثمانيين.

## بداية علاقة الاتحاد والوداد مع المماليك

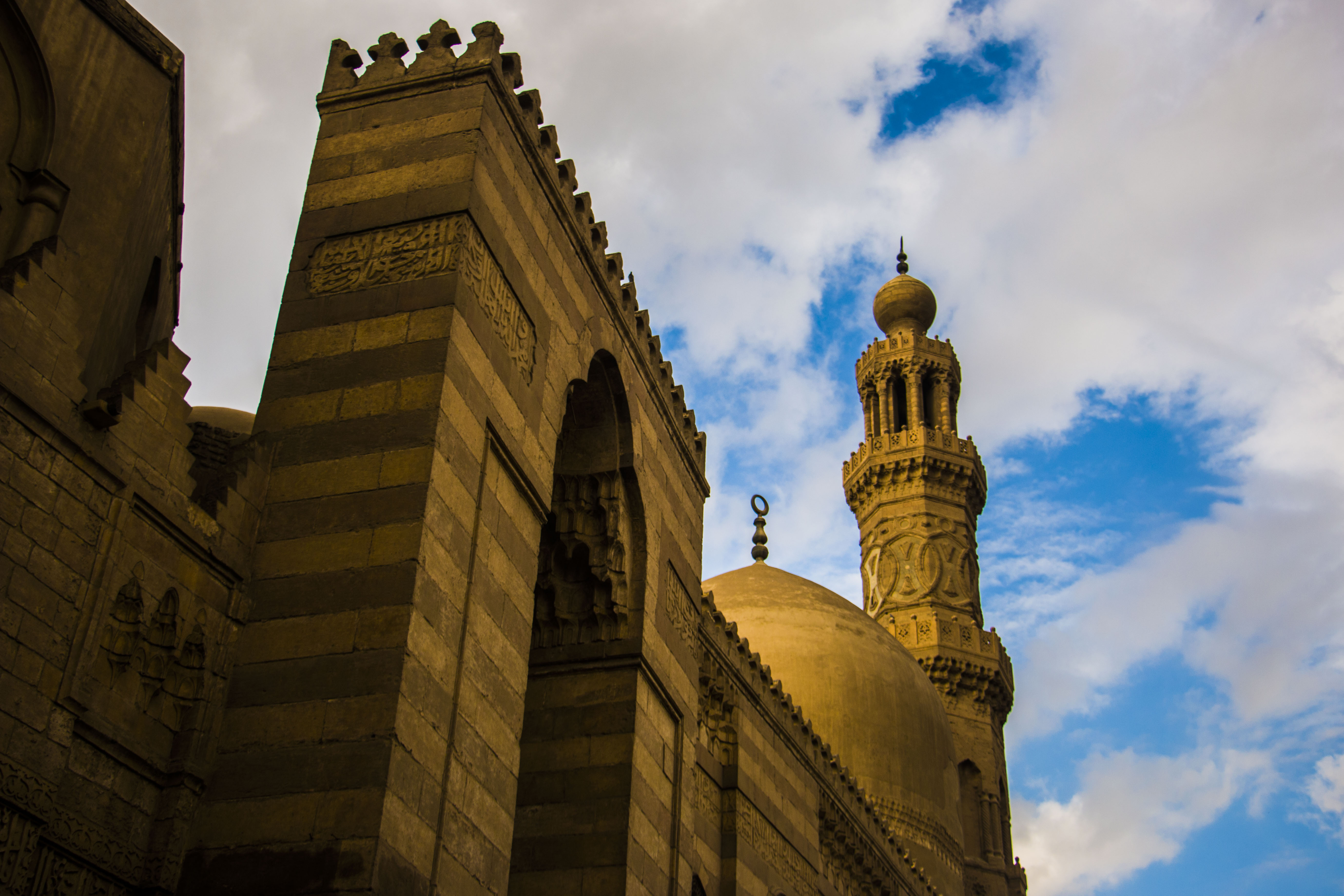
ضريح ومسجد ومدرسة وخانقاه السُلطان برقوق في القاهرة، وهو السُلطان القائم على العرش المملوكي أيَّام مُراد الأوَّل.

امتازت العلاقات العُثمانيَّة المملوكيَّة بِالود والتقارب الشديدين، مُنذُ أن قامت الدولة العُثمانيَّة وأخذت على عاتقها فتح بلاد البلقان ونشر الإسلام في رُبُوعها، وخطب السلاطين العُثمانيين ودَّ السلاطين المماليك باعتبارهم زُعماء العالم الإسلامي والقائمين على حماية الخِلافة الإسلاميَّة، واعترفوا لهم بِالأولويَّة السياسيَّة والدينيَّة، بينما خطَّطوا لِأنفُسهم دورًا مُتواضعًا هو دور البكوات حُماة حُدود ديار الإسلام. هذا وقد ظلَّ المماليك ينظرون إلى تحرُّكات العُثمانيين الجهاديَّة كجُزءٍ من المسألة الإسلاميَّة العامَّة. وفي الوقت الذي حرص فيه العُثمانيُّون على تجميع القوى الإسلاميَّة في الأناضول لِمُواجهة الروم والأوروپيين، فقد حرصوا، من جهةٍ أُخرى، على توثيق العلاقات الأخويَّة مع المراكز الإسلاميَّة الأُخرى.
ومُنذُ عهد السُلطان مُراد الأوَّل، أعطوا أهميَّةً خاصَّة لِتوثيق علاقاتهم بِالدولة المملوكيَّة باعتبارها أقوى زعامة إسلاميَّة آنذاك. وقوَّى ظُهور القائد المغولي تيمورلنك أواصر هذه العلاقات حين تعرَّضت كُلٌ من الدولتين لِخطر توسُّعه على حسابها. كانت الدولة العُثمانيَّة هي البادئة بِالسعي لِتأكيد روابط الصداقة والوداد مع المماليك أو إيجاد نوع من الروابط معهم. وابتدأت العلاقات الرسميَّة بين الدولتين في سنة 790هـ المُوافقة لِسنة 1388م حين زوَّد العُثمانيُّون المماليك بِالمعلومات الخاصَّة بِتحرُّكات تيمورلنك وجُيُوشه. فأرسل مُراد الأوَّل بعثةً إلى القاهرة، قابل أعضاؤها السُلطان سيفُ الدين برقوق بن أنس وقدَّموا إليه هديَّة سُلطانهم، وسلَّموه رسالة منه تعرض لِخُرُوج تيمورلنك من تبريز وتوجُهه باتجاه الشرق إلى سمرقند.

## واقعة قوصوه ونهاية مُراد الأوَّل

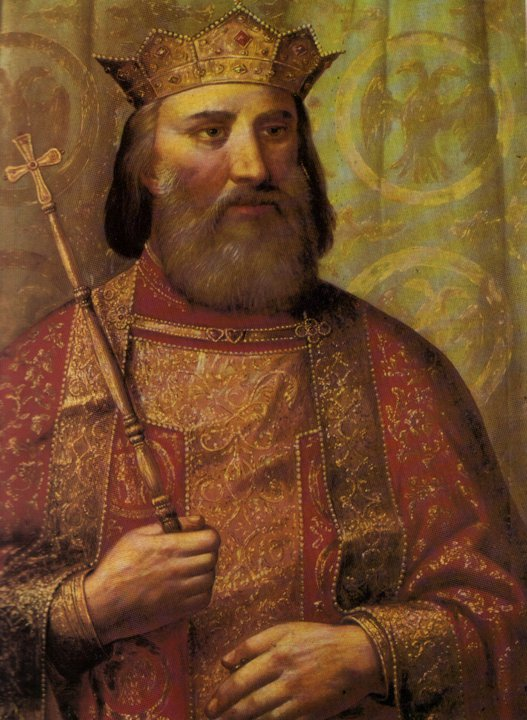
القيصر الصربي لازار بلينانُڤيچ، قائد المُعسكر الصليبي في قوصوه.

قام الصربيُّون والبشناقيُّون، الذين أثبتوا إمكان الانتصار على العُثمانيين، بِمُحاولة تنظيم حملةٍ صليبيَّةٍ جديدةٍ لِلقضاء على المُسلمين نهائيًّا هذه المرَّة وطردهم من أوروپَّا. لِذلك نقض القيصر الصربي لازار بلينانُڤيچ عهد التبعيَّة لِلعُثمانيين وتحالف مع البجناكية في الأرناؤوط، واستقطب تڤرتكو ملك البشناق، ودخل يُوحنَّا شيشمان قيصر البُلغار في هذا التحالف بعد أن رفض إعلان ولائه لِمُراد الأوَّل. كما شارك في هذه الحملة كُلٌ من أُمراء المجر وبولونيا والأفلاق والبُغدان بِوحداتهم، إلى جانب فُرسان الإسبتاريَّة بِقيادة فارسٍ كرواتي يُدعى يُوحنَّا الپاليسياوي. وحصل في تلك الفترة أن تُوفي القائد الذي أرَّق أعين الأوروپيين: البكلربك لاله شاهين باشا، فشدَّ ذلك من عضُد الحُلفاء وقويت عزيمتهم وزادت ثقتهم بِالنصر، غير أنَّ السُلطان مُرَّاد سُرعان ما عيَّن بدلًا منه قائدًا اشتهر بين أقرانه بِالقُدرة والحنكة، هو تيمورطاش باشا وأرسلهُ بِرفقة الصدر الأعظم قره‌خليل باشا الجندرلي إلى الأراضي البُلغاريَّة، فاخترقاها وفتحا حُصُونًا عدَّة بحيثُ اضطرَّ شيشمان إلى الخُرُوج من التحالف الصليبي اتقاءً لِغضب السُلطان، وقبِل بِدفعة الجزية وتنازل عن مدينة سليسترة. ولمَّا علم لازار قيصر الصرب بانخذال رفيقه قيصر البُلغار مال بِجُيُوشه قليلًا جهة الغرب للانضمام إلى أُمراء الأرناؤوط، فلاحقهُ السُلطان مُراد بِجُيُوشه حتَّى تقابل الجمعان في سهل قوصوه (كوسوڤو) بِإمارة برانكُڤيچ الصربيَّة. تراوح تعداد الجيش الصليبي بين 12,000 إلى 30,000 جُندي.
ووفقًا لِلموسوعة اليوغوسلاڤيَّة بِنسختها الصادرة سنة 1972م، كان عدد المُقاتلين تحت إمرة لازار يتراوح بين 12,000 و15,000 جُندي، كما كان هُناك ما بين 5,000 إلى 10,000 جُندي بِقيادة صهره الأمير ڤوك برانكُڤيچ، ومثلهم تقريبًا بِقيادة الدوق ڤلاتكو ڤوكُڤيچ المُرسل من قِبل الملك البشناقي تڤرتكو الأوَّل، إلى جانب فُرسان الإسبتاريَّة. بِالمُقابل، تراوح عدد الجيش العُثماني ما بين 27,000 إلى 40,000 جُندي، منهم قُرابة 2,000 إنكشاري، و2,500 فارس سُلطاني من حرس السُلطان، و6,000 فارس سپاهي، و20,000 عزبي وآقنجي، و8,000 جُندي من الإمارات المسيحيَّة التابعة لِلدولة العُثمانيَّة.
تنص إحدى الروايات أنَّ السُلطان مُراد تقدَّم بمن معهُ وضرب مُعسكره غير بعيدٍ عن مُعسكر العدوِّ، وقضى الرجال اليوم السابق على المعركة في استكمال عدَّتهم وتدريبهم على القتال، وفي الليل أقاموا الصلوات والابتهالات واستمعوا القُرآن إلى ما بعد مُنتصف الليل ثُمَّ ناموا. وقال شاعرٌ تُركيٌّ فيما بعد أنَّ مُرادًا رأى الرسول مُحمَّد في المنام، وكان يُناوله غصن شجرةٍ مُورق ويقولُ له: «تَقَدَّم يَا مُرَاد فَسَيَفتَحُ الله عَلَيكَ البِلَادَ بِهَذَا السَّيفَ الذِي كَانَ سَيفَ عَمِّي حَمزَةَ الشَّهِيد».
وفي الصباح انتظمت صُفُوف العساكر استعدادًا لِلقتال. تولَّى السُلطان مُراد قيادة الجيش العُثماني، وولَّى ابنه بايزيد إمارة الميمنة وابنه الآخر يعقوب إمارة الميسرة. اصطفَّ حوالي 1,000 نبَّال على كُل جانبٍ من جانبيّ الجيش، تُعاونها قُوَّات العزب والآقنجيَّة؛ وفي قلب الجيش وقفت فرقة الانكشاريَّة وخلفها كان السُلطان تُحيطُ به الفُرسان؛ وفي الخلفيَّة وقفت عرباتُ المُؤن تحرُسها طائفةٌ قليلة العدد من الجُنُود. وعلى الجانب الآخر، وقف القيصر لازار في قلب الجيش فيما تولَّى صهره ڤوك قيادة الميمنة وڤلاتكو قيادة الميسرة. اصطفَّ الخيَّالة المُدرَّعون في مُقدمة الجيش، والخيَّالة النبَّالون على جانبيه، بينما اصطفَّ المُشاةُ في الخلف. تنص المصادر العُثمانيَّة والإسلاميَّة أنَّ الصدر الأعظم قره‌خليل باشا الجندرلي كان يحملُ معهُ مُصحفًا قُبيل وُقُوع المعركة، ففتحهُ على غير قصد فوقع نظره على آيةٍ من سورة الأنفال هي: ﴿يَا أَيُّهَا النَّبِيُّ حَرِّضِ الْمُؤْمِنِينَ عَلَى الْقِتَالِ إِنْ يَكُنْ مِنْكُمْ عِشْرُونَ صَابِرُونَ يَغْلِبُوا مِائَتَيْنِ وَإِنْ يَكُنْ مِنْكُمْ مِائَةٌ يَغْلِبُوا أَلْفًا مِنَ الَّذِينَ كَفَرُوا بِأَنَّهُمْ قَوْمٌ لَا يَفْقَهُونَ ۝٦٥﴾ [الأنفال:65]، فاستبشر بِالنصر واستبشر معهُ السُلطان والمُسلمون. كما تنُص بضعة مصادر إسلاميَّة أنَّ السُلطان مُراد دعا الله طالبًا النصر أو الشهادة، فقال:
يا الله يا رحيم استجب دُعاء عبدك الفقير هذه المرَّة. أرسل السماء علينا مدرارًا وبدِّد سُحُب الظلام فنرى عدوَّنا وما نحنُ سوى عبيدك المُذنبين، إنَّك الوهَّاب ونحنُ فُقراؤك. وما أنا سوى عبدك الفقير المُتضرِّع، وأنت العليم يا علَّام الغُيُوب والأسرار وما تُخفي الصُدُور، ليس لي من غاية لِنفسي ولا مصلحة ولا يحملني طلب المغنم، فأنا لا أطمع إلَّا في رضاك يا الله يا عليم يا موجود في كُل الوُجود. أفديك روحي فتقبَّل رجائي ولا تجعل المُسلمين يبوء بهم الخُذلان أمام العدوّ. يا الله يا أرحم الراحمين لا تجعلني سببًا في موتهم، بل اجعلهم المُنتصرين، إنَّ روحي أبذُلها فداءً لك يا رب، إني وددتُ ولا زلتُ دومًا أبغي الاستشهاد من أجل جُند الإسلام، فلا تُرني يا إلٰهي محنتهم، واسمح لي يا إلٰهي هذه المرَّة أن أستشهد في سبيلك ومن أجل مرضاتك...

وفي روايةٍ أُخرى أنَّهُ قال:
يا إلٰهي، إنني أُقسمُ بِعزَّتك وجلالك إنني لا أبتغي من جهادي هذه الدُنيا الفانية، ولكنني أبتغي رضاك، ولا شيء غير رضاك يا إلٰهي، إنني أُقسمُ بِعزَّتك وجلالك أنني في سبيلك، فزدني تشريفًا بِالموت في سبيلك. يا إلٰهي، ومولاي، تقبَّل دُعائي وتضرُّعي، وأنزل علينا بِرحمتك غيثًا يُطفئ من حولنا غُبار العواصف، واغمرنا بِضياءٍ يُبدِّدُ من حولنا الظُلُمات، حتَّى نتمكَّن من إبصار مواقع عدُونا فنُقاتلهُ في سبيل إعزاز دينك العزيز. إلٰهي ومولاي، إنَّ المُلك والقُوَّة لك، تمنحُها لمن تشاء من عبادك، وأنا عبدُك العاجز الفقير، تعلم سرِّي، وجهري، أُقسم بِعزَّتك وجلالك أنني لا أبتغي من جهادي حُطام هذه الدُنيا الفانية، ولكني أبتغي رضاك ولا شيء غير رضاك. إلٰهي، ومولاي، أسألُك بِجاه وجهك الكريم، أن تجعلني فداءً لِلمُسلمين جميعًا، ولا تجعلني سببًا في هلاك أحدٍ من المُسلمين في سبيلٍ غير سبيلك القويم. إلٰهي، ومولاي، إن كان في استشهادي نجاةٌ لِجُند المُسلمين فلا تحرُمني الشهادة في سبيلك، لِأنعم بِجوارك ونِعم الجوار جوارك. إلٰهي، ومولاي، لقد شرَّفتني بِأن هديتني إلى طريق الجهاد في سبيلك، فزدني شرفًا بِالموت في سبيلك.

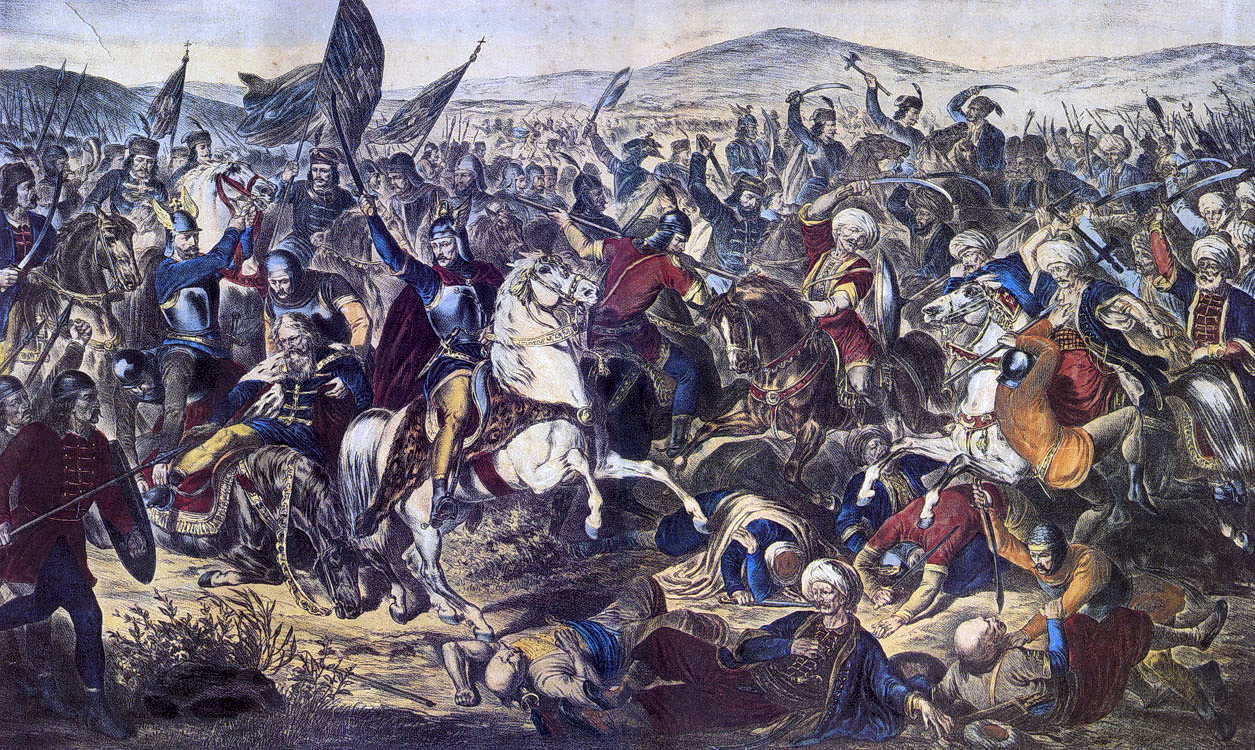
، بريشة آدم أسطفانُڤيچ (1870م).

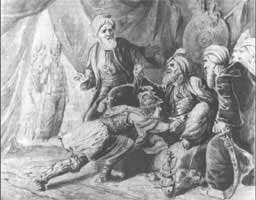
ميلوش كوبلُڤيچ يطعن السُلطان مُراد الأوَّل ويُرديه قتيلًا.

تختلفُ المصادر العُثمانيَّة والصربيَّة في وصف كيفيَّة انطلاق المعركة، لكن من المعروف أنَّها اندلعت يوم 19 جُمادى الآخرة 791هـ المُوافق فيه 12 حُزيران (يونيو) 1389م، ويُعتقد بأنَّ العُثمانيين كانوا المُبادرين في الهُجوم، حيثُ أطلق النبَّالون سهامهم بِاتجاه الخيَّالة الصربيين، الذين اتخذوا تشكيلة الإسفين وانقضوا على الجناح الأيسر لِلجيش العُثماني بِقيادة الشاهزاده يعقوب چلبي، فهزموه وأجبروا أفراده على الفرار من المعركة، لكنَّهم عجزوا عن خرق قلب الجيش والجناح الأيمن. ولمَّا توقَّف هُجوم الفُرسان الصليبيين المُدرَّعين، انقلبت الآية ومالت الكفَّة لِصالح العُثمانيين، ذلك أنَّ الدُروع الثقلية لِلفُرسان والخُيُول أصبحت عقبة أمامهم، فلم يقدروا على المُناورة والتحرُّك بسلاسة، عكس المُشاة والفُرسان العُثمانيين الذين يرتدون الملابس الخفيفة، فهاجم الشاهزاده بايزيد الصربيين بِقوَّةٍ وكبَّدهم خسائر فادحة. تُشيرُ المصادر التاريخيَّة إلى أنَّ ڤوك برانكُڤيچ، صهر القيصر الصربي، لمَّا تبيَّن لهُ أنَّ المعركة خاسرة وأنَّ العُثمانيين أكثر كفاءةً وأفضل تجهيزًا من الصليبيين، فرَّ ومعهُ عشرة آلاف فارس والتحق بِجيش المُسلمين، فدارت الدائرة على الصربيين وأخذوا يتساقطون أمام الضربات العُثمانيَّة المُتتالية، فخسروا عددًا كبيرًا من الجُنود، ثُمَّ انسحب البشناقيُّون من الميدان بعد أن يأسوا من إحراز النصر، وجُرح القيصر لازار ووقع أسيرًا في يد العُثمانيين مع عددٍ من نُبلائه. دامت هذه الواقعة المُهمَّة 8 ساعات، وبانتهائها زال استقلال الصرب وزُلزلت أوروپَّا زلزلةً كُبرى لِهول الهزيمة، بحيثُ بقي ذكُر هذه المعركة شهيرًا في القارَّة العجوز بِأسرها طيلة قُرون.

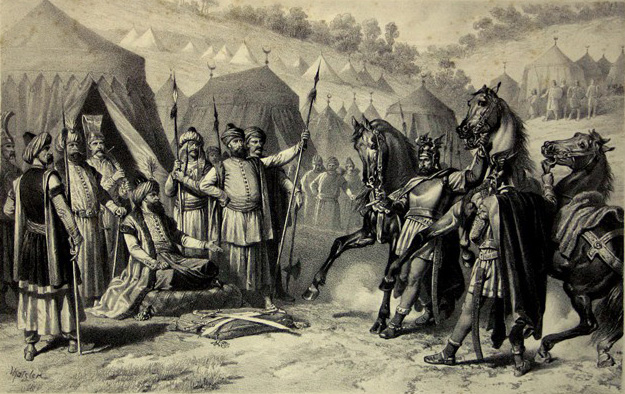
إحضار الجُندي الصربي ميلوش كوبلُڤيچ إلى السُلطان مُراد، وفق ما تنص عليه بعض الروايات، قُبيل أن يطعنه الأوَّل بوقتٍ قصير.

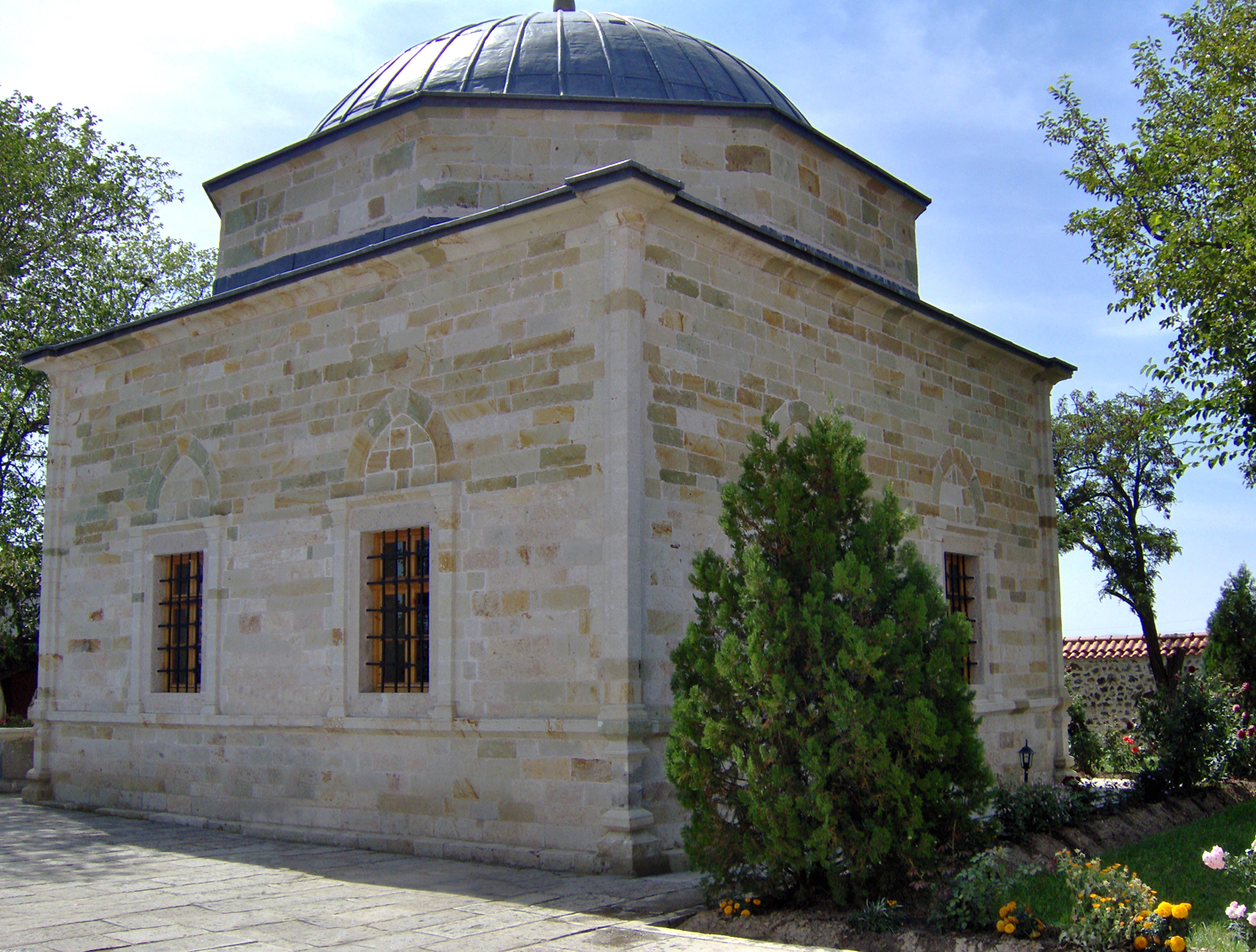
مشهد خُداونگار، أو تُربة السُلطان مُراد.

وبعد تمام النصر، كان السُلطان مُراد يتجوَّلُ مُتفقدًا ساحة المعركة والقتلى والجرحى، وفي إحدى الروايات أنَّهُ كان يبحث عن الناجين لِإسعافهم أو المُحتضرين لِإسقائهم شُربة ماء قبل أن يلفظوا النفس الأخير، فانقضَّ عليه جُندي صربي يُدعى «ميلوش كوبلُڤيچ» كان يتظاهر بِالموت، وفاجأه بِطعنةٍ قاتلةٍ من خنجره المسموم كانت هي القاضية عليه بعد قليل، وسقط القاتُل قتيلًا تحت سُيُوف الانكشاريَّة مُباشرةً. وفي روايةٍ أُخرى أنَّ ميلوش هذا قام من بين الجُثث واقترب من السُلطان مُنحنيًا بِدعوى أنَّ لديه ما يعرضه، وفي رواية فريدون بك من أثره المُسمَّى «مُنشآت السلاطين»، أنَّ ميلوش تظاهر بِأنَّهُ أراد أن يُعلن إسلامه على يديّ السُلطان، وعند ذلك أشار الأخير لِلحرس أن يُطلقوه فتظاهر بِأنَّهُ يُريد تقبيل يد السُلطان وقام في حركةٍ سريعةٍ بِإخراج خنجره المسموم وطعن به السُلطان، فقتله الانكشاريَّة على الفور.
أمَّا في تاريخ دمتري قانتمير فقد قيل أنَّ السُلطان كان يُحدِّثُ الصدر الأعظم خلال تجوُّله في ساحة القتال قائلًا أنَّهُ رأى منامًا الليلة الفائتة مفاده أنَّهُ قُتل في ميدان الحرب، فتنبَّه أحد الجُنود الصربيين المُصابين أنَّ المُتحدثان هُما السُلطان والصدر الأعظم، فانقضَّ على السُلطان وطعنه في جانبه. على جانبٍ آخر، تُشيرُ رواياتٍ غربيَّةً إلى أنَّ السُلطان مُراد قُتل خِلال المعركة ولم يُعرف من هو قاتله، ولا تأتي تلك الروايات على ذِكر ميلوش على الإطلاق، وفي روايةٍ أُخرى ترجع لِسنة 1416م قيل بأنَّ القيصر لازار هو من قتل مُراد بيده خِلال المعركة.
ثارت ثائرةُ الشاهزاده بايزيد لمَّا طُعن والده، وأمر بدايةً بِقتل الأسرى الصليبيين ثأرًا له، لكنَّ مُرادً رفض ذلك رفضًا قاطعًا، فقال لِقادته وإبنيه: «لًا تُعَذِّبُوا الأَسرَى وَلَا تُؤذُوهُم، ولَا تَسلِبُوهُم، فإنَّ النَبِيّ ﷺ قَالَ لِأَصحَابِه فِي أَسرَى بَنِي قُرَيظَة: "أَحْسِنُوا إسَارَهُمْ، وَقَيّلُوهُمْ، وَأَسْقُوهُمْ حَتّى يُبْرِدُوا"». ولم تدُم مُعاناة السُلطان مُراد طويلًا، فأسلم الروح بعد قليل، بعد أن أوصى بِولاية العهد إلى ابنه بايزيد وودَعَ جيشه في بضع جُمل، فقال:
لا يسعني حين رحيلي إلَّا أن أشُكر الله، إنَّهُ علَّامُ الغُيُوب المُتقبِّل دُعاء الفقير، أشهدُ أن لا إله إلَّا الله، وليس يستحقُ الشُكر والثناء إلَّا هو، لقد أوشكت حياتي على النهاية ورأيتُ نصر جُند الإسلام. أطيعوا ابني بايزيد، ولا تُعذِّبوا الأسرى ولا تُؤذوهم ولا تسلبُوهم، وأودِّعُكم مُنذُ هذه اللحظة وأُودِّعُ جيشنا الظافر العظيم إلى رحمة الله، فهو الذي يحفظُ دولتنا من كُلِّ سوء.

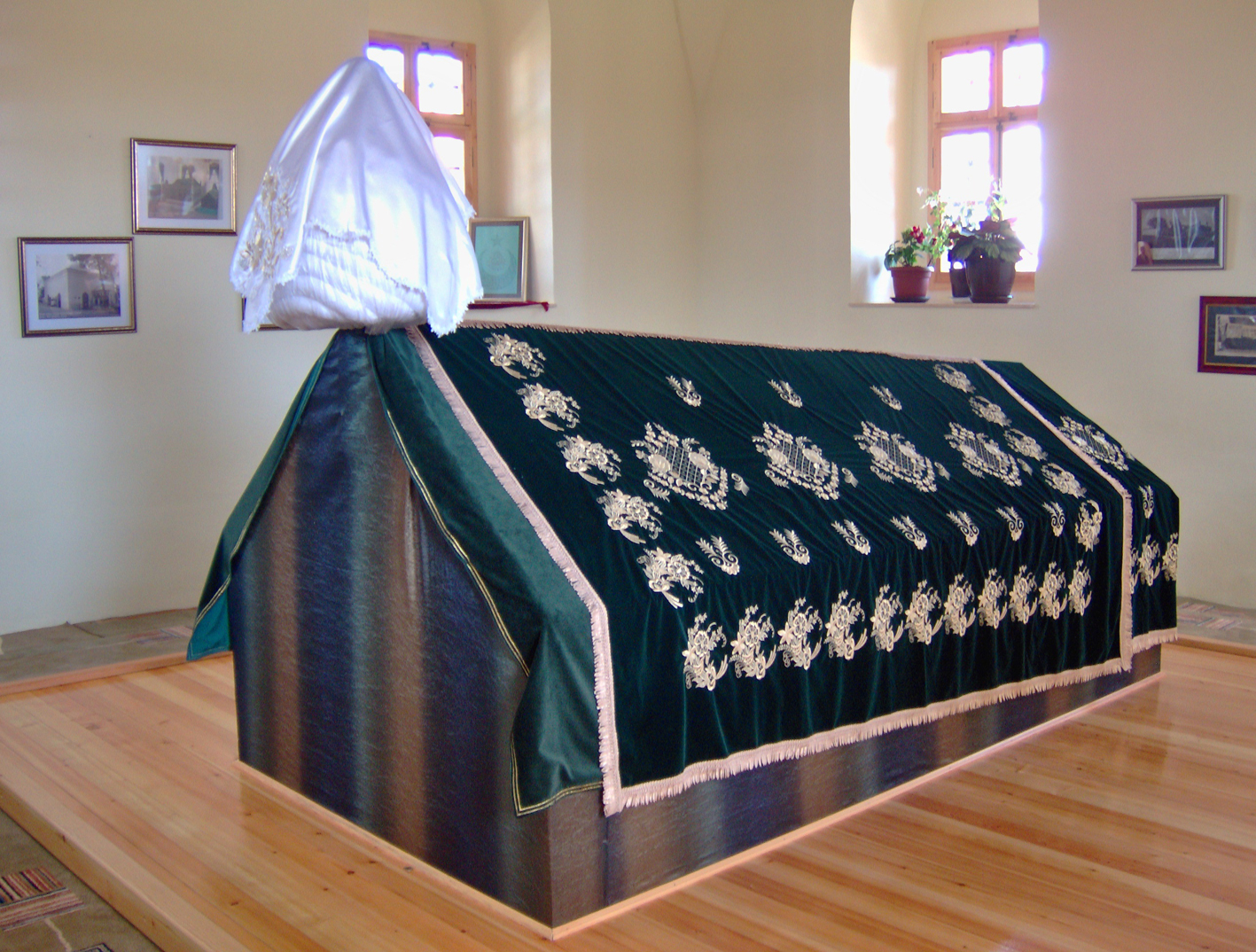
قبر السُلطان مُراد الأوَّل.

ولمَّا تُوفي السُلطان مُراد عفا بايزيد عن جميع الأسرى باستثناء القيصر لازار ونُبلائه، الذين أمر بإعدامهم، فأُعدموا على الفور. استُخرجت أحشاء السُلطان مُراد ودُفنت في سهل قوصوه كي لا يُصاب جُثمانه بِالتلف أثناء رحلة العودة الطويلة إلى بورصة لِدفنه بِجانب أبيه أورخان وجدِّه عُثمان. وبُني ضريحٌ فوق الموضع التي دُفنت فيه الأحشاء عُرف مُنذ ذلك الحين باسم «مشهد خُداونگار» (بِالتُركيَّة المُعاصرة: Meşhed-i Hüdavendigâr أو Sultan Murad Türbesi؛ بِالألبانيَّة: Tyrbja e Sulltan Muratit؛ بِالصربيَّة: Гроб Султана Мурата)، وبقي حتَّى اليوم مقامًا ذو أهميَّة تاريخيَّة وثقافيَّة وحضاريَّة عند مُسلمي البلقان، أمَّا الجُثمان فنُقل إلى مدينة بورصة حيثُ وُري الثرى إلى جانب السُلطانين أورخان وعُثمان، ومن تُوفي من أُمراء آل عُثمان. حقَّقت معركة قوصوه لِلعُثمانيين مكاسب آنية ومُستقبليَّة. فمن حيث المكاسب الآنية، فقد سقط مركز المُقاومة في شرقيّ أوروپَّا ضدَّ المُسلمين، وخلت المناطق الواقعة في جنوبيّ نهر الطونة من قوى عسكريَّة يُمكنها التصدي لِلعُثمانيين، باستثناء المجر. وزال استقلال الصرب، وتحوَّلت القيصريَّة الصربيَّة إلى إقطاعٍ عسكريٍّ، إذ أنَّ أسطفان بن لازار، الذي خلف والده، تفاهم مع بايزيد ووافق على دفع الجزية والخدمة في القُوَّات العُثمانيَّة. كما تعزَّزت فُرص العُثمانيين لِلسيطرة على البلقان، بِفعل أنَّ هذه المعركة فتحت طريق الصرب الشماليَّة أمام العُثمانيين، وأضحت الظُروف مُؤاتية لِلتقدُّم نحو الأرناؤوط والبشناق، وبدأت موازينُ القوى تميلُ بشكلٍ ملحوظٍ لِصالح العُثمانيين. ومن حيثُ المكاسب المُستقبليَّة فقد شكَّلت معركة قوصوه بداية التحوُّلات المُهمَّة التي طرأت على التركيب العرقي والاجتماعي والسياسي والثقافي والاقتصادي في المنطقة، حيثُ اصطبغت هذه المناطق المفتوحة بِالصبغة الإسلاميَّة، وبدأ السُكَّان يتحولون إلى الإسلام؛ إمَّا هربًا من قهر الأُمراء الإقطاعيين ومُضايقة الكنيسة الكاثوليكيَّة، أو بِفعل أنَّ العناصر المحليَّة شاءت أن تُشارك في الإدارة العُثمانيَّة لِتدعم مواقعها الداخليَّة.

## أهميَّة مُراد الأوَّل
تكمُن أهميَّة مُراد الأوَّل بِنجاحه في الارتقاء بِالإمارة العُثمانيَّة إلى طور الدولة، وقد مهَّدت وضعيَّة الفُتُوح السبيل لِتطوير النظام الانكشاري وإحداث تغييرات هامَّة في نُظم الإمارة، ما ساعد على وضع أُسس الهيكل المركزي فيها.

### على صعيد الدولة

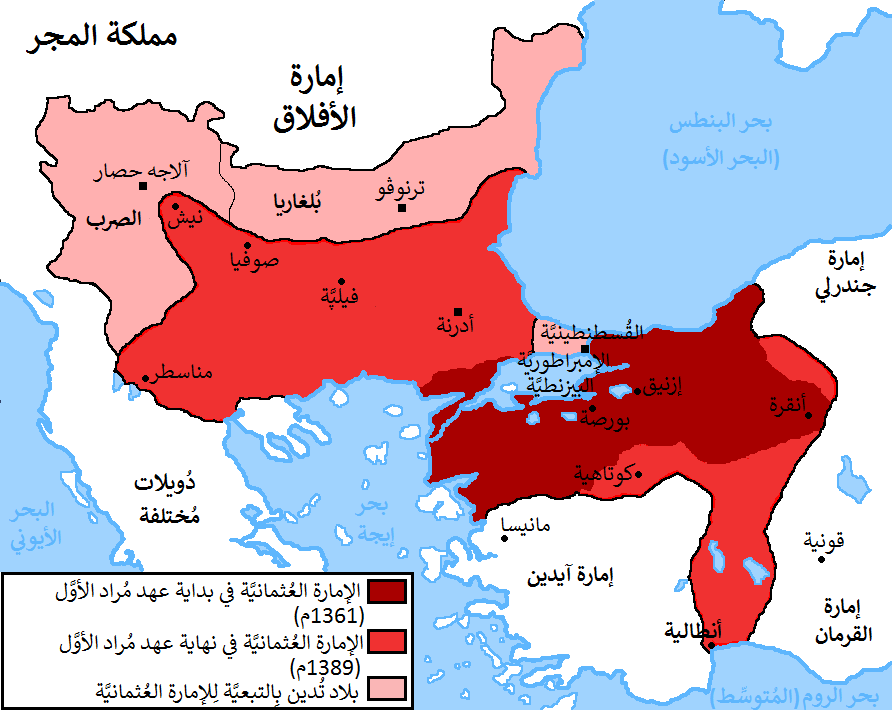
خارطة تُظهر حُدُود الإمارة العُثمانيَّة عند تولِّي مُراد الأوَّل عرش آل عُثمان (النبيذي) وعند وفاته (الأحمر يُمثِّل المناطق المفتوحة الداخلة ضمن نطاق الدولة، والوردي يُمثِّل المناطق التي دانت بِالتبعيَّة لِلإمارة).

ترك السُلطان مُراد وراءه دولةً بلغت مساحتها حوالي 500,000 كلم2 تقريبًا، منها حوالي 291,000 كلم2 في البلقان وما يزيد عن 208,000 كلم 2 في الأناضول، وأدخل انتصاره في قوصوه مُعظم البلاد البلقانيَّة ضمن ديار الإسلام لِمُدَّة 500 سنة. وبهذا، فإنَّ مُرادًا زاد حُدود الإمارة التي ورثها عن والده أورخان أكثر من خمسة أمثال في مدى حوالي 29 سنة، إذ كانت مساحتها عندما تسلَّمها 95,000 كلم2. أمَّا المناطق التي دخلت ضمن نطاق الإمارة العُثمانيَّة فهي على الوجه التالي تفصيلًا وفق التقسيمات الإداريَّة المُعاصرة:
- في الأناضول: ولايات بُورصة، وبالي كسرى، وبيله جك، وقوجه إيلي، وصقارية، وإسكي شهر، وبولي، وكوتاهية، وأفيون قره‌حصار، وچنق قلعة عدا مروز وبوزجەآضه؛ وأنقرة عدا كسكين، وقيري قلعة شرفلي، وقوجه حصار؛ وإستنبول عدا جُزُر بحر مرمرة؛ وأقضية آق شهر التابعة لِولاية قونية، وأقضية بك شهري، وسيدي شهري، ويالواج التابعة لِولاية إسپرطة، وشرقيّ قره‌آغاج، وسوما التابعة لِولاية مغنيسية، وقرق آغاج، ومدينة برغامة وبلدات قينق وديكيلي التابعة لِولاية إزمير. أمَّا المناطق التي دخلت في تبعيَّة الدولة دون أن تفقد استقلالها بشكلٍ تام: إمارة جندرلي (ولايات قسطموني، وسينوپ، وصمصون، وزنغُلداق، وجنقرة وقسمًا من چوروم)، وإمارة أماسية، وإمارة الحميد (ولايتيّ بردور وإسپرطة).[58]
- في البلقان: شبه جزيرة قلِّيبُلِي، وولايات أدرنة، وقرقلر إيلي، وتكرطاغ، وقضاء جتالجه، وكامل بُلغاريا الحاليَّة، وتراقية الغربيَّة عدا جزيرة سمندرك، ومدينة سالونيك بِشبه جزيرة خالكيديكة، ومقدونية الجنوبيَّة عدا جزيرة طاشوز، وتسالية، ومقدونية الشماليَّة، وقوصوه (كوسوڤو)، ونيش (صربيا الجنوبيَّة) وشرقيّ الأرناؤوط، وشرقيّ الجبل الأسود. أمَّا المناطق التي دانت بِالتبعيَّة لِلإمارة العُثمانيَّة فهي: جُمُهوريَّة رجوسة، وإمارة دبروجة، وإمارة الصرب.[58]

### على الصعيد الإداري
توسَّعت الإدارة العُثمانيَّة في عهد مُراد الأوَّل بِمقدار خمس مرَّات لِما كانت عليه، كما ازداد عدد السُكَّان، بحيثُ أصبح هذا العهد يُعدُّ نُقطة تحوُّلٍ فاصلةٍ في الحلقة التاريخيَّة للانتقال إلى طور الدولة. أدَّى الانتشار العُثماني الواسع في البلقان إلى ظُهُور مناطق حُدوديَّة جديدة كانت هدفًا لِحركة هجرة تُركيَّة وإسلاميَّة واسعة، وعلى الرُغم من المُقاومة التي صادفها العُثمانيُّون فإنَّ هدف الاستيطان والسياسة التي طبَّقوها قد أثبتت لهم أنَّهُ من الصعب إجلاؤهم عن البلقان، والمعروف أنَّ مُمارسة عمليَّات نقل السُكَّان إلى المناطق المفتوحة قد بدأت مُنذُ وقتٍ مُبكرٍ بِهدف تدعيم الجهاد. وفي الوقت الذي استقرَّ فيه الفاتحون في المناطق المفتوحة جرى دمج القادة المحليين شيئًا فشيئًا عن طريق الإقطاع، ما أحدث تغييراتٍ هامَّةٍ في التركيبة السياسيَّة في البلقان، إذ أنَّ تطبيق نظام الإقطاع العسكري الذي سار عليه العُثمانيُّون، في الأراضي المفتوحة، ألحق قسمًا من الأُمراء المحليين بِنظام التيمار، فأُبطلت حُقوق هؤلاء على السُكَّان، وتساوى المُزارعون في البلقان بِالمُزارعين المُسلمين الأناضوليين في الوضعيَّة الحُقوقيَّة، كما حقَّق هذا الربط الأمن والهُدوء وعزَّز قُوَّة الجيش. وبِفعل أنَّ أُسس نظام الإقطاع العسكري منوطة، بِشكلٍ مُباشرٍ، بِتعمير القُرى، فقد عمل العُثمانيُّون على تشجيع الناس على الهجرة من الأناضول، والعمل، من ناحيةٍ أُخرى، على إقرار السُكَّان المحليين في أماكنهم. وهكذا رسَّخت الإدارة العُثمانيَّة أقدامها في الروملِّي، وجرى إحياء عمليَّة الحياة الاقتصاديَّة من واقع تعزيز الوُجود السُكَّاني في القُرى وتعمير الخربة منها. وأدَّى العُلماء، الذين استقطبتهم فُرص المناصب والمُخصَّصات، والدراويش الغُزاة، الذين وجدوا الفُرصة لِمُمارسة عمليَّة الجهاد، دورًا في تطبيع المُمارسات الإداريَّة الإسلاميَّة المُتميزة بِالتسامُح مع غير المُسلمين. والواقع أنَّ الصدر الأعظم قره‌خليل باشا الجندرلي أدَّى دورًا أساسيًّا في بناء إدارة مركزيَّة، فأنشأ منصب قاضي العسكر، القاضي الأعلى لِلجُيُوش العُثمانيَّة، وهو في واقع الأمر قاضي القُضاة أي رئيس العُلماء وما يقوم مقام وزير العدل المُعاصر، حتَّى إنشاء منصب شيخ الإسلام لاحقًا، ويجمع بِحُكم صلاحيَّاته بين رئاسة الإدارة وقيادة الجيش، وأنشأ خزانة الدولة ونظام الدفاتر، وهُما أساس المُؤسسة التيماريَّة، وكان مُتولِّي نظارة الخزانة يُسمَّى «الخزندار»، ومُتولِّي نظارة الدفاتر يُسمَّى «الدفتردار». وتمَّ، في ظل حُكم مُراد الأوَّل، إنشاء منصب «البكلربك» الذي هو أميرُ الأُمراء.

### على الصعيد العسكري

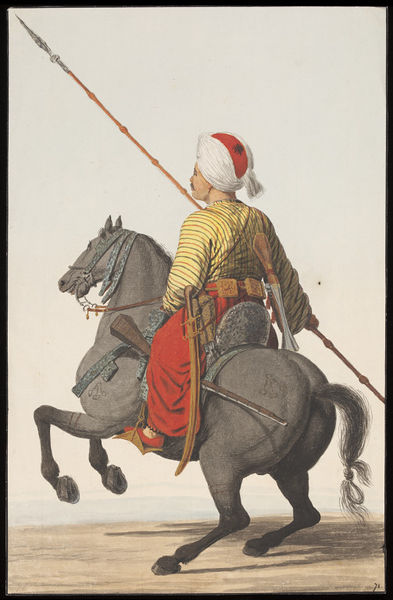
فارسٌ سپاهيٌّ.

شهدت المُؤسسة العسكريَّة العُثمانيَّة بضع تغيُّراتٍ وتطوُّراتٍ ملحوظةٍ في عهد مُراد الأوَّل. ففي مجال سلاح الفُرسان، يُنسب إلى القائد والوزير تيمورطاش باشا تنظيم فرق الخيَّالة العُثمانيين المُسمَّاة «سپاهية أو سپاه» على نظامٍ جديدٍ، فاختار أن تكون راياتهم بِاللون الأحمر الذي أصبح شعار الدولة العُثمانيَّة حتَّى آخر أيَّامها، وأقطع كُلَّ نفرٍ منهم جُزءًا من الأرض يزرعهُ أصحابه الأصليُّون مسيحيين كانوا أو مُسلمين في مُقابل دفع بدل مُعيَّن لِصاحب الإقطاع، وذلك بِشرط أن يسكن الجُندي في أرضه وقت السِلم ويستعد لِلحرب عند الاقتضاء على نفقته وأن يُقدِّم أيضًا جُنديًّا آخر معه. وكان كُل إقطاع لم يتجاوز إيراده السنوي عشرين ألف غرش يُسمَّى «تيمار»، وما زاد إيراده على ذلك يُسمَّى «زعامت». وكانت هذه الاقطاعات لا يرثُها إلَّا الذُكُور من الأعقاب، وإذا انقرضت الذُريَّة الذَكريَّة ترجع المُقاطعة إلى الحُكومة وهي تُقطعها إلى جُنديٍّ آخر بِنفس هذه الشُرُوط. وفي سنة 1387م اقترح قره‌خليل باشا الجندرلي على السُلطان مُراد تشكيل وحدات عسكريَّة نظاميَّة جديدة إلى جانب الانكشاريَّة والسپاهية، فوافقهُ السُلطان على ذلك، وهكذا تأسست وحدتيّ مُشاة «اليايا» وفُرسان «المُسلَّم». وكانت المرحلة الأولى هي جمع ألفين من فتيان التُرك الأشدَّاء: ألفٌ لِلفُرسان وألفٌ لِلمُشاة، وهؤلاء سوف يتقاضون أُجورًا أثناء الحرب، أمَّا في زمن السلم فسوف يشتغلون بِزراعة الأراضي التي ستُخصص لهم. وقُسِّم جُنُود المُشاة إلى جماعاتٍ تضُم عشرة جُنُود، و«بلوكاتٍ» تضُمُّ مائة جُندي، وعُرف قائد الجماعة باسم «أونباشي» أي رئيس العشرة، وعُرف قائد البلوك باسم «يوزباشي» أي رئيس المائة، بينما يقود الجميع قائدٌ اسمه «بكباشي» أي رئيس الألف. أمَّا فُرسانُ المُسلَّم فقد انقسموا إلى فرق عُرفت باسم «الأوجاقات» تضُمُّ كُلٌ منها ثلاثين فارسًا، يقضي الأمر بِذهاب خمسة منهم إلى الحرب.

راية السپاهية.

ولمَّا تضاعفت الفُتُوحات العُثمانيَّة في الروملِّي زادت حاجة الدولة إلى الجُنُود، فاتجهوا لِأجل هذا إلى الاستفادة من أسرى الحرب، بِمُوجب قانون الخُمس (بالتُركيَّة العُثمانيَّة: پنچيك قانونى) الذي نصَّ على جواز حُصُول الدولة على خُمس أسرى الحرب مُقابل الضريبة المُستحقة عليهم. وكان يجري في البداية إلحاقهم بِأوجاق الانكشاريَّة بعد مرحلة تدريبٍ قصيرة، فلمَّا تبيَّن لِلسُلطان بعض المحاذير في ذلك، أشار بِتسليم الفتيان من أسرى الحرب لِلأُسر التُركيَّة المُسلمة في الأناضول، وبِذلك أمكن لِهؤلاء العمل بِالزراعة لِقاء أجرٍ زهيد، وتعلَّموا في الوقت ذاته العادات والتقاليد التُركيَّة الإسلاميَّة. وكانوا يتلقُّون التعليم العسكري الأساسي في أوجاقٍ أسَّسهُ السُلطان مُراد في قلِّيبُلِي عُرف باسم «أوجاق العَجَميَّة». وكان السُلطان مُراد قد أنشأ، عقب فتح أدرنة، أوجاقًا خاصًّا بِالانكشاريَّة بِهمَّة وجُهُود قره‌خليل باشا الجندرلي، وكان تزويده بِالجُنُود يتم من أسرى الحرب وفق قانون الخُمس سالف الذِكر، إذ يمُر الواحد منهم بِدورة تدريب قصيرة، ثُمَّ ينخرط في سلك الانكشاريَّة.

## شخصيَّته وصفاته

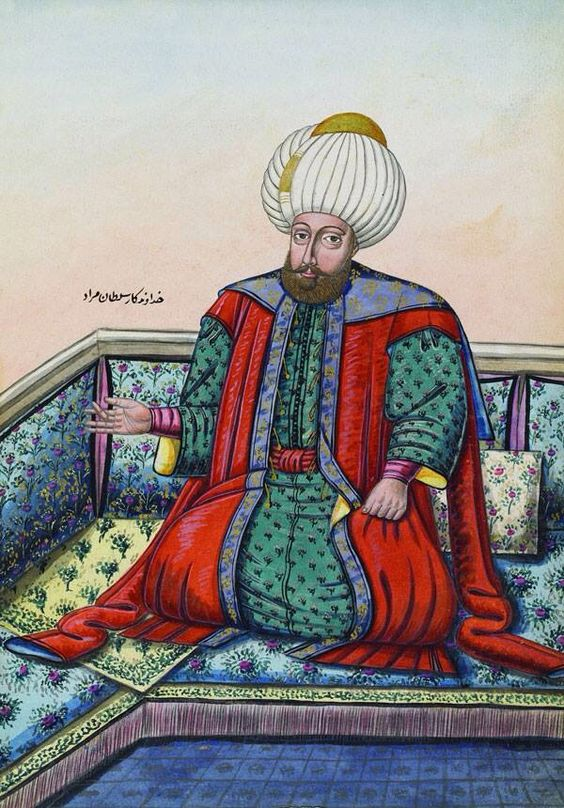
رسمٌ لِلسُلطان مُراد في ملابس عُثمانيَّة كلاسيكيَّة، على الرُغم من أنَّهُ لم يكن يرتدي مثل تلك الملابس.

تصفُ المصادر العُثمانيَّة مُراد الأوَّل بِأنَّهُ كان شخصًا مربوع القامة، وطويل الرقبة، ومُستدير الوجه، وكبير الأنف بحيثُ شبَّهت أنفه بِكبش الدَّك، وواسع العينين، وعاقد الحاجبين الكثين، وحاد النظرات، وكبير الأسنان المُتباعدة، وعريض الصدر. لحيته لم تكن طويلة ولا قصيرة، أمَّا أصابعه فكانت طويلة وغليظة وقويَّة جدًا ومُتباعدة عن بعضها بعضًا، حتَّى قيل بِأنَّ طغراءه نجمت عن ضغطه بِإصبعه على الورق. صوته كان جهوريًّا قويًّا في الحُرُوب ويُسمع من مسافةٍ بعيدة.
تُبرزُ المصادر العُثمانيَّة الجانب الخيِّر والعادل لِمُراد الأوَّل، أمَّا بعض المصادر الغربيَّة فتصفهُ بِأنَّهُ كان قليل الكلام، وأنَّ عباراته جميلة على قلَّتها، وأنَّهُ «حاكمٌ خيِّرٌ، وصيَّادٌ لا يعرف التعب، وفارسٌ شهم». ويصفه المُؤرِّخ البُغداني دمتري قانتمير بِأنَّهُ «رمز الاستقامة»، وأنَّ أرادتهُ لم تكن تُهزم، يُؤدِّي فُروضه الدينيَّة الإسلاميَّة بالتزام، ويُحب مُناقشة العُلماء كثيرًا، ويرتدي قماشًا صوفيًّا خفيفًا ورقيقًا، وهذا رداءٌ خاص بِالدراويش والعُلماء. ويُروى أنَّ الشعب كان يُحبُّه باعتباره «حاميًا وأبًا مُباركًا». ويعتبر المُؤرَّخ التُركي مُصطفى أرمغان أنَّ هذا كان سبب تلقيبه «خُداونگار»، بينما يقول المُؤرِّخ الكبير خليل إينالجك أنَّ لقب «الغازي خُداونگار» يعود لِشجاعة مُراد في الغزو، وحمايته الدولة.

رسمٌ لِحادثة مقتل السُلطان مُراد في قوصوه بِحسب إسكندرنامه أحمدي. رُسم لِباسُ السُلطان وأركانه بِشكلٍ أكثر تطابُقًا مع لِباسه الحقيقي وما كان رائجًا في القرن الخامس عشر الميلادي.

يُعرف عن السُلطان مُراد تعلُّقه بِالصيد شأنهُ شأن الكثير من السلاطين العُثمانيين. ويصف المُؤرِّخ العُثماني مُحمَّد نشري حُبَّهُ لِلصيد بِقوله: « كَانَ يُحِبُّ الصَّيدَ كَثِيرًا، وَلَدَيهِ كِلَابٌ ذَاتَ سَلَاسِلَ ذَهَبِيَّة وَفِضيَّة. وَكَانَت صُقُورَهُ هَكَذَا أيضًا». وممَّا يدحض الادعاء القائل بِأنَّ مُرادًا كان أُميًّا لا يعرف القراءة ولا الكتابة، أنَّهُ كان أوَّل سُلطانٍ يمتلكُ مكتبةً خاصَّة، بِدليل أنَّ بعض الكُتب نُسخت خصيصًا له. وسبب القول بِأنَّ مُراد الأوَّل كان أُميًّا جاء بالاعتماد على القصَّة سالِفة الذِكر والقائلة بِأنَّهُ ضغط بِإصبعه على الورقة لِيترُك طغراءه نظرًا لأنَّهُ لا يُوقِّع، غير أنَّ الدلائل تُشير إلى أنَّهُ لم يكن فقط عالمًا بِالتُركيَّة، بل أنَّهُ كان يقرأ أصعب الكُتب العربيَّة التي لا يستطيع جُمهُور الناس من الأعاجم فهمها بِسُهولة وإن تكلّمُوا اللُغة العربيَّة.
كان السُلطان مُراد مُحبًا بِشدَّة لِلمُلَّا جلالُ الدين الرومي، وحظي بِلقب «هنكار» نتيجة ذُيُوع حُبِّه العميق له. لِهذا السبب أمر بِخياطة قُبَّعة من قطع ثوبِ عائد لِجلال الدين الرومي بِخُيُوطٍ ذهبيَّةٍ، وصنع منها تاجًا، ولفَّ عليها لفَّة مُدوَّرة. وحُوفظ على هذه الرأسيَّة في تُربة السُلطان مُراد في بورصة حتَّى مطلع القرن السَّابع عشر الميلادي، حتَّى أنَّ بعض السلاطين العُثمانيين اعتمروا تلك القُبعة على اعتبار أنها تاج السلطنة.
عُرف عن السُلطان مُراد تفضيله ارتداء ثوبٍ أبيضٍ مُزيَّنٍ بِالأحمر، وكانت القُبَّعة التي يعتمرها مُذهَّبة، وتبرز أطرافها بِمقدار إصبعٍ عن اللفَّة. وفي عهد هذا السُلطان قطع تنظيم الآخية المُجاهدين المُستمر مُنذُ زمن السُلطان عُثمان الأوَّل مرحلةً جديدةً، ويقولُ المُؤرِّخ إسماعيل حقِّي أوزون چارشلي بِأنَّ مُرادًا كان رئيس هذه الجماعة. ويُمكن مُلاحظة هذا الأمر من حيثُ حرص مُراد على اتباع مبادئ هذه الجماعة وزُهده في الدُنيا، فهو لم يحتفظ بِأيٍّ من الهدايا المُرسلة لهُ عند زواج ابنه الشاهزاده بايزيد من ابنه أمير كرميان، فوزَّعها كُلَّها على الأُمراء ورجال الدولة والعُلماء والفُقراء. ومِمَّا يُؤكد انتسابه لِلآخية أيضًا ما يُنسب إليه من كلامٍ مكتوبٍ في إحدى الوقفيَّات: «لَفَفتُ وِسطَ أَخِي مُوسَىٰ بِالحِزامِ الذي لَفَّهُ الإِخوَةُ عَلَى وِسطِي».
يتناقل أهالي بورصة قصَّة مفادها أنَّ مُراد الأوَّل صلَّى صلاته الأخيرة قُبيل انطلاقه إلى حرب قوصوه في موضعٍ أمر ببناء مسجدٍ جامعٍ فيه في ذات السنة (1389م)، وعندما قُتل في المعركة، استُلهم اسم الجامع من من هذه الواقعة، فسُميَّ «جامع الشهادة»، وهو يقع اليوم في حي طوبخانة بِالمدينة سالِفة الذِكر، إلى الأعلى من قبريّ عُثمان الأوَّل وأورخان غازي. أخيرًا، اشتهر مُراد الأوَّل بتديُّنه الكبير وحُسن مُعاملته لِرعيَّته، وفي هذا يقول المُؤرِّخ الرومي «هالكو نديلاس»: «قَامَ مُرَاد بِأَعمَالٍ مُهِمَّة كَثِيرَة. دَخَل 37 مَعرَكَة سَوَاءَ فِي الأَنَاضُول أو في البَلقَان، وَخَرَجَ مِنهَا جَمِيعًا ظَافِرًا، وَكَانَ يُعَامِلُ رَعِيَّتَهُ مُعَامَلَةً شَفُوقَةً دُونَ النَّظَر لِفَوَارِقِ العِرقِ وَالدِّينِ». ووصفهُ المُؤرِّخ الدكتور عليّ مُحمَّد الصَّلَّابي بِقوله: «لَقَد فَهِمَ السُلطَانُ مُرَاد حَقِيقَةَ الإيمَانِ وَكَلِمَةَ التَوحِيدِ وَذَاقَ آثَارَهَا فِي حَيَاتِهِ، فَنَشَأَت فِي نَفسِهِ أَنفَةٍ وعِزَّةٍ مُستَمَدَّةٍ مِنَ الإيِمَانِ بِاللهِ، فَأيقَنَ أنَّهُ لَا نَافِعَ إلَّا الله، فَهُوَ المُحيِي وَالمُمِيتُ، وَهُوَ صَاحِبُ الحُكمِ وَالسُلطَة وَالسِّيَادِة، وَمِن ثُمَّ نَزَعَ مِن قَلبِهِ كُلَّ خَوفٍ إلَّا مِنهُ سُبحَانَهُ، فَلَم يُطَأطِئ رَأسَهُ أَمَامَ أَحَدٍ مِنَ الخَلقِ، وَلَا يَتَضرَّعُ إِلَيهِ، وَلَا يَركَعُ مِن كِبرِيَائِهِ وَعَظَمَتِهِ، لِأنَّهُ عَلَى يَقِينٍ بِأنَّ الله هُوَ القَادِرُ العَظِيم، وَلَقَد أَكسَبَهُ الإِيمَانُ بِاللهِ قُوَّةً عَظيمَةً مِنَ العَزمِ وَالِإقدَامِ وَالصَّبرِ وَالثَّبَاتِ وَالتَّوكُّلِ وَالتّطلُّعِ إِلَى مَعَالِي الأُمُورِ ابتِغَاءَ مَرضَاتِهِ ، فَكَانَ فِي المَعَارِكِ التِي خَاضَهَا ثَابِتًا كَالجِبَال الرَّاسِيَة، وَكَانَ عَلَى يَقِينٍ رَاسِخٍ بِأنَّ المَالِكَ الوَحِيد لِنَفسِهِ وَمَالِهِ هُوَ اللهُ ، وَلِذَلِكَ لَم يُبَالِ بِأَن يُضحِّي فِي سَبِيلِ مَرضَاة ربِّه بِكُلِّ غَالٍ وَرَخِيصٍ». ويقول المُؤرِّخ الحاج مُصطفى بن عبد الله القُسطنطيني: «...وَكَانَ رَحِمَهُ الله تَعَالَىٰ مِن أَجَلِّ المُلُوكِ قَدًرًا وَدينًا، وَكَانَ دَائِمُ الغَزوِ، بِحَيثُ أَفنَى عُمرَهُ فِي أَمرِ الجِهَادِ، وَكَانَ مَنصُورًا فِي حُرُوبِهِ، كَثِيرَ الخَيرِ، مُوَاظِبًا عَلَى الجَمَاعَاتِ فِي الصَلَوَاتِ». من الروايات العُثمانيَّة المُتناقلة التي تعكس حرص مُراد الأوَّل على العدل قصَّةٌ تعود إلى عصر السُلطان سُليمان القانوني، عاشر سلاطين آل عُثمان، مفادها أنَّ مُرادًا بينما كان يتجوَّل مع حرسه في شوارع أدرنة، لاحظ أنَّ أحد الفلَّاحين كان واقفًا في محلٍ لِبيع الطعام يأكل الخُبز والثوم بينما كان حصانه ينتظر وعلى ظهره حملٌ ثقيل. فوقف مُراد فورًا، وأمر الفلَّاح أن يضع الشعير والعلف لِحصانه وأن يرفع الحِمل من ظهر الحصان وأن يحملهُ بِكامله على ظهره أثناء تناوله لِطعامه. وهكذا أفهم مُراد الصَّارم الفلَّاح والعامَّة المُتفرجين أنَّ الرجل لا يجب أن يرتاح ما لم يُعنَ بِجواده.

### تلقبه بِلقب «خليفة»

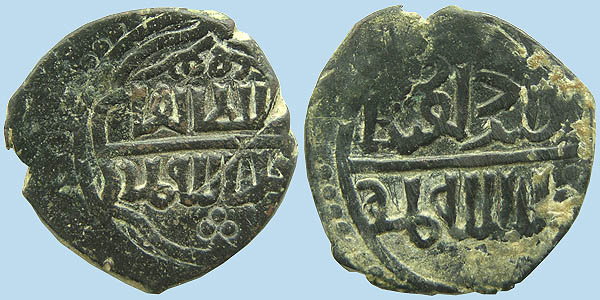
مسكوكة نقديَّة ترجع لِزمن مُراد الأوَّل يظهر عليها لقبه: «السُلطان خلَّد الله مُلكهُ» على الوجه، و«السُلطان مُراد بن أورخان خلَّد الله مُلكهُ» على الخلف، دون إشارة لِلقب الخليفة.

يقول المُستشرق البريطاني طوماس آرنولد أنَّ السلاطين العُثمانيين تسمُّوا بِلقب «خليفة» قبل فتح الشَّام ومصر بِزمنٍ طويل، وسبب تلقبهم بِهذا يرجع إلى أنَّ الكثير من الأُمراء المُسلمين قليلي الأهميَّة في العالم الإسلامي كانوا ينتحلون هذا اللقب الفخم مُنذُ أن سقطت بغداد بِيد المغول وقُتل آخر خُلفاء بني العبَّاس أبو عبد المجيد عبدُ الله المُستعصم بِالله سنة 656هـ المُوافقة لِسنة 1258م، فلا يُستغرب عندها - برأيه - ألَّا يرفض سلاطين آل عُثمان الأقوياء هذا المديح. ويُقال أنَّ أوَّل سُلطانٍ عُثمانيٍّ لقَّب نفسه بِخليفة المُسلمين كان مُراد الأوَّل، فبعد فتحه أدرنة حوالي سنة 1361م كتب إليه الأمير الكرمياني في آسيا الصُغرى يُهنئه على انتصاراته ويصفه بِأنَّهُ «خَلِيفَةُ الخَالِق المُختَار وَظِلُّ الله عَلَى الأَرضِ»، وردَّ مُراد بِرسالةٍ جاء فيها أنَّ لا فرق في الطبيعة والمادَّة بين حاكمٍ ومحكومٍ، ولكنَّ الله خلع على بعض عباده المُختارين شرف الخِلافة لِيُساعدوا من لا عون لهم. ويُضيف آرنولد قائلًا أنَّ مُرادًا كان مُنذُ توليِّه العرش مُكرسًا كُل وقته لِلحرب والجهاد في سبيل الله، ولِذا اعتبر نفسه «خليفة» بِمعنى هذه الكلمة التي فهمها به مُعاصروه. وما لبث أن أرسل أحد أُمراء آسيا الصُغرى، وهو إسفنديار بك، سنة 1374م خطابًا إلى مُراد يُسميه فيه: «صاحب السُموّ الذي بلغ منزلة الخِلافة رفيعة الشأن، سُلطان سلاطين الإسلام وخاقان خواقين البشر». هذا ويجدر بِالذكر أنَّ المسكوكات النقديَّة المضروبة في البلاد العُثمانيَّة زمن هذا السُلطان لا يظهر عليها نقش لقب الخليفة، وإنما اسم مُراد وأورخان والدُعاء لهُ بِدوام المُلك.

## زوجاته وأولاده
تزوَّج السُلطان مُراد بضع نساءٍ خِلال حياته وأنجب منهُنَّ جميع أبناءه وبناته. وكما هو حال والده من قبله، كانت بعضُ تلك الزيجات لِأهدافٍ سياسيَّةٍ محض، بينما كان بعضها الآخر تقليديًّا. أمَّا زوجاته وأولاده فهم:
زوجاته
- گُلچيچك خاتون: أرملة عجلان بك، أحد أُمراء قره‌سي. كانت إحدى سبايا غزوة العُثمانيين لِلإمارة بحسب الظاهر، ونُقلت إلى القصر السُلطاني في بورصة حيثُ تعرَّف بها مُراد وعرض عليها الزواج فقبلت به.[la 57]
- باشا ملك خاتون: ابنة الأمير مُراد بك القزل.
- تمارة خاتون: ابنة القيصر البُلغاري يُوحنَّا إسكندر.
- دسپينة خاتون: ابنة النبيل الرومي تكفور القُسطنطيني.
- فوادانة خاتون: ابنة أحد سادة إمارة جندرلي.

أبناؤه
- گُندُز بك.
- صاووجي چلبي بك: أصغر أبناء مُراد، ولا تُحدِّد المصادر هويَّة والدته من بين النساء سالِفات الذِكر. أعلن العصيان على والده وتعاون مع الأمير الرومي أندرونيقوس الرَّابع الذي تمرَّد على والده يُوحنَّا الخامس بِدوره كما أُسلف، وانتهى العصيان بِالقبض عليهما وقتلهما.
- بايزيد الأوَّل: ابن گُلچيچك خاتون. خلَف والده على عرش آل عُثمان بعد أن أوصى لهُ بِالمُلك وبايعهُ الأعيان مُباشرةً بعد مقتل مُراد في قوصوه.
- يعقوب چلبي: ابن فول دانة خاتون. أعدمهُ بايزيد لاحقًا خوفًا من مُنازعته على المُلك.
- إبراهيم بك.

بناته
- نفيسة ملك خاتون: زوجة الأمير علاءُ الدين القرماني ووالدة ناصر الدين مُحمَّد بك القرماني، الذي خلف والده على عرش الإمارة.
- سُلطان خاتون.

### فهرست المراجع
بِاللُغتين العربيَّة والعُثمانيَّة
1. 1 2 3 4  فريد بك (1981)، ص. 129.
2. ↑  جحا وآخرون (1972)، ص. 117-118.
3. ↑  طقوش (2013)، ص. 53.
4. ↑  الصلابي (2001)، ص. 63.
5. ↑  أوزتونا (2010)، ص. 94-96.
6. 1 2 3  طقوش (2013)، ص. 44.
7. ↑  القرماني (1985)، ص. 31.
8. 1 2 3 4  أوزتونا (2010)، ص. 98.
9. ↑  الصلابي (2001أ)، ص. 64.
10. ↑  شكر الله (1007هـ)، ص. 278.
11. ↑  القرماني (1985)، ص. 15.
12. ↑  كولنز (1993)، ص. 29.
13. 1 2 3 4  طقوش (2013)، ص. 45.
14. ↑  بروي (1986)، ص. 568-572.
15. ↑  مصطفى (1986)، ص. 48.
16. ↑  سعد الدين (1862)، ص. 55.
17. 1 2 3 4  فريد بك (1981)، ص. 130.
18. ↑  رستم (1956)، ص. 242-243.
19. ↑  طقوش (2013)، ص. 46-47.
20. ↑  النويري (2008)، ص. 82.
21. ↑  مانتران (1993)، ص. 51.
22. 1 2  حليم (1905)، ص. 41.
23. ↑  سرهنك (1895)، ص. 492.
24. ↑  ياغي (1998)، ص. 38.
25. ↑  الصلابي (2001أ)، ص. 65.
26. ↑  حرب (1994)، ص. 17.
27. ↑  مانتران (1993)، ص. 52.
28. ↑  ياغي (1998)، ص. 37.
29. ↑  فريدون بك (1274هـ)، ص. 107-108.
30. ↑  رستم (1956)، ص. 246-247.
31. ↑  مانتران (1993)، ص. 53.
32. ↑  فريد بك (1981)، ص. 130-131.
33. 1 2 3 4  مانتران (1993)، ص. 53-54.
34. 1 2 3  ضبيع (1999)، ص. 185.
35. ↑  طقوش (2013)، ص. 51.
36. 1 2 3  فريد بك (1981)، ص. 132.
37. 1 2 3 4 5 6  يلماز (2010)، ص. 99.
38. ↑  طقوش (2013)، ص. 44-45.
39. 1 2 3 4 5 6 7  أوزتونا (2010)، ص. 100.
40. 1 2  مانتران (1993)، ص. 57.
41. ↑  ضبيع (1999)، ص. 185-186.
42. ↑  فريد بك (1981)، ص. 133.
43. ↑  القرماني (1985)، ص. 16.
44. 1 2 3 4 5  فريد بك (1981)، ص. 135.
45. 1 2 3  طقوش (1997)، ص. 399-400.
46. 1 2  مانتران (1993)، ص. 58.
47. 1 2  مؤنس (1977)، ص. 68-69.
48. ↑  الرشيدي (2013)، ص. 30.
49. ↑  العمري (2000)، ص. 389.
50. ↑  العمري (2000)، ص. 390.
51. ↑  أبو غنيمة (1983)، ص. 190.
52. ↑  أبو غنيمة (1983)، ص. 40-41.
53. ↑  طقوش (2013)، ص. 52.
54. ↑  فريدون بك (1274هـ)، ص. 116.
55. 1 2  العمري (2000)، ص. 391.
56. ↑  فرج (2016)، ص. 111.
57. ↑  آمجن (1999)، ص. 16.
58. 1 2 3 4 5  أوزتونا (2010)، ص. 101.
59. ↑  حرب (1994)، ص. 20.
60. 1 2 3 4  طقوش (2013)، ص. 54.
61. ↑  جواد (1299هـ)، ص. 1-2.
62. ↑  أوزجان (1999)، ص. 382.
63. ↑  أوزجان (1999)، ص. 384.
64. ↑  أرمغان (2006)، ص. 24.
65. 1 2 3 4  أرمغان (2006)، ص. 25.
66. 1 2 3  أرمغان (2006)، ص. 26.
67. ↑  حرب (1994)، ص. 19.
68. ↑  الصلابي (2001أ)، ص. 71-72.
69. ↑  حاجي خليفة (2009)، ص. 155.
70. ↑  لام (2007)، ص. 42.
71. ↑  الخربوطلي (1969)، ص. 254.

باللُغات التُركيَّة والأوروپيَّة
1. ↑  Britannica (n.d).
2. ↑  Runciman (1965), p. 36.
3. ↑  Lowry (2003), p. 153.
4. ↑  Shaw (1976), p. 24.
5. ↑  İnalcık (2020), p. 156.
6. ↑  Sakaoğlu (1999), p. 41-51.
7. 1 2 3  İnalcık (2010), p. 81.
8. ↑  Milliyet (2015).
9. ↑  İnalcık (2010), p. 66-69.
10. ↑  İnalcık (1964), p. 149.
11. ↑  Zachariadou (1970), p. 211–217.
12. ↑  Fine (1994), p. 406.
13. ↑  Beldiceanu-Steinherr (1965), p. 439ff.
14. ↑  Gökbilgin (1991), p. 683.
15. 1 2 3  Shaw (1976), p. 17-18.
16. ↑  Андреев & Лалков (1996), p. 274.
17. ↑  Shaw (1976)، ص. 18.
18. ↑  Setton (1976), p. 285.
19. ↑  Runciman (2002), p. 446.
20. ↑  Cox (1967), p. 208–213.
21. ↑  Cox (1967), p. 219–221.
22. ↑  Cox (1967), p. 225–229.
23. ↑  Setton (1976), p. 307.
24. ↑  Cox (1967), p. 232.
25. ↑  Boskovic (2009), p. 11.
26. ↑  Dede (1975), p. 21.
27. ↑  Veiter (1971), p. 294.
28. ↑  Temperley (1919), p. 97.
29. ↑  Grumel (1958), p. 391.
30. ↑  Balfour & Kinross (1977), p. 49.
31. ↑  Warren (1997), p. 781.
32. ↑  Дечев (1978), p. 15.
33. ↑  Иречек (1978), p. 248.
34. ↑  Захариев (1870), p. 66.
35. ↑  Захариев (1870), p. 74.
36. ↑  Kuzev (1971), p. 121-124.
37. ↑  Петров (1967), p. 110.
38. ↑  Мутафчиев (1999), p. 44.
39. ↑  Цветкова (1960), p. 39.
40. ↑  Turco (1649), p. 122.
41. ↑  Namık (1982)، ص. 97.
42. ↑  Mirčetić (1994), p. 97.
43. ↑  Klaić & Macan (1981), p. 288.
44. ↑  Đerić (1989), p. 25.
45. ↑  Ćirković (1990), p. 64.
46. ↑  Tomac (1968), p. 87.
47. ↑  Finkel (2006), p. 20-21.
48. ↑  Hunyadi & Laszlovszky (2001), p. 287.
49. ↑  Sedlar (1994), p. 244.
50. ↑  Vojna (1972), p. 659.
51. ↑  Kortüm (2006), p. 231.
52. 1 2  Vojna (1972), p. 660.
53. ↑  Nastasijevic (1987), p. 187.
54. ↑  Emmert & Vucinich (1991), p. 9-11.
55. ↑  Ćirković (1990), p. 38.
56. ↑  İnalcık (2020), p. 163.
57. ↑  Peirce (1993), p. 36.

### ثبت المراجع(مُرتَّبة حسب تاريخ النشر)
كُتُب ودوريَّات باللُّغة العربيَّة:
- أحمد جودت باشا (قرابة 1890)، تاريخ جودت، ترجمة: عبد القادر الدنا، بيروت: مطبعة جريدة بيروت، ج. 1، QID:Q119850432 {{استشهاد}}: تحقق من التاريخ في: |publication-date= (مساعدة)
- إسماعيل سرهنك (قرابة 1895)، حقائق الأخبار عن دُول البحار (ط. 1)، القاهرة: الهيئة العامة لشؤون المطابع الأميرية، ج. 1، QID:Q119269108 {{استشهاد}}: تحقق من التاريخ في: |publication-date= (مساعدة)
- إبراهيم بك حليم (1905)، كتاب التُحفة الحليميَّة في تاريخ الدولة العليَّة (PDF) (ط. 1)، القاهرة: مطبعة ديوان عموم الأوقاف، OCLC:4770987464، QID:Q107563203
- أسد رستم (1956)، الروم في سياستهم وحضارتهم ودينهم وثقافتهم وصلاتهم بالعرب، مجموعة الدكتور أسد رستم (ط. 1)، بيروت: المكتبة البولسية، ج. 2، QID:Q112612806
- علي حسني الخربوطلي (1969)، الإسلام والخلافة، بيروت: دار بيروت للطباعة والنشر، OCLC:13262557، QID:Q123735153
- شفيق جحا؛ منير البعلبكي؛ بهيج عثمان (1972)، المُصوَّر في التاريخ (ط. 1)، بيروت: دار العلم للملايين، ج. 6، QID:Q119020382
- حسين مؤنس (1977)، أحاديث مُنتصف الليل (ط. 1)، القاهرة: دار الهلال، OCLC:6310920، QID:Q123651785
- محمد فريد (1981)، تاريخ الدولة العليَّة العُثمانيَّة، تحقيق: إحسان حقي (ط. 1)، بيروت: دار النفائس للطباعة والنشر والتوزيع، OCLC:6150666، QID:Q113541212
- زياد محمود أبو غنيمة (1983)، جوانب مُضيئة في تاريخ العُثمانيين الأتراك (ط. 1)، عَمَّان: دار الفرقان، OCLC:15164443، QID:Q119175215
- أحمد بن يوسف القرماني (1985)، تاريخ سلاطين آل عُثمان، تحقيق: بسام عبد الوهاب الجابي (ط. 1)، دمشق: دار البصائر، OCLC:4770362328، QID:Q119078151
- إدوار بروي (1986)، تاريخ الحضارات العام: القُرُون الوسطى، ترجمة: يوسف أسعد داغر؛ فريد م. داغر (ط. 2)، بيروت، باريس: عويدات للنشر والطباعة، QID:Q123643942
- أحمد عبد الرحيم مصطفى (1986)، في أُصُول التاريخ العُثماني (ط. 2)، القاهرة: دار الشروق، OCLC:4771066482، QID:Q119368991
- بول كولنز (1993). العُثمانيُّون في أورُبَّا. ترجمة: عبد الرحمن عبد الله الشيخ. القاهرة: الهيئة المصرية العامة للكتاب. ISBN:977-01-3231-4. QID:Q119114178.
- محمد حرب (1993)، البوسنة والهرسك من الفتح إلى الكارثة، القاهرة: المركز المصري للدراسات العثمانية وبحوث العالم التركي، OCLC:4770013207، QID:Q123650125
- روبير مانتران (1993). تاريخ الدولة العُثمانيَّة. ترجمة: بشير السباعي (ط. 1). القاهرة: دار الفكر للدراسات والنشر والتوزيع. ج. 1. ISBN:977-5091-13-6. QID:Q119268097.
- محمد حرب (1994)، العُثمانيُّون في التاريخ والحضارة (ط. 1)، مدينة نصر: المركز المصري للدراسات العثمانية وبحوث العالم التركي، OCLC:4771244672، QID:Q119269538
- محمد سهيل طقوش (1997). تاريخ المماليك في مصر وبلاد الشام (ط. 1). بيروت: دار النفائس للطباعة والنشر والتوزيع. ISBN:978-9953-18-320-6. OCLC:4771288090. QID:Q107191418.
- إسماعيل أحمد ياغي (1998)، الدولة العُثمانيَّة في التاريخ الإسلامي الحديث (ط. 2)، الرياض: مكتبة العبيكان، OCLC:4770676997، QID:Q123648617
- عبد القادر أوزجان (1999). "النُظُم العسكريَّة العُثمانيَّة". الدولة العُثمانيَّة: تاريخ وحضارة. ترجمة: صالح سعداوي. إسطنبول: مركز الأبحاث للتاريخ والفنون والثقافة الإسلاميَّة. ج. 1. ISBN:9290630817.
- فريدون آمجن (1999). "التاريخ السياسي للدولة العُثمانيَّة". الدولة العُثمانيَّة: تاريخ وحضارة. ترجمة: صالح سعداوي. إسطنبول: مركز الأبحاث للتاريخ والفنون والثقافة الإسلاميَّة. ج. 1. ISBN:9290630817.
- صلاح ضبيع (شتاء وربيع 1419هـ = 1999م). "العلاقات العُثمانيَّة البيزنطيَّة". الاجتهاد. دار الاجتهاد للأبحاث والترجمة والنشر ع. 41 و42، السنة الحادية عشر. مؤرشف من الأصل في 2023-12-03. {{استشهاد بدورية محكمة}}: تحقق من التاريخ في: |سنة= (مساعدة)
- عبد العزيز بن إبراهيم العمري (2000). الفُتُوحات الإسلاميَّة عبر العُصُور: دراسة تاريخيَّة لحركة الجهاد الإسلامي من عصر الرسول ﷺ حتَّى أواخر العصر العُثماني (ط. 3). الرياض: دار إشبيليا للنشر والتوزيع. ISBN:9960-36-997-8. QID:Q123652201.
- علي الصلابي (2001). الدولة العُثمانيَّة: عوامل النُهُوض وأسباب السُقُوط (PDF) (ط. 1). القاهرة: دار التوزيع والنشر الإسلامية. ISBN:977-265-314-1. OCLC:4771066225. QID:Q123643510. مؤرشف من الأصل في 2019-12-17.
- علي الصلابي (2001). السُلطان مُحمَّد الفاتح وعوامل النُهُوض في عصره. الإسكندرية: دار الإيمان للطباعة والنشر والتوزيع. ISBN:977-331-105-8. QID:Q114357988.
- هارولد لام (2007)، سُلطان الشرق العظيم سُليمان القانوني: 1529-1566م، ترجمة: شكري محمود نديم، مراجعة: أحمد ناجي القيسي، محمود حسين الأمين (ط. 1)، بيروت: الدار العربية للموسوعات، OCLC:949620560، QID:Q123734851
- النويري الإسكندراني (2008)، وقعة الإسكندريَّة: من كتاب الإلمام للنُويري الإسكندراني، تحقيق: سهيل زكار (ط. 1)، دمشق: دار التكوين، OCLC:828418220، QID:Q123644367
- حاجي خليفة (2009). فذلكة أقوال الأخيار في علم التاريخ والأخبار: تاريخ مُلُوك آل عُثمان. تحقيق: سيد محمد السيد. أنقرة: مؤسسة العالي أتاتورك للثقافة واللغات والتاريخ. ISBN:978-975-16-2183-2. LCCN:2010449393. OCLC:908454327. OL:30470281M. QID:Q119174278.{{استشهاد بكتاب}}:  صيانة الاستشهاد: ref duplicates default (link)
- يلماز أوزتونا (2010)، موسوعة تاريخ الإمبراطوريَّة العُثمانيَّة السياسي والعسكري والحضاري: 629 - 1341هـ / 1231 - 1922م، ترجمة: عدنان محمود سلمان (ط. 1)، بيروت: الدار العربية للموسوعات، ج. 1، QID:Q119025953
- سالم الرشيدي (2013). مُحمَّد الفاتح (ط. 2). القاهرة: دار البشير للثقافة والعلوم. ISBN:978-977-278-145-4. OCLC:1230017427. OL:19142507M. QID:Q119858534.
- محمد سهيل طقوش (2013). تاريخ العُثمانيين من قيام الدولة إلى الانقلاب على الخلافة (ط. 3). بيروت: دار النفائس للطباعة والنشر والتوزيع. ISBN:978-9953-18-443-2. OCLC:1025663587. QID:Q107311111.
- مصطفى أرمغان (2014). التاريخ السرِّي للإمبراطوريَّة العُثمانيَّة: جوانب غير معروفة من حياة سلاطين بني عُثمان. ترجمة: عبد القادر عبد اللي (ط. 1). بيروت: الدار العربية للعلوم ناشرون. ISBN:978-614-01-1122-6. OCLC:913807734. QID:Q119023002.
- مُحمَّد خير علي فرج (شتاء وربيع 1437هـ = 2016م). "العدالة العلميَّة تجاه المسيحيين في عهد العُثمانيين". المقاصد: دراسات في العلوم الإسلامية. جامعة المقاصد في بيروت، كُليَّة الدراسات الإسلاميَّة ع. 6. {{استشهاد بدورية محكمة}}: تحقق من التاريخ في: |سنة= (مساعدة)

كُتُب باللُّغة العُثمانيَّة:
- شكر الله بن شهاب الدين أحمد (۱۰۰۷هـ). بهجة التواريخ. ترجمة: مُحمَّد الأدرنوي. مؤرشف من الأصل في 2023-12-09. {{استشهاد بكتاب}}: تحقق من التاريخ في: |سنة= (مساعدة)
- أحمد فريدون بك (۱۲٧٤هـ). مجموعه مُنشآت السلاطين (PDF). إستانبول: طبعخانۀ عامره. ج. ١. مؤرشف (PDF) من الأصل في 2023-12-15. {{استشهاد بكتاب}}: تحقق من التاريخ في: |سنة= (مساعدة) Q99853627.
- سعد الدين بن حسن جان (١٨٦٢ - ١٨٦٣). تاج التواريخ. إستانبول: طبعخانۀ عامره. ج. ١. مؤرشف من الأصل في 2023-06-05. {{استشهاد بكتاب}}: تحقق من التاريخ في: |سنة= (مساعدة)
- أحمد جواد (۱۲۹۹هـ). تاريخ عسكرى عثمانى: دولت عليه‌نك ابتداى تشكلندن بوگونه قدر وقوعه گلان ترتيبات عسكريه و وقوعات حربيه‌سنى شاملدر. OCLC:13126418. {{استشهاد بكتاب}}: تحقق من التاريخ في: |سنة= (مساعدة)

باللُغات التُركيَّة والأوروپيَّة:
- "Murad I". Encyclopædia Britannica (بالإنجليزية). Encyclopædia Britannica Inc. n.d. Archived from the original on 8-3-2016. {{استشهاد بموسوعة}}: تحقق من التاريخ في: |تاريخ= (help)
- Turco, Saidino (1649). Chronica dell origine e progressi della Casa Ottomana (بالإيطالية). Translated by Vicenzo Bratutti Raguseo. Appresso Matteo Riccio. Archived from the original on 2023-12-11.{{استشهاد بكتاب}}:  صيانة الاستشهاد: ref duplicates default (link)
- Захариев, Стефан (1870). Географико-историко-статистическо описание на Татар Пазарджишката кааза (بالبلغارية) (1 ed.). Виена: Съмър.{{استشهاد بكتاب}}:  صيانة الاستشهاد: ref duplicates default (link)
- Temperley, Harold W. V. (1919). History of Serbia (بالإنجليزية) (2 ed.). London: G. Bell and Sons LTD.{{استشهاد بكتاب}}:  صيانة الاستشهاد: ref duplicates default (link)
- Grumel, Venance (1958). "La Chronologie". Traité D'Études Byzantines (بالفرنسية). Paris: Presses universitaires de France. Archived from the original on 2023-12-10.{{استشهاد بكتاب}}:  صيانة الاستشهاد: ref duplicates default (link)
- Цветкова, Бистра А. (1960). Героичната съпротива на българите против турското нашествие (بالبلغارية) (1 ed.). София: Народна просвета. OCLC:645458427. Archived from the original on 2023-12-11.{{استشهاد بكتاب}}:  صيانة الاستشهاد: ref duplicates default (link)
- Halil, İnalcık (1964). "Edirne'nin Fethi (1361)". Edirne (PDF) (بالتركية). Ankara: Türk Tarih Kurumu. Archived from the original (PDF) on 2 Kasım 2014. Retrieved 2 Kasım 2014. {{استشهاد بكتاب}}: تحقق من التاريخ في: |تاريخ الوصول= and |تاريخ أرشيف= (help)
- Beldiceanu-Steinherr, Irène (1965). "La Conquête d'Andrinople par les Turcs: la pénétration turque en Thrace et la valeur des chroniques ottomanes". Travaux et Mémoires du Centre de Recherche d'Histoire et Civilisation de Byzance (بالفرنسية). E. De Boccard. 1. {{استشهاد بدورية محكمة}}: تحقق من التاريخ في: |سنة= (help)
- Runciman, Steven (1965). The Fall of Constantinople, 1453 (بالإنجليزية). Cambridge: Cambridge University Press. OCLC:220712.{{استشهاد بكتاب}}:  صيانة الاستشهاد: ref duplicates default (link)
- Петров, Петър Христов (1967). Търговски връзки между България и Дубровник през XIV век (بالبلغارية). София: Бълг. ист. д-во.{{استشهاد بكتاب}}:  صيانة الاستشهاد: ref duplicates default (link)
- Cox, Eugene L. (1967). The Green Count of Savoy: Amadeus VI and Transalpine Savoy in the Fourteenth Century (بالإنجليزية). Princeton, New Jersey: Princeton University Press. OCLC:748459. {{استشهاد بكتاب}}: تحقق من التاريخ في: |سنة= (help)
- Tomac, Petar (1968). Kosovska bitka (بالصربية). Vojnoizdavački zavod. Archived from the original on 2016-12-23.{{استشهاد بكتاب}}:  صيانة الاستشهاد: ref duplicates default (link)
- Zachariadou, Elizabeth (1970). "The Conquest of Adrianople by the Turks". Studii Veneziani (بالإنجليزية). 12. {{استشهاد بدورية محكمة}}: تحقق من التاريخ في: |سنة= (help)
- Kuzev, Alexander (1971). "Die Beziehungen des Königs von Vidin Ivan Sracimir zu den osmanischen Herrschern". Etudes Balkaniques (بالألمانية). Insitute of Balkan Studies. VII (3).{{استشهاد بدورية محكمة}}:  صيانة الاستشهاد: ref duplicates default (link)
- Veiter, Theodor (1971). Volkstum zwischen Moldau, Etsch und Donau: Festschrift für Franz Hieronymus Riedl: Dargeboten zum 65. Lebensjahr (بالألمانية). W. Braumüller. ISBN:9783700300076. Archived from the original on 2019-03-31.{{استشهاد بكتاب}}:  صيانة الاستشهاد: ref duplicates default (link)
- Vojna Akademija (1972). "Kosovska bitka". Vojna Enciklopedija (بالكرواتية). Belgrade: Vojnoizdavački zavod JNA.
- Dede, Abdürrahim (1975). Rumeli'de birakilanlar: Bati Trakya Türkleri (بالتركية). İstanbul: Otaǧ Matbaasi. Archived from the original on 2023-04-26. {{استشهاد بكتاب}}: تحقق من التاريخ في: |سنة= (help)
- Setton, Kenneth M. (1976). The Papacy and the Levant (1204–1571) (بالإنجليزية). Philadelphia: The American Philosophical Society. Vol. I: The Thirteenth and Fourteenth Centuries. ISBN:0871691140. Archived from the original on 2023-12-10.{{استشهاد بكتاب}}:  صيانة الاستشهاد: ref duplicates default (link)
- Shaw, Stanford (1976). History of the Ottoman Empire and modern Turkey (PDF) (بالإنجليزية). New York: Cambridge University Press. Vol. 1. ISBN:9780521291668. Archived from the original (PDF) on 2015-09-25.{{استشهاد بكتاب}}:  صيانة الاستشهاد: ref duplicates default (link)
- Balfour, Patrick; Kinross, Baron (1977). The Ottoman Centuries: The Rise and Fall of the Turkish Empire (بالإنجليزية). London: Perennial. ISBN:9780688080938.
- Дечев, Васил (1978). Миналото на Чепеларе (بالبلغارية) (2 ed.). Пловдив: Христо Г. Данов. OCLC:7421737.{{استشهاد بكتاب}}:  صيانة الاستشهاد: ref duplicates default (link)
- Иречек, Константин (1978). История на българите (بالبلغارية). София: Наука и изкуство. OCLC:405525391.{{استشهاد بكتاب}}:  صيانة الاستشهاد: ref duplicates default (link)
- Klaić, Vjekoslav; Macan, Trpimir (1981). Povijest Hrvata od najstarijih vremena do svršetka XIX stoljeća (بالصربية). Nakladni zavod MH. Archived from the original on 2016-12-23.
- Namık, Kemal (1982). "Anadolu Selçukluları ve Anadolu beylikleri hakkında bir mukaddime ile Osmanlı devleti'nin kuruluşundan İstanbul'un fethine kadarv̲̲". Osmanlı Tarihi (بالتركية). Türk Tarih Kurumu Basımevi. Vol. 1. Archived from the original on 2019-12-17.{{استشهاد بموسوعة}}:  صيانة الاستشهاد: ref duplicates default (link)
- Nastasijevic, Slavomir (1987). Vitezi Kneza Lazara (بالصربية). Narodna Knjiga Beograd. ISBN:8633100150. Archived from the original on 2019-12-17.{{استشهاد بكتاب}}:  صيانة الاستشهاد: ref duplicates default (link)
- Đerić, Branislav (1989). Kosovska bitka: vojno-istorijska rasprava (بالصربية). Naučna knjiga. Archived from the original on 2019-12-17.{{استشهاد بكتاب}}:  صيانة الاستشهاد: ref duplicates default (link)
- Ćirković, Sima M. (1990). Kosovska bitka u istoriografiji (بالصربية). Zmaj. Archived from the original on 2014-01-03.{{استشهاد بكتاب}}:  صيانة الاستشهاد: ref duplicates default (link)
- Emmert, Thomas A.; Vucinich, Wayne S. (1991). Kosovo: Legacy of a Medieval Battle (بالإنجليزية). University of Minnesota. Archived from the original on 2016-12-23.
- Gökbilgin, M. Tayyib (1991). "Edirne". Encyclopaedia of Islam. Handbook of Oriental Studies (بالإنجليزية) (2 ed.). BRILL. Vol. 2. ISBN:9789004161214. Archived from the original on 2023-10-13.{{استشهاد بموسوعة}}:  صيانة الاستشهاد: ref duplicates default (link)
- Peirce, Leslie P. (1993). The Imperial Harem: Women and Sovereignty in the Ottoman Empire (بالإنجليزية). Oxford University Press. ISBN:9780195086775. Archived from the original on 2019-07-15.{{استشهاد بكتاب}}:  صيانة الاستشهاد: ref duplicates default (link)
- Fine, John Van Antwerp (1994). The Late Medieval Balkans: A Critical Survey from the Late Twelfth Century to the Ottoman Conquest (بالإنجليزية). University of Michigan Press. ISBN:9780472082605. Archived from the original on 2020-06-18.{{استشهاد بكتاب}}:  صيانة الاستشهاد: ref duplicates default (link)
- Mirčetić, Dragoljub (1994). Vojna istorija Niša (بالصربية). Niš: Prosveta. Vol. 1. ISBN:8774551523. OCLC:33091772. Archived from the original on 2023-12-11.{{استشهاد بكتاب}}:  صيانة الاستشهاد: ref duplicates default (link)
- Sedlar, Jean W. (1994). East Central Europe in the Middle Ages, 1000-1500 (بالإنجليزية). University of Washington Press.{{استشهاد بكتاب}}:  صيانة الاستشهاد: ref duplicates default (link)
- Андреев; Лалков, Милчо (1996). Българските ханове и царе (بالبلغارية). Велико Търново: Абагар. ISBN:954427216X.
- Warren, Treadgold (1997). A History of the Byzantine State and Society (بالإنجليزية). Stanford University Press. ISBN:0804726302. Archived from the original on 2023-05-01. Retrieved 2021-10-28.{{استشهاد بكتاب}}:  صيانة الاستشهاد: ref duplicates default (link)
- Мутафчиев, Петър (1999). Добруджа в миналото: Българи и румъни в историята на дунавските земи (بالبلغارية). София: Стефанка Банкова.{{استشهاد بكتاب}}:  صيانة الاستشهاد: ref duplicates default (link)
- Sakaoğlu, Necdet (1999). Bu Mülkün Sultanları (بالتركية). İstanbul: Oğlak Yayınları. ISBN:9753292996.{{استشهاد بكتاب}}:  صيانة الاستشهاد: ref duplicates default (link)
- Hunyadi, Zsolt; Laszlovszky, Jozsef (2001). The Crusades and the Military Orders (بالإنجليزية). Central European University Press. ISBN:9789639776203.
- Runciman, Steven (2002). A History of the Crusades (بالإنجليزية). London: Penguin Books. ISBN:014013705X. OCLC:1251399262. {{استشهاد بكتاب}}: تحقق من التاريخ في: |سنة= (help)
- Lowry, Heath W. (2003). The Nature of the Early Ottoman State (بالإنجليزية) (1 ed.). Albany: State University of New York Press. ISBN:0791456358. OCLC:51040673. {{استشهاد بكتاب}}: تحقق من التاريخ في: |سنة= (help)
- Finkel, Caroline (2006). Osman's Dream: The Story of the Ottoman Empire 1300-1923 (بالإنجليزية). London: John Murray. ISBN:9780719561122. Archived from the original on 2016-04-09.{{استشهاد بكتاب}}:  صيانة الاستشهاد: ref duplicates default (link)
- Kortüm, Hans-Henning (2006). Transcultural wars from the Middle Ages to the 21st century (بالإنجليزية). Akademie. ISBN:9783050041315. Archived from the original on 2019-12-17.{{استشهاد بكتاب}}:  صيانة الاستشهاد: ref duplicates default (link)
- Boskovic, Vladislav (2009). King Vukasin and the disastrous Battle of Marica (بالإنجليزية). GRIN Verlag. ISBN:978-3-640-49264-0. Archived from the original on 2019-03-31.
- İnalcık, Halil (2010). Kuruluş Dönemi Osmanlı Sultanları (1302-1481) (بالتركية). İstanbul: Türkiye Diyanet Vakfı İslam Araştırmaları Merkezi. ISBN:9786055586065.{{استشهاد بكتاب}}:  صيانة الاستشهاد: ref duplicates default (link)
- "Padişahların tarihe kazınmış sözleri". Milliyet (بالتركية). 20 Jan 2015. Archived from the original on 2023-12-09. Retrieved 2017-04-19.
- İnalcık, Halil (2020). "MURAD I" (PDF). TDV İslâm Ansiklopedisi (بالتركية). TDV İslâm Araştırmaları Merkezi. Vol. 31. Archived from the original (PDF) on 2023-12-09.{{استشهاد بموسوعة}}:  صيانة الاستشهاد: ref duplicates default (link)

## وصلات خارجيَّة
- د. مُحمَّد عبد الستَّار البدري (14 تشرين الأوَّل [أكتوبر] 2016). "من التاريخ: مراد الأول.. محوّل الدولة العثمانية إلى إمبراطورية". الشرق الأوسط. مؤرشف من الأصل في 16 كانون الأوَّل [ديسمبر] 2023. اطلع عليه بتاريخ 16 كانون الأوَّل [ديسمبر] 2023. {{استشهاد ويب}}: تحقق من التاريخ في: |تاريخ الوصول=، |تاريخ=، و|تاريخ أرشيف= (مساعدة)
- خالد خليل (24 حُزيران (يونيو) 2016). "ما سر قرار السلطان مراد الأول وطقوس (الإخوة البيض) والبحيرات السبع في بلغاريا؟". سبق. مؤرشف من الأصل في 16 كانون الأوَّل [ديسمبر] 2023. اطلع عليه بتاريخ 16 كانون الأوَّل [ديسمبر] 2023. {{استشهاد ويب}}: تحقق من التاريخ في: |تاريخ الوصول=، |تاريخ=، و|تاريخ أرشيف= (مساعدة)

| مراد الأول عاهل آل عُثمانولد: 1326 توفي: 1389 |                                                      |                   |
| ألقاب ملكية                                  |                                                      |                   |
| سبقه أورخان غازي                             | سُلطان الدولة العُثمانيَّة 1362 – 15 حُزيران (يونيو) 1389 | تبعه بايزيد الأوَّل |